# Torneo Federal C 2016
El Torneo Federal C 2016 fue la segunda edición de dicho certamen, organizado por el Consejo Federal, órgano interno de la Asociación del Fútbol Argentino.
Participaron del mismo los clubes ganadores de sus respectivas ligas regionales, y también algunos que ocuparon el segundo o tercer puesto. En algunos casos los equipos campeones decidieron ceder su plaza por cuestiones económicas o porque ya participaban de un torneo de una categoría superior, y fueron reemplazados por otros. También participaron 22 de los 36 descendidos del Federal B, entre ellos Sportsman, que había conseguido el ascenso en el torneo anterior y, debido al cambio del calendario tras la temporada transición, retornó a la categoría.
Finalizado el torneo, hubo cuatro ascendidos al Federal B.

## Ascensos y descensos
| Ascendidos al Federal B 2015 | Ascendidos al Federal B 2015 |
| ---------------------------- | ---------------------------- |
| Etapa Final                  | Sansinena                    |
| Etapa Final                  | Sportsman                    |
| Etapa Final                  | Belgrano                     |
| Etapa Final                  | San Martín Iglesia           |
| Etapa Final                  | Guzmán                       |
| Etapa Final                  | General San Martín           |
| Etapa Final                  | Uruguay                      |

| Descendidos del Federal B 2015 | Descendidos del Federal B 2015 |
| Zonas                          | Equipos                        |
| ------------------------------ | ------------------------------ |
| Zona 1                         | Deportivo Patagones            |
| Zona 1                         | Belgrano (E)                   |
| Zona 1                         | Maronese                       |
| Zona 1                         | Petrolero Argentino            |
| Zona 2                         | Racing (O)                     |
| Zona 2                         | Defensores de Valeria del Mar  |
| Zona 2                         | FC Tres Algarrobos             |
| Zona 3                         | Sportsman                      |
| Zona 3                         | Ferro (LF)                     |
| Zona 3                         | Once Tigres                    |
| Zona 4                         | Sports Salto                   |
| Zona 4                         | Social Obrero                  |
| Zona 4                         | Aprendices Casildenses         |
| Zona 5                         | Sanjustino                     |
| Zona 5                         | La Salle Jobson                |
| Zona 5                         | Colegiales (C)                 |
| Zona 6                         | Independiente Fontana          |
| Zona 6                         | Sportivo (PRSP)                |
| Zona 6                         | Ocampo Fábrica                 |
| Zona 7                         | Monterrico San Vicente         |
| Zona 7                         | Atlético Chicoana              |
| Zona 7                         | Herminio Arrieta               |
| Zona 8                         | Juventud Unida (C)             |
| Zona 8                         | Atlético Concepción            |
| Zona 8                         | San Carlos (LE)                |
| Zona 9                         | Talleres (F)                   |
| Zona 9                         | Deportivo Aguilares            |
| Zona 9                         | Atlético Famaillá              |
| Zona 10                        | Colón Juniors                  |
| Zona 10                        | Sportivo Del Bono              |
| Zona 10                        | Atenas de Pocito               |
| Zona 11                        | Deportivo Guaymallén           |
| Zona 11                        | Andes FBC                      |
| Zona 11                        | Sportivo Balloffet             |
| Zona 12                        | General Paz Juniors            |
| Zona 12                        | Atenas (RC)                    |
| Zona 12                        | Alianza de Moldes              |

| \| Ascendidos de las ligas regionales \| \| ----------------------------------------------------------------------------------------------------------------------------------------------------------------------------------------------------------------- \| \| La cantidad de equipos ascendidos o participantes de cada liga regional variaron según los afiliados a cada una, pudiendo así participar clubes coronados campeones, segundos, terceros, cuartos y hasta quintos. \| |
| Ascendidos de las ligas regionales |
| La cantidad de equipos ascendidos o participantes de cada liga regional variaron según los afiliados a cada una, pudiendo así participar clubes coronados campeones, segundos, terceros, cuartos y hasta quintos. |

## Sistema de disputa
El torneo contó con dos etapas:
- Etapa clasificatoria:

Se dividió a los 266 equipos clasificados en 41 zonas de 4 equipos y 34 de 3 (total: 75 zonas). El mejor de cada zona, los segundos de los grupos integrados por cuatro clubes y los mejores doce segundos de las zonas de tres clasificaron a la Etapa Final.
- Etapa final:

Primera fase: Estuvo integrada por los 128 equipos clasificados de la Etapa clasificatoria. Se desarrolló por el sistema de eliminación directa a doble partido, uno en cada sede.
Segunda fase: Estuvo integrada por los 64 equipos ganadores de la fase anterior. Se desarrolló por el sistema de eliminación directa a doble partido, uno en cada sede.
Tercera fase: Estuvo integrada por los 32 equipos ganadores de la fase anterior. Se desarrolló por el sistema de eliminación directa a doble partido, uno en cada sede.
Cuarta fase: Estuvo integrada por los 16 equipos ganadores de la fase anterior. Se desarrolló por el sistema de eliminación directa a doble partido, uno en cada sede. 
Quinta fase: Estuvo integrada por los 8 equipos ganadores de la fase anterior. Se desarrolló por el sistema de eliminación directa a doble partido, uno en cada sede. Los 4 ganadores ascendieron al Torneo Federal B.

## Equipos participantes
| Zonas       | Equipo                                                          | Localidad                     | Provincia           | Liga de origen                                  |
| ----------- | --------------------------------------------------------------- | ----------------------------- | ------------------- | ----------------------------------------------- |
| Zona 1      | Club Atlético de la Educación Fueguina                          | Ushuaia                       | Tierra del Fuego    | Liga Ushuaiense de fútbol                       |
| Zona 1      | Club Social y Deportivo Camioneros                              | Río Grande                    | Tierra del Fuego    | Liga Oficial de fútbol Río Grande               |
| Zona 1      | Lasserre Fútbol Club                                            | Ushuaia                       | Tierra del Fuego    | Liga Ushuaiense de fútbol                       |
| Zona 2      | Club Atlético Argentinos del Sur                                | El Calafate                   | Santa Cruz          | Liga de Fútbol Sur de Santa Cruz                |
| Zona 2      | Club Atlético Santa Cruz                                        | Puerto Santa Cruz             | Santa Cruz          | Liga de Fútbol Centro de Santa Cruz             |
| Zona 2      | Club Social y Deportivo Defensores del Carmen                   | Río Gallegos                  | Santa Cruz          | Liga de Fútbol Sur de Santa Cruz                |
| Zona 2      | Club Social y Deportivo Ferrocarril YCF                         | Río Gallegos                  | Santa Cruz          | Liga de Fútbol Sur de Santa Cruz                |
| Zona 3      | Asociación Club Banfield Puerto Deseado                         | Puerto Deseado                | Santa Cruz          | Liga de Fútbol Norte de Santa Cruz              |
| Zona 3      | Club Atlético Social y Deportivo Estrella Norte                 | Caleta Olivia                 | Santa Cruz          | Liga de Fútbol Norte de Santa Cruz              |
| Zona 3      | Club Deportivo Las Heras                                        | Caleta Olivia                 | Santa Cruz          | Liga de Fútbol Norte de Santa Cruz              |
| Zona 3      | Club Social y Deportivo Mar del Plata                           | Caleta Olivia                 | Santa Cruz          | Liga de Fútbol Norte de Santa Cruz              |
| Zona 4      | Club Atlético Belgrano                                          | Los Menucos                   | Río Negro           | Liga Rionegrina de Fútbol                       |
| Zona 4      | Club Atlético Defensores de Buena Parada                        | Río Colorado                  | Río Negro           | Liga de Fútbol de Río Colorado                  |
| Zona 4      | Club Atlético Talleres                                          | San Antonio Oeste             | Río Negro           | Liga Rionegrina de Fútbol                       |
| Zona 4      | Club Social y Deportivo Villalonga                              | Villalonga                    | Buenos Aires        | Liga Rionegrina de Fútbol                       |
| Zona 5      | Club Independiente Deportivo Esquel                             | Esquel                        | Chubut              | Liga de Fútbol del Oeste del Chubut             |
| Zona 5      | Club Social Cultural y Deportivo Belgrano                       | Esquel                        | Chubut              | Liga de Fútbol del Oeste del Chubut             |
| Zona 5      | Club Social Deportivo y Cultural Fontana                        | Trevelin                      | Chubut              | Liga de Fútbol del Oeste del Chubut             |
| Zona 6      | Club Atlético Florentino Ameghino                               | Comodoro Rivadavia            | Chubut              | Liga de Fútbol de Comodoro Rivadavia            |
| Zona 6      | Club Atlético Jorge Newbery                                     | Comodoro Rivadavia            | Chubut              | Liga de Fútbol de Comodoro Rivadavia            |
| Zona 6      | Club Social y Deportivo Juan José Moreno                        | Puerto Madryn                 | Chubut              | Liga de Fútbol Valle del Chubut                 |
| Zona 6      | Club Social y Deportivo Huracán                                 | Trelew                        | Chubut              | Liga de Fútbol Valle del Chubut                 |
| Zona 7      | Asociación Club Atlético Dina Huapi                             | Dina Huapi                    | Río Negro           | Liga de Fútbol de Bariloche                     |
| Zona 7      | Club Atlético Maronese                                          | Neuquén                       | Neuquén             | Liga de Fútbol del Neuquén                      |
| Zona 7      | Club Deportivo y Social Los Canales                             | Plottier                      | Neuquén             | Liga de Fútbol del Neuquén                      |
| Zona 8      | Asociación Deportiva Centenario                                 | Centenario                    | Neuquén             | Liga de Fútbol del Neuquén                      |
| Zona 8      | Club Deportivo Rincón                                           | Rincón de los Sauces          | Neuquén             | Liga de Fútbol del Neuquén                      |
| Zona 8      | Club Torino                                                     | El Bolsón                     | Río Negro           | Liga de Fútbol de Bariloche                     |
| Zona 9      | Club Atlético All Boys                                          | Santa Rosa                    | La Pampa            | Liga Cultural de Fútbol                         |
| Zona 9      | Club Atlético Santa Rosa                                        | Santa Rosa                    | La Pampa            | Liga Cultural de Fútbol                         |
| Zona 9      | Club Social y Deportivo Huracán                                 | Pellegrini                    | Buenos Aires        | Liga Trenquelauquense de fútbol                 |
| Zona 9      | Huracán Fútbol Club                                             | Carlos Tejedor                | Buenos Aires        | Liga de fútbol del Oeste                        |
| Zona 10     | Club Atlético Estudiantes                                       | Olavarría                     | Buenos Aires        | Liga de Fútbol de Olavarría                     |
| Zona 10     | Club Atlético Huracán                                           | Ingeniero White               | Buenos Aires        | Liga del Sur                                    |
| Zona 10     | Club Atlético Jorge Newbery                                     | Laprida                       | Buenos Aires        | Liga Lapridense de fútbol                       |
| Zona 10     | Club Social y Deportivo El Fortín                               | Olavarría                     | Buenos Aires        | Liga de Fútbol de Olavarría                     |
| Zona 11     | Chacarita Juniors Fútbol Club                                   | Azul                          | Buenos Aires        | Liga de fútbol de Azul                          |
| Zona 11     | Club Alumni Azuleño                                             | Azul                          | Buenos Aires        | Liga de fútbol de Azul                          |
| Zona 11     | Club Grupo Universitario                                        | Tandil                        | Buenos Aires        | Liga Tandilense de fútbol                       |
| Zona 11     | Club Independiente                                              | Tandil                        | Buenos Aires        | Liga Tandilense de fútbol                       |
| Zona 12     | Club Atlético Nuevo Rivadavia                                   | Chivilcoy                     | Buenos Aires        | Liga Chivilcoyana de fútbol                     |
| Zona 12     | Club Atlético River Plate                                       | Bragado                       | Buenos Aires        | Liga Bragadense de fútbol                       |
| Zona 12     | Club Social y Deportivo Colón                                   | Chivilcoy                     | Buenos Aires        | Liga Chivilcoyana de fútbol                     |
| Zona 13     | Asociación Mutual de Unión de Transporte Automotor              | Luján                         | Buenos Aires        | Liga Lujanense de fútbol                        |
| Zona 13     | Club Atlético Pilar                                             | Pilar                         | Buenos Aires        | Liga Escobarense de fútbol                      |
| Zona 13     | Club Social y Deportivo Presidente Derqui                       | Presidente Derqui             | Buenos Aires        | Liga Escobarense de fútbol                      |
| Zona 13     | Fernando Cáceres Fútbol Club                                    | Ciudad Evita                  | Buenos Aires        | Liga Lujanense de fútbol                        |
| Zona 14     | Club Atlético Buenos Aires al Pacífico                          | Junín                         | Buenos Aires        | Liga Deportiva del Oeste                        |
| Zona 14     | Club Atlético Rivadavia                                         | Junín                         | Buenos Aires        | Liga Deportiva del Oeste                        |
| Zona 14     | Club Sportivo Barracas                                          | Colón                         | Buenos Aires        | Liga Deportiva de Colón                         |
| Zona 14     | Club Sports Salto                                               | Salto                         | Buenos Aires        | Liga Deportiva de Salto                         |
| Zona 15     | Club Atlético Juventud Unida                                    | Comandante Nicanor Otamendi   | Buenos Aires        | Liga de fútbol de General Alvarado              |
| Zona 15     | Círculo Deportivo de Comandante Nicanor Otamendi                | Comandante Nicanor Otamendi   | Buenos Aires        | Liga Marplatense de fútbol                      |
| Zona 15     | Club Social y Deportivo Santa Clara del Mar                     | Santa Clara del Mar           | Buenos Aires        | Liga de fútbol de Mar Chiquita                  |
| Zona 15     | Universidad Nacional del Centro de la Provincia de Buenos Aires | Tandil                        | Buenos Aires        | Liga Tandilense de Fútbol                       |
| Zona 16     | Asociación Deportiva Atlético Villa Gesell                      | Villa Gesell                  | Buenos Aires        | Liga Madariaguense de fútbol                    |
| Zona 16     | Club Deportivo El León                                          | General Madariaga             | Buenos Aires        | Liga Madariaguense de fútbol                    |
| Zona 16     | Club Deportivo Popular General Lavalle                          | General Lavalle               | Buenos Aires        | Liga de fútbol del Partido de la Costa          |
| Zona 16     | Club Social y Deportivo Defensores de Valeria del Mar           | Valeria del Mar               | Buenos Aires        | Liga Madariaguense de fútbol                    |
| Zona 17     | Club Atlético Ferro Carril Roca                                 | Las Flores                    | Buenos Aires        | Liga de fútbol de Las Flores                    |
| Zona 17     | Club Atlético Defensores de Plaza España                        | Veinticinco de Mayo           | Buenos Aires        | Liga Veinticinqueña de Fútbol                   |
| Zona 17     | Club Atlético Empleados de Comercio                             | Bolívar                       | Buenos Aires        | Liga Deportiva de Bolívar                       |
| Zona 18     | Club Del Acuerdo                                                | San Nicolás                   | Buenos Aires        | Liga Nicoleña de fútbol                         |
| Zona 18     | Club de Regatas San Nicolás                                     | San Nicolás                   | Buenos Aires        | Liga Nicoleña de fútbol                         |
| Zona 18     | Real Sprint Fútbol Club                                         | San Nicolás                   | Buenos Aires        | Liga Nicoleña de fútbol                         |
| Zona 19     | Club Social, Cultural y Deportivo Malvinas                      | Ingeniero Adolfo Sourdeaux    | Buenos Aires        | Liga Escobarense de fútbol                      |
| Zona 19     | Club Atlético General Belgrano                                  | Zárate                        | Buenos Aires        | Liga Zarateña de fútbol                         |
| Zona 19     | Club Social y Deportivo Obrero                                  | Zárate                        | Buenos Aires        | Liga Zarateña de fútbol                         |
| Zona 19     | Club Social y Deportivo Sarmiento                               | Zárate                        | Buenos Aires        | Liga Zarateña de fútbol                         |
| Zona 20     | Club Atlético Boca Juniors                                      | Balcarce                      | Buenos Aires        | Liga Balcarceña de fútbol                       |
| Zona 20     | Club Social y Deportivo Unión                                   | Maipú                         | Buenos Aires        | Liga Zarateña de fútbol                         |
| Zona 20     | Racing Fútbol Club                                              | Balcarce                      | Buenos Aires        | Liga Balcarceña de fútbol                       |
| Zona 21     | Club Atlético Ever Ready                                        | Dolores                       | Buenos Aires        | Liga Dolorense de fútbol                        |
| Zona 21     | Club Atlético Unión Deportiva                                   | Chascomús                     | Buenos Aires        | Liga regional Chascomunense de Fútbol           |
| Zona 21     | Club Atlético y Social Racing                                   | General Mansilla              | Buenos Aires        | Liga regional Chascomunense de Fútbol           |
| Zona 21     | Club Deportivo Chascomús                                        | Chascomús                     | Buenos Aires        | Liga regional Chascomunense de Fútbol           |
| Zona 22     | Club Atlético San Miguel                                        | General Las Heras             | Buenos Aires        | Liga Lobense de fútbol                          |
| Zona 22     | Club Deportivo Salgado                                          | Lobos                         | Buenos Aires        | Liga Lobense de fútbol                          |
| Zona 22     | Club El Frontón                                                 | San Andrés de Giles           | Buenos Aires        | Liga Mercedina de Fútbol                        |
| Zona 22     | Club Mercedes                                                   | Mercedes                      | Buenos Aires        | Liga Mercedina de Fútbol                        |
| Zona 23     | Club Atlético Argentino                                         | Pergamino                     | Buenos Aires        | Liga de Fútbol de Pergamino                     |
| Zona 23     | Club Atlético Sportsman                                         | Carmen de Areco               | Buenos Aires        | Liga de fútbol de Arrecifes                     |
| Zona 23     | Club Deportivo Palermo                                          | Arrecifes                     | Buenos Aires        | Liga de fútbol de Arrecifes                     |
| Zona 23     | Club Deportivo Villa Sanguinetti                                | Arrecifes                     | Buenos Aires        | Liga de fútbol de Arrecifes                     |
| Zona 24     | Agrupación Deportiva Infantil Platense                          | La Plata                      | Buenos Aires        | Liga Amateur Platense de fútbol                 |
| Zona 24     | Asociación Nueva Alianza                                        | La Plata                      | Buenos Aires        | Liga Amateur Platense de fútbol                 |
| Zona 24     | Centro de Fomento Villa Montoro                                 | La Plata                      | Buenos Aires        | Liga Amateur Platense de fútbol                 |
| Zona 25     | Club Deportivo Unión Calchaquí                                  | Santa María                   | Catamarca           | Liga Santamariana de Fútbol                     |
| Zona 25     | Club Deportivo y Social Rivadavia                               | Cafayate                      | Salta               | Liga Calchaquí de Fútbol                        |
| Zona 25     | Club Social y Cultural Sportivo Animaná                         | Animaná                       | Salta               | Liga Calchaquí de Fútbol                        |
| Zona 25     | Club Social y Deportivo Boulevard Norte                         | Santa María                   | Catamarca           | Liga Santamariana de Fútbol                     |
| Zona 26     | Asociación Social y Deportiva Tinogasta Central                 | Tinogasta                     | Catamarca           | Liga Tinogasteña de Fútbol                      |
| Zona 26     | Club Atlético San Lorenzo                                       | Andalgalá                     | Catamarca           | Liga Andalgalense de Fútbol                     |
| Zona 26     | Club Atlético San Luis                                          | Belén                         | Catamarca           | Liga Belenista de Fútbol                        |
| Zona 26     | Club Mamerto Esquiú                                             | Saujil                        | Catamarca           | Liga Andalgalense de Fútbol                     |
| Zona 27     | Club Atlético Américo Tesorieri                                 | Catamarca                     | Catamarca           | Liga Catamarqueña de fútbol                     |
| Zona 27     | Club Atlético Estudiantes de La Tablada                         | Catamarca                     | Catamarca           | Liga Catamarqueña de fútbol                     |
| Zona 27     | Club Atlético Independiente                                     | San Antonio                   | Catamarca           | Liga Chacarera de Fútbol                        |
| Zona 27     | Club Defensores de Esquiú                                       | San José                      | Catamarca           | Liga Chacarera de Fútbol                        |
| Zona 28     | Club Atlético Frías                                             | Frías                         | Santiago del Estero | Liga Cultural de Fútbol                         |
| Zona 28     | Club Atlético San Martín                                        | Recreo                        | Catamarca           | Liga Departamental de Fútbol de Recreo          |
| Zona 28     | Club Deportivo Instituto Tráfico                                | Frías                         | Santiago del Estero | Liga Cultural de Fútbol                         |
| Zona 28     | Instituto Central Norte Argentino                               | Recreo                        | Catamarca           | Liga Departamental de Fútbol de Recreo          |
| Zona 29     | Club Atlético Concepción                                        | Banda del Río Salí            | Tucumán             | Liga Tucumana de Fútbol                         |
| Zona 29     | Club Atlético Ñuñorco                                           | Monteros                      | Tucumán             | Liga Tucumana de Fútbol                         |
| Zona 29     | Club Deportivo Aguilares                                        | Aguilares                     | Tucumán             | Liga Tucumana de Fútbol                         |
| Zona 30     | Club Atlético Central Norte                                     | Tucumán                       | Tucumán             | Liga Tucumana de Fútbol                         |
| Zona 30     | Club Atlético Normal Rosarino                                   | Rosario de la Frontera        | Salta               | Liga de Fútbol de Rosario de La Frontera        |
| Zona 30     | Club Atlético San Antonio                                       | Ranchillos                    | Tucumán             | Liga Tucumana de Fútbol                         |
| Zona 30     | Centro Social Cultural y Atlético General Güemes                | Rosario de la Frontera        | Salta               | Liga de Fútbol de Rosario de La Frontera        |
| Zona 31     | Club Atlético Barrio Adela                                      | Termas de Río Hondo           | Santiago del Estero | Liga Termense de Fútbol                         |
| Zona 31     | Club Atlético Estudiantes                                       | Santiago del Estero           | Santiago del Estero | Liga Santiagueña de Fútbol                      |
| Zona 31     | Club Atlético Los Dorados                                       | Termas de Río Hondo           | Santiago del Estero | Liga Termense de Fútbol                         |
| Zona 31     | Club Atlético Villa Unión                                       | La Banda                      | Santiago del Estero | Liga Santiagueña de Fútbol                      |
| Zona 32     | Club Atlético Platense                                          | Añatuya                       | Santiago del Estero | Liga Añatuyense de Fútbol                       |
| Zona 32     | Club Atlético Talleres                                          | Añatuya                       | Santiago del Estero | Liga Añatuyense de Fútbol                       |
| Zona 32     | Club Cultural y Deportivo Ferro DHO                             | San Cristóbal                 | Santa Fe            | Liga Regional Ceresina de Fútbol                |
| Zona 33     | Club Atlético Sanidad                                           | Salta                         | Salta               | Liga Salteña de Fútbol                          |
| Zona 33     | Club Atlético Libertad                                          | Campo Santo                   | Salta               | Liga Güemense de Fútbol                         |
| Zona 33     | Club Deportivo Villa San Antonio                                | Salta                         | Salta               | Liga Salteña de Fútbol                          |
| Zona 34     | Club Atlético Barrio Obrero                                     | Joaquín V. González           | Salta               | Liga Anteña de Fútbol                           |
| Zona 34     | Club Atlético Mallorca                                          | Monte Quemado                 | Santiago del Estero | Liga Copeña de Fútbol                           |
| Zona 34     | Club Atlético San Martín                                        | Monte Quemado                 | Santiago del Estero | Liga Copeña de Fútbol                           |
| Zona 35     | Club Atlético Cerrillos                                         | Cerrillos                     | Salta               | Liga de Fútbol del Valle de Lerma               |
| Zona 35     | Club Atlético Chicoana                                          | Chicoana                      | Salta               | Liga de Fútbol del Valle de Lerma               |
| Zona 35     | Club Sportivo El Carril                                         | El Carril                     | Salta               | Liga de Fútbol del Valle de Lerma               |
| Zona 36     | Club Gimnasia y Tiro                                            | Orán                          | Salta               | Liga Regional de Fútbol del Bermejo             |
| Zona 36     | Club Social y Deportivo Atlético Ferro                          | Santa Rosa                    | Salta               | Liga Regional de Fútbol del Bermejo             |
| Zona 36     | Club Social y Deportivo Coronel Cornejo                         | Coronel Cornejo               | Salta               | Liga Departamental de fútbol General San Martín |
| Zona 36     | Club Social, Cultural y Deportivo San José Santo                | Tartagal                      | Salta               | Liga Departamental de fútbol General San Martín |
| Zona 37     | Club Atlético Inter                                             | La Intermedia                 | Jujuy               | Liga Puneña de Fútbol                           |
| Zona 37     | Club Sportivo Gardelitos                                        | La Quiaca                     | Jujuy               | Liga Puneña de Fútbol                           |
| Zona 37     | Club Sportivo Racing Ojo de Agua                                | Pueblo Viejo                  | Jujuy               | Liga Puneña de Fútbol                           |
| Zona 38     | Club Atlético Alas Argentinas                                   | La Rioja                      | La Rioja            | Liga Riojana de Fútbol                          |
| Zona 38     | Club Atlético Chacarita Juniors                                 | Aimogasta                     | La Rioja            | Liga Aimogasteña de Fútbol                      |
| Zona 38     | Club Atlético Defensores de La Boca                             | La Rioja                      | La Rioja            | Liga Riojana de Fútbol                          |
| Zona 38     | Club Sportivo San Francisco                                     | Aimogasta                     | La Rioja            | Liga Aimogasteña de Fútbol                      |
| Zona 39     | Club Deportivo El Galpón                                        | El Galpón                     | Salta               | Liga Metanense de Fútbol                        |
| Zona 39     | Club Social y Deportivo El Quebrachal                           | El Quebrachal                 | Salta               | Liga Anteña de Fútbol                           |
| Zona 39     | Club Social y Deportivo YPF                                     | Joaquín V. González           | Salta               | Liga Anteña de Fútbol                           |
| Zona 39     | Club Sportivo San José                                          | San José de Metán             | Salta               | Liga Metanense de Fútbol                        |
| Zona 40     | Club Atlético El Polo                                           | La Esperanza                  | Jujuy               | Liga Regional Jujeña de Fútbol                  |
| Zona 40     | Club Atlético Monterrico San Vicente                            | Monterrico                    | Jujuy               | Liga Departamental del Fútbol                   |
| Zona 40     | Club Defensores de Fraile Pintado                               | Fraile Pintado                | Jujuy               | Liga Regional Jujeña de Fútbol                  |
| Zona 40     | Club Sportivo Alberdi                                           | Libertador General San Martín | Jujuy               | Liga Regional Jujeña de Fútbol                  |
| Zona 41     | Club Atlético Palpalá                                           | Palpalá                       | Jujuy               | Liga Jujeña de Fútbol                           |
| Zona 41     | Club Atlético El Carmen                                         | El Carmen                     | Jujuy               | Liga Departamental del Fútbol                   |
| Zona 41     | Club Defensores de Monterrico                                   | Monterrico                    | Jujuy               | Liga Departamental del Fútbol                   |
| Zona 41     | Club Social y Deportivo El Chañi                                | Jujuy                         | Jujuy               | Liga Jujeña de Fútbol                           |
| Zona 42     | Club Atenas de Pocito                                           | La Rinconada                  | San Juan            | Liga Sanjuanina de Fútbol                       |
| Zona 42     | Club Atlético Colón Juniors                                     | San Juan                      | San Juan            | Liga Sanjuanina de Fútbol                       |
| Zona 42     | Club Sportivo Árbol Verde                                       | Concepción                    | San Juan            | Liga Sanjuanina de Fútbol                       |
| Zona 42     | Club Sportivo Juan Bautista Del Bono                            | Rivadavia                     | San Juan            | Liga Sanjuanina de Fútbol                       |
| Zona 43     | Club Defensores de Boca                                         | Media Agua                    | San Juan            | Liga Sarmientina de Fútbol                      |
| Zona 43     | Club Sportivo 25 de Mayo                                        | Villa Santa Rosa              | San Juan            | Liga Veinticinqueña de Fútbol                   |
| Zona 43     | Club Sportivo Huarpes                                           | Cochagual                     | San Juan            | Liga Sarmientina de Fútbol                      |
| Zona 43     | Club Unión Deportiva La Chimbera                                | La Chimbera                   | San Juan            | Liga Veinticinqueña de Fútbol                   |
| Zona 44     | Club Atlético Peñaflor                                          | San Martín                    | San Juan            | Liga Caucetera de Fútbol                        |
| Zona 44     | Club Sportivo Del Carril                                        | Villa San Martín              | San Juan            | Liga Caucetera de Fútbol                        |
| Zona 44     | Club Sportivo Los Andes                                         | Tudcum                        | San Juan            | Liga Iglesiana de Fútbol                        |
| Zona 45     | Andes Talleres Sport Club                                       | Godoy Cruz                    | Mendoza             | Liga Mendocina de Fútbol                        |
| Zona 45     | Club Atlético Fray Luis Beltrán                                 | Fray Luis Beltrán             | Mendoza             | Liga Mendocina de Fútbol                        |
| Zona 45     | Club Deportivo Rodeo del Medio                                  | Rodeo del Medio               | Mendoza             | Liga Mendocina de Fútbol                        |
| Zona 45     | Club Deportivo y Social Guaymallén                              | Rodeo de la Cruz              | Mendoza             | Liga Mendocina de Fútbol                        |
| Zona 46     | Club Atlético El Zampal                                         | El Zampal                     | Mendoza             | Liga Tupungatina de Fútbol                      |
| Zona 46     | Club Atlético La Amistad                                        | Ingeniero Giagnoni            | Mendoza             | Liga Rivadaviense de Fútbol                     |
| Zona 46     | Club Social y Deportivo La Libertad                             | Rivadavia                     | Mendoza             | Liga Rivadaviense de Fútbol                     |
| Zona 47     | Club Deportivo y Social Tupungato                               | Tupungato                     | Mendoza             | Liga Tupungatina de Fútbol                      |
| Zona 47     | Club Social y Deportivo Unión                                   | Vista Flores                  | Mendoza             | Liga de Fútbol de Tunuyán                       |
| Zona 47     | Tunuyán Sport Club                                              | Tunuyán                       | Mendoza             | Liga de Fútbol de Tunuyán                       |
| Zona 47 bis | Club Atlético Ferrocarril Oeste                                 | General Alvear                | Mendoza             | Liga Alvearense de Fútbol                       |
| Zona 47 bis | Club Deportivo El Fuerte                                        | Tres Esquinas                 | Mendoza             | Liga Sancarlina de Fútbol                       |
| Zona 47 bis | Sport Club San Carlos                                           | Villa San Carlos              | Mendoza             | Liga Sancarlina de Fútbol                       |
| Zona 48     | Andes Foot-Ball Club                                            | General Alvear                | Mendoza             | Liga Alvearense de Fútbol                       |
| Zona 48     | Centro Hispano y Argentino Real del Padre                       | Real del Padre                | Mendoza             | Liga Sancarlina de Fútbol                       |
| Zona 48     | Club Atlético Villa Atuel                                       | Villa Atuel                   | Mendoza             | Liga Sanrafaelina de Fútbol                     |
| Zona 48     | Club San Martín de Monte Comán                                  | Monte Comán                   | Mendoza             | Liga Sanrafaelina de Fútbol                     |
| Zona 49     | Asociación Civil, Cultural y Deportiva Libertad                 | Charata                       | Chaco               | Liga de Fútbol del Noroeste Chaqueño            |
| Zona 49     | Club Cooperativa Textil                                         | Villa Ángela                  | Chaco               | Asociación de Fútbol del Oeste Chaqueño         |
| Zona 49     | Club Deportivo Obreros Unidos                                   | Corzuela                      | Chaco               | Liga de Fútbol del Noroeste Chaqueño            |
| Zona 49     | Club Deportivo Unión Villa Dora                                 | Villa Ángela                  | Chaco               | Asociación de Fútbol del Oeste Chaqueño         |
| Zona 50     | Club Atlético Juventud Cooperativista                           | Quitilipi                     | Chaco               | Liga Quitilipense de Fútbol                     |
| Zona 50     | Club Atlético Sportivo                                          | Presidencia Roque Sáenz Peña  | Chaco               | Liga Saenzpeñense de Fútbol                     |
| Zona 50     | Club General San Martín                                         | Quitilipi                     | Chaco               | Liga Quitilipense de Fútbol                     |
| Zona 51     | Club Atlético San Martín                                        | Quimilí                       | Santiago del Estero | Liga Quimilense de Fútbol                       |
| Zona 51     | Club Sportivo Juventud Unida                                    | Charata                       | Chaco               | Liga de Fútbol del Noroeste Chaqueño            |
| Zona 51     | Club Unión Talleres Fábrica                                     | Weisburd                      | Santiago del Estero | Liga Quimilense de Fútbol                       |
| Zona 52     | Club Atlético San Lorenzo                                       | Presidencia Roque Sáenz Peña  | Chaco               | Liga Saenzpeñense de Fútbol                     |
| Zona 52     | Club Social y Deportivo Fortín                                  | Machagai                      | Chaco               | Liga Regional de Fútbol                         |
| Zona 52     | Club Sportivo Pampa                                             | Pampa del Infierno            | Chaco               | Liga Saenzpeñense de Fútbol                     |
| Zona 52     | Club Sportivo Plaza                                             | Presidencia de la Plaza       | Chaco               | Liga Regional de Fútbol                         |
| Zona 53     | Club Atlético América                                           | General José de San Martín    | Chaco               | Liga de Fútbol Norte                            |
| Zona 53     | Club Atlético Falucho                                           | General José de San Martín    | Chaco               | Liga de Fútbol Norte                            |
| Zona 53     | Club San Carlos                                                 | La Escondida                  | Chaco               | Liga Regional de Fútbol                         |
| Zona 54     | Club Atlético Villa Alvear                                      | Resistencia                   | Chaco               | Liga Chaqueña de fútbol                         |
| Zona 54     | Club Deportivo Sameep                                           | Resistencia                   | Chaco               | Liga Chaqueña de fútbol                         |
| Zona 54     | Don Orione Athletic Club                                        | Barranqueras                  | Chaco               | Liga Chaqueña de fútbol                         |
| Zona 55     | Club Atlético Juventud                                          | Puerto Tirol                  | Chaco               | Liga Chaqueña de fútbol                         |
| Zona 55     | Club Atlético Quilmes                                           | Corrientes                    | Corrientes          | Liga Correntina de Fútbol                       |
| Zona 55     | Club Deportivo Mandiyú                                          | Corrientes                    | Corrientes          | Liga Correntina de Fútbol                       |
| Zona 56     | Club Atlético 1.º de Mayo                                       | Formosa                       | Formosa             | Liga Formoseña de Fútbol                        |
| Zona 56     | Club Atlético 8 de Diciembre                                    | Formosa                       | Formosa             | Liga Formoseña de Fútbol                        |
| Zona 56     | Club Atlético Defensores de Formosa                             | Formosa                       | Formosa             | Liga Formoseña de Fútbol                        |
| Zona 56     | Club Atlético Inter                                             | Formosa                       | Formosa             | Liga Formoseña de Fútbol                        |
| Zona 57     | Club Atlético 29 de Septiembre                                  | Laguna Naick Neck             | Formosa             | Liga de Fútbol de Laguna Blanca                 |
| Zona 57     | Club Atlético Laguna Blanca                                     | Laguna Blanca                 | Formosa             | Liga de Fútbol de Laguna Blanca                 |
| Zona 57     | Club Atlético y Deportivo Argentinos del Norte                  | Clorinda                      | Formosa             | Liga Clorindense de Fútbol                      |
| Zona 57     | Club Atlético y Recreativo Juventud                             | Clorinda                      | Formosa             | Liga Clorindense de Fútbol                      |
| Zona 58     | Club Atlético Almirante Brown                                   | Malagueño                     | Córdoba             | Liga Cordobesa de Fútbol                        |
| Zona 58     | Unión San Vicente                                               | Córdoba                       | Córdoba             | Liga Cordobesa de Fútbol                        |
| Zona 58     | Club Deportivo Atalaya                                          | Córdoba                       | Córdoba             | Liga Cordobesa de Fútbol                        |
| Zona 59     | Club Atlético Ascasubi                                          | Villa Ascasubi                | Córdoba             | Liga Regional Riotercerense de Fútbol           |
| Zona 59     | Club Atlético San Martín                                        | Vicuña Mackenna               | Córdoba             | Liga Regional de fútbol de Río Cuarto           |
| Zona 59     | Club Deportivo Independiente                                    | Río Tercero                   | Córdoba             | Liga Regional Riotercerense de Fútbol           |
| Zona 59     | Club Sportivo y Biblioteca Atenas                               | Río Cuarto                    | Córdoba             | Liga Regional de fútbol de Río Cuarto           |
| Zona 60     | Club Atlético Benjamín Matienzo                                 | Villa de Soto                 | Córdoba             | Liga Cruzdelejeña de Fútbol                     |
| Zona 60     | Club Social y Deportivo Casa Grande                             | Casa Grande                   | Córdoba             | Liga Departamental de fútbol de Punilla         |
| Zona 60     | Escuela Municipal de Fútbol Infantil                            | Bialet Massé                  | Córdoba             | Liga Departamental de fútbol de Punilla         |
| Zona 61     | Club Atlético General Paz Juniors                               | Córdoba                       | Córdoba             | Liga Cordobesa de Fútbol                        |
| Zona 61     | Club Social y Deportivo Colón                                   | Colonia Caroya                | Córdoba             | Liga Regional Colón                             |
| Zona 61     | Club Sportivo Colonia Tirolesa                                  | Colonia Tirolesa              | Córdoba             | Liga Regional Colón                             |
| Zona 62     | Club Juventud Unida Río Cuarto                                  | Río Cuarto                    | Córdoba             | Liga Regional de fútbol de Río Cuarto           |
| Zona 62     | Club Sportivo 9 de Julio                                        | Río Tercero                   | Córdoba             | Liga Regional Riotercerense de Fútbol           |
| Zona 62     | Club Sportivo y Biblioteca Dr. Lautaro Roncedo                  | Alcira Gigena                 | Córdoba             | Liga Regional de fútbol de Río Cuarto           |
| Zona 63     | Club Sportivo Villa de la Quebrada                              | San Luis                      | San Luis            | Liga Sanluiseña de fútbol                       |
| Zona 63     | Club General San Martín                                         | Merlo                         | San Luis            | Liga futbolística y deportiva Valle del Conlara |
| Zona 63     | Club Social y Deportivo Casino                                  | Merlo                         | San Luis            | Liga futbolística y deportiva Valle del Conlara |
| Zona 63     | Sporting Club Victoria                                          | San Luis                      | San Luis            | Liga Sanluiseña de fútbol                       |
| Zona 64     | Club Atlético Alianza Futbolística                              | Villa Mercedes                | San Luis            | Liga de Fútbol de Villa Mercedes                |
| Zona 64     | Club Atlético Aviador Origone                                   | Villa Mercedes                | San Luis            | Liga de Fútbol de Villa Mercedes                |
| Zona 64     | Club Atlético Colegiales                                        | Villa Mercedes                | San Luis            | Liga de Fútbol de Villa Mercedes                |
| Zona 65     | Club Atlético Jorge Newbery                                     | Venado Tuerto                 | Santa Fe            | Liga Venadense de Fútbol                        |
| Zona 65     | Club Atlético Riberas del Paraná                                | Villa Constitución            | Santa Fe            | Liga de Fútbol Regional del Sud                 |
| Zona 65     | Club Sportivo Juventud Pueyrredón                               | Venado Tuerto                 | Santa Fe            | Liga Venadense de Fútbol                        |
| Zona 66     | Agrupación Deportiva Infantil Unión Rosario                     | Rosario                       | Santa Fe            | Asociación Rosarina de Fútbol                   |
| Zona 66     | Club Atlético María Grande                                      | María Grande                  | Entre Ríos          | Liga de Fútbol de Paraná Campaña                |
| Zona 66     | Club Náutico El Quillá                                          | Santa Fe                      | Santa Fe            | Liga Santafesina de Fútbol                      |
| Zona 66     | Club Unión Agrarios Cerrito                                     | Cerrito                       | Entre Ríos          | Liga de Fútbol de Paraná Campaña                |
| Zona 67     | Club Colón de San Justo                                         | San Justo                     | Santa Fe            | Liga Santafesina de Fútbol                      |
| Zona 67     | Club Sanjustino                                                 | San Justo                     | Santa Fe            | Liga Santafesina de Fútbol                      |
| Zona 67     | Club San Lorenzo                                                | Esperanza                     | Santa Fe            | Liga Esperancina de Fútbol                      |
| Zona 67     | Club Social y Deportivo Argentino                               | Franck                        | Santa Fe            | Liga Esperancina de Fútbol                      |
| Zona 68     | Club Atlético Alem                                              | Leandro N. Alem               | Misiones            | Liga Regional Obereña de Fútbol                 |
| Zona 68     | Club Atlético Garuhapé                                          | Garuhapé-Mi                   | Misiones            | Liga Regional de fútbol de Puerto Rico          |
| Zona 68     | Club Deportivo Victoria                                         | Colonia Victoria              | Misiones            | Liga de Fútbol de Eldorado                      |
| Zona 69     | Club Atlético Bartolomé Mitre                                   | Posadas                       | Misiones            | Liga Posadeña de Fútbol                         |
| Zona 69     | Club Atlético Oberá                                             | Oberá                         | Misiones            | Liga Regional Obereña de Fútbol                 |
| Zona 69     | Club Social y Deportivo 25 de Mayo                              | Puerto Rico                   | Misiones            | Liga Regional de fútbol de Puerto Rico          |
| Zona 70     | Club Atlético El Brete                                          | Posadas                       | Misiones            | Liga Posadeña de Fútbol                         |
| Zona 70     | Club Atlético Luz y Fuerza                                      | Gobernador Virasoro           | Corrientes          | Liga Virasoreña de Fútbol                       |
| Zona 70     | Club Social y Deportivo Madariaga                               | Paso de los Libres            | Corrientes          | Liga Libreña de Fútbol General Madariaga        |
| Zona 71     | Club Atlético Ciclón del Sur                                    | Paraná                        | Entre Ríos          | Liga Paranaense de Fútbol                       |
| Zona 71     | Club Atlético Diamantino                                        | Diamante                      | Entre Ríos          | Liga Diamantina de Fútbol                       |
| Zona 71     | Club Atlético Unión                                             | Crespo                        | Entre Ríos          | Liga Paranaense de Fútbol                       |
| Zona 71     | Club Universitario de Paraná                                    | Paraná                        | Entre Ríos          | Liga Paranaense de Fútbol                       |
| Zona 72     | Club Atlético Estudiantes                                       | Federación                    | Entre Ríos          | Liga Federaense de Fútbol                       |
| Zona 72     | Club Comunicaciones Concordia                                   | Concordia                     | Entre Ríos          | Liga Concordiense de Fútbol                     |
| Zona 72     | Club Salto Grande                                               | Concordia                     | Entre Ríos          | Liga Concordiense de Fútbol                     |
| Zona 72     | Santa María de Oro Fútbol Club                                  | Concordia                     | Entre Ríos          | Liga Concordiense de Fútbol                     |
| Zona 73     | Club Atlético Barrio Sud                                        | Villaguay                     | Entre Ríos          | Liga Villaguayense de Fútbol                    |
| Zona 73     | Club Atlético Colegiales                                        | Concordia                     | Entre Ríos          | Liga Concordiense de Fútbol                     |
| Zona 73     | Club Deportivo Ferrocarril                                      | San Salvador                  | Entre Ríos          | Liga Villaguayense de Fútbol                    |
| Zona 74     | Centro Recreativo y Deportivo La China                          | Concepción del Uruguay        | Entre Ríos          | Liga de Fútbol de Concepción del Uruguay        |
| Zona 74     | Club Atlético Rivadavia                                         | Concepción del Uruguay        | Entre Ríos          | Liga de Fútbol de Concepción del Uruguay        |
| Zona 74     | Club Central Larroque                                           | Larroque                      | Entre Ríos          | Liga Departamental de Fútbol de Gualeguaychú    |
| Zona 74     | Club Atlético Juventud Urdinarrain                              | Urdinarrain                   | Entre Ríos          | Liga Departamental de Fútbol de Gualeguaychú    |

### Distribución geográfica de los equipos
| Región                           | Equipos |
| -------------------------------- | ------- |
| Provincia de Buenos Aires        | 58      |
| Provincia de Catamarca           | 12      |
| Provincia del Chaco              | 19      |
| Provincia del Chubut             | 7       |
| Provincia de Córdoba             | 16      |
| Provincia de Corrientes          | 4       |
| Provincia de Entre Ríos          | 17      |
| Provincia de Formosa             | 8       |
| Provincia de Jujuy               | 11      |
| Provincia de La Pampa            | 2       |
| Provincia de La Rioja            | 4       |
| Provincia de Mendoza             | 17      |
| Provincia de Misiones            | 7       |
| Provincia del Neuquén            | 4       |
| Provincia de Río Negro           | 5       |
| Provincia de Salta               | 19      |
| Provincia de San Juan            | 11      |
| Provincia de San Luis            | 7       |
| Provincia de Santa Cruz          | 8       |
| Provincia de Santa Fe            | 10      |
| Provincia de Santiago del Estero | 12      |
| Provincia de Tierra del Fuego    | 3       |
| Provincia de Tucumán             | 5       |
| Total                            | 266     |

## Etapa clasificatoria

### Zonas 1 a 10
Zona 1
| Equipo                            | Pts | PJ | PG | PE | PP | GF | GC | Dif |
| --------------------------------- | --- | -- | -- | -- | -- | -- | -- | --- |
| Camioneros (Río Grande)           | 12  | 4  | 4  | 0  | 0  | 14 | 3  | 11  |
| Atlético de la Educación Fueguina | 6   | 4  | 2  | 0  | 2  | 8  | 10 | -2  |
| Lasserre FC                       | 0   | 4  | 0  | 0  | 4  | 2  | 11 | -9  |

|  | Clasificado a la Etapa final. |

| Resultados                         | Resultados                         | Resultados                         | Resultados                         | Resultados                         | Resultados                         |
| Local                              | Resultado                          | Visitante                          | Local                              | Resultado                          | Visitante                          |
| ---------------------------------- | ---------------------------------- | ---------------------------------- | ---------------------------------- | ---------------------------------- | ---------------------------------- |
| Fecha 1                            | Fecha 1                            | Fecha 1                            | Fecha 2                            | Fecha 2                            | Fecha 2                            |
| Atlético Educación Fueguina        | 3 - 1                              | Lasserre FC                        | Camioneros (RG)                    | 4 - 2                              | Atlético Educación Fueguina        |
| Libre: Camioneros (RG)             | Libre: Camioneros (RG)             | Libre: Camioneros (RG)             | Libre: Lasserre FC                 | Libre: Lasserre FC                 | Libre: Lasserre FC                 |
| Fecha 3                            | Fecha 3                            | Fecha 3                            | Fecha 4                            | Fecha 4                            | Fecha 4                            |
| Lasserre FC                        | 0 - 3                              | Camioneros (RG)                    | Lasserre FC                        | 1 - 2                              | Atlético Educación Fueguina        |
| Libre: Atlético Educación Fueguina | Libre: Atlético Educación Fueguina | Libre: Atlético Educación Fueguina | Libre: Camioneros (RG)             | Libre: Camioneros (RG)             | Libre: Camioneros (RG)             |
| Fecha 5                            | Fecha 5                            | Fecha 5                            | Fecha 6                            | Fecha 6                            | Fecha 6                            |
| Atlético Educación Fueguina        | 1 - 4                              | Camioneros (RG)                    | Camioneros (RG)                    | 3 - 0                              | Lasserre FC                        |
| Libre: Lasserre FC                 | Libre: Lasserre FC                 | Libre: Lasserre FC                 | Libre: Atlético Educación Fueguina | Libre: Atlético Educación Fueguina | Libre: Atlético Educación Fueguina |

Zona 2
| Equipo                | Pts | PJ | PG | PE | PP | GF | GC | Dif |
| --------------------- | --- | -- | -- | -- | -- | -- | -- | --- |
| Defensores del Carmen | 13  | 6  | 4  | 1  | 1  | 11 | 5  | 6   |
| Ferrocarril YCF       | 10  | 6  | 2  | 4  | 0  | 8  | 6  | 2   |
| Atlético Santa Cruz   | 5   | 6  | 1  | 2  | 3  | 9  | 14 | -5  |
| Argentinos del Sur    | 3   | 6  | 0  | 3  | 3  | 8  | 11 | -3  |

|  | Clasificado a la Etapa final. |

| Resultados          | Resultados | Resultados            | Resultados            | Resultados | Resultados          |
| Local               | Resultado  | Visitante             | Local                 | Resultado  | Visitante           |
| ------------------- | ---------- | --------------------- | --------------------- | ---------- | ------------------- |
| Fecha 1             | Fecha 1    | Fecha 1               | Fecha 2               | Fecha 2    | Fecha 2             |
| Ferro YCF           | 1 - 0      | Defensores del Carmen | Argentinos del Sur    | 0 - 0      | Ferro YCF           |
| Atlético Santa Cruz | 2 - 1      | Argentinos del Sur    | Defensores del Carmen | 2 - 0      | Atlético Santa Cruz |
| Fecha 3             | Fecha 3    | Fecha 3               | Fecha 4               | Fecha 4    | Fecha 4             |
| Ferro YCF           | 1 - 1      | Atlético Santa Cruz   | Defensores del Carmen | 1 - 1      | Ferro YCF           |
| Argentinos del Sur  | 1 - 2      | Defensores del Carmen | Argentinos del Sur    | 3 - 3      | Atlético Santa Cruz |
| Fecha 5             | Fecha 5    | Fecha 5               | Fecha 6               | Fecha 6    | Fecha 6             |
| Ferro YCF           | 2 - 2      | Argentinos del Sur    | Atlético Santa Cruz   | 2 - 3      | Ferro YCF           |
| Atlético Santa Cruz | 1 - 4      | Defensores del Carmen | Defensores del Carmen | 2 - 1      | Argentinos del Sur  |

Zona 3
| Equipo                        | Pts | PJ | PG | PE | PP | GF | GC | Dif |
| ----------------------------- | --- | -- | -- | -- | -- | -- | -- | --- |
| Deportivo Las Heras           | 11  | 6  | 3  | 2  | 1  | 12 | 7  | 5   |
| Estrella Norte                | 8   | 6  | 2  | 2  | 2  | 6  | 6  | 0   |
| Mar del Plata (Caleta Olivia) | 6   | 6  | 1  | 3  | 2  | 5  | 6  | -1  |
| Banfield (Puerto Deseado)     | 6   | 6  | 1  | 3  | 2  | 5  | 9  | -4  |

|  | Clasificado a la Etapa final. |

| Resultados          | Resultados | Resultados          | Resultados          | Resultados | Resultados          |
| Local               | Resultado  | Visitante           | Local               | Resultado  | Visitante           |
| ------------------- | ---------- | ------------------- | ------------------- | ---------- | ------------------- |
| Fecha 1             | Fecha 1    | Fecha 1             | Fecha 2             | Fecha 2    | Fecha 2             |
| Mar del Plata (CO)  | 0 - 0      | Banfield (PD)       | Estrella Norte      | 2 - 1      | Mar del Plata (CO)  |
| Deportivo Las Heras | 2 - 1      | Estrella Norte      | Banfield (PD)       | 2 - 3      | Deportivo Las Heras |
| Fecha 3             | Fecha 3    | Fecha 3             | Fecha 4             | Fecha 4    | Fecha 4             |
| Mar del Plata (CO)  | 2 - 1      | Deportivo Las Heras | Banfield (PD)       | 1 - 1      | Mar del Plata (CO)  |
| Estrella Norte      | 1 - 1      | Banfield (PD)       | Estrella Norte      | 1 - 1      | Deportivo Las Heras |
| Fecha 5             | Fecha 5    | Fecha 5             | Fecha 6             | Fecha 6    | Fecha 6             |
| Mar del Plata (CO)  | 0 - 1      | Estrella Norte      | Deportivo Las Heras | 1 - 1      | Mar del Plata (CO)  |
| Deportivo Las Heras | 4 - 0      | Banfield (PD)       | Banfield (PD)       | 1 - 0      | Estrella Norte      |

Zona 4
| Equipo                       | Pts | PJ | PG | PE | PP | GF | GC | Dif |
| ---------------------------- | --- | -- | -- | -- | -- | -- | -- | --- |
| Deportivo Villalonga         | 12  | 6  | 4  | 0  | 2  | 15 | 9  | 6   |
| Talleres (San Antonio Oeste) | 10  | 6  | 3  | 1  | 2  | 10 | 14 | -4  |
| Defensores de Buena Parada   | 9   | 6  | 3  | 0  | 3  | 15 | 10 | 5   |
| Belgrano (Los Menucos)       | 4   | 6  | 1  | 1  | 4  | 11 | 18 | -7  |

|  | Clasificado a la Etapa final. |

| Resultados                 | Resultados | Resultados           | Resultados           | Resultados | Resultados                 |
| Local                      | Resultado  | Visitante            | Local                | Resultado  | Visitante                  |
| -------------------------- | ---------- | -------------------- | -------------------- | ---------- | -------------------------- |
| Fecha 1                    | Fecha 1    | Fecha 1              | Fecha 2              | Fecha 2    | Fecha 2                    |
| Defensores de Buena Parada | 5 - 2      | Belgrano (LM)        | Deportivo Villalonga | 2 - 1      | Defensores de Buena Parada |
| Talleres (SAO)             | 1 - 0      | Deportivo Villalonga | Belgrano (LM)        | 3 - 3      | Talleres (SAO)             |
| Fecha 3                    | Fecha 3    | Fecha 3              | Fecha 4              | Fecha 4    | Fecha 4                    |
| Defensores de Buena Parada | 6 - 1      | Talleres (SAO)       | Belgrano (LM)        | 2 - 0      | Defensores de Buena Parada |
| Deportivo Villalonga       | 3 - 2      | Belgrano (LM)        | Deportivo Villalonga | 4 - 1      | Talleres (SAO)             |
| Fecha 5                    | Fecha 5    | Fecha 5              | Fecha 6              | Fecha 6    | Fecha 6                    |
| Defensores de Buena Parada | 3 - 1      | Deportivo Villalonga | Talleres (SAO)       | 2 - 0      | Defensores de Buena Parada |
| Talleres (SAO)             | 2 - 1      | Belgrano (LM)        | Belgrano (LM)        | 1 - 5      | Deportivo Villalonga       |

Zona 5
| Equipo                         | Pts | PJ | PG | PE | PP | GF | GC | Dif |
| ------------------------------ | --- | -- | -- | -- | -- | -- | -- | --- |
| Belgrano (Esquel)              | 9   | 4  | 3  | 0  | 1  | 9  | 6  | 3   |
| Independiente Deportivo Esquel | 6   | 4  | 2  | 0  | 2  | 6  | 6  | 0   |
| Fontana (Trevelin)             | 3   | 4  | 1  | 0  | 3  | 5  | 8  | -3  |

|  | Clasificado a la Etapa final. |

| Resultados                            | Resultados                            | Resultados                            | Resultados                            | Resultados                            | Resultados                            |
| Local                                 | Resultado                             | Visitante                             | Local                                 | Resultado                             | Visitante                             |
| ------------------------------------- | ------------------------------------- | ------------------------------------- | ------------------------------------- | ------------------------------------- | ------------------------------------- |
| Fecha 1                               | Fecha 1                               | Fecha 1                               | Fecha 2                               | Fecha 2                               | Fecha 2                               |
| Belgrano (E)                          | 2 - 1                                 | Fontana (T)                           | Independiente Deportivo Esquel        | 1 - 2                                 | Belgrano (E)                          |
| Libre: Independiente Deportivo Esquel | Libre: Independiente Deportivo Esquel | Libre: Independiente Deportivo Esquel | Libre: Fontana (T)                    | Libre: Fontana (T)                    | Libre: Fontana (T)                    |
| Fecha 3                               | Fecha 3                               | Fecha 3                               | Fecha 4                               | Fecha 4                               | Fecha 4                               |
| Fontana (T)                           | 0 - 2                                 | Independiente Deportivo Esquel        | Fontana (T)                           | 3 - 2                                 | Belgrano (E)                          |
| Libre: Belgrano (E)                   | Libre: Belgrano (E)                   | Libre: Belgrano (E)                   | Libre: Independiente Deportivo Esquel | Libre: Independiente Deportivo Esquel | Libre: Independiente Deportivo Esquel |
| Fecha 5                               | Fecha 5                               | Fecha 5                               | Fecha 6                               | Fecha 6                               | Fecha 6                               |
| Belgrano (E)                          | 3 - 1                                 | Independiente Deportivo Esquel        | Independiente Deportivo Esquel        | 2 - 1                                 | Fontana (T)                           |
| Libre: Fontana (T)                    | Libre: Fontana (T)                    | Libre: Fontana (T)                    | Libre: Belgrano (E)                   | Libre: Belgrano (E)                   | Libre: Belgrano (E)                   |

Zona 6
| Equipo                                   | Pts | PJ | PG | PE | PP | GF | GC | Dif |
| ---------------------------------------- | --- | -- | -- | -- | -- | -- | -- | --- |
| Florentino Ameghino (Comodoro Rivadavia) | 11  | 6  | 3  | 2  | 1  | 9  | 5  | 4   |
| Jorge Newbery (Comodoro Rivadavia)       | 9   | 6  | 2  | 3  | 1  | 8  | 6  | 2   |
| Juan José Moreno (Puerto Madryn)         | 8   | 6  | 2  | 2  | 2  | 9  | 6  | 3   |
| Huracán (Trelew)                         | 3   | 6  | 0  | 3  | 3  | 5  | 14 | -9  |

|  | Clasificado a la Etapa final. |

| Resultados               | Resultados | Resultados               | Resultados               | Resultados | Resultados               |
| Local                    | Resultado  | Visitante                | Local                    | Resultado  | Visitante                |
| ------------------------ | ---------- | ------------------------ | ------------------------ | ---------- | ------------------------ |
| Fecha 1                  | Fecha 1    | Fecha 1                  | Fecha 2                  | Fecha 2    | Fecha 2                  |
| Huracán (T)              | 1 - 1      | Juan José Moreno (T)     | Florentino Ameghino (CR) | 1 - 1      | Huracán (T)              |
| Jorge Newbery (CR)       | 0 - 2      | Florentino Ameghino (CR) | Juan José Moreno (T)     | 1 - 1      | Jorge Newbery (CR)       |
| Fecha 3                  | Fecha 3    | Fecha 3                  | Fecha 4                  | Fecha 4    | Fecha 4                  |
| Huracán (T)              | 1 - 1      | Jorge Newbery (CR)       | Juan José Moreno (T)     | 3 - 0      | Huracán (T)              |
| Florentino Ameghino (CR) | 1 - 0      | Juan José Moreno (T)     | Florentino Ameghino (CR) | 0 - 0      | Jorge Newbery (CR)       |
| Fecha 5                  | Fecha 5    | Fecha 5                  | Fecha 6                  | Fecha 6    | Fecha 6                  |
| Huracán (T)              | 1 - 4      | Florentino Ameghino (CR) | Jorge Newbery (CR)       | 4 - 1      | Huracán (T)              |
| Jorge Newbery (CR)       | 2 - 1      | Juan José Moreno (T)     | Juan José Moreno (T)     | 3 - 1      | Florentino Ameghino (CR) |

Zona 7
| Equipo      | Pts | PJ | PG | PE | PP | GF | GC | Dif |
| ----------- | --- | -- | -- | -- | -- | -- | -- | --- |
| Dina Huapi  | 7   | 4  | 2  | 1  | 1  | 8  | 4  | 4   |
| Maronese    | 5   | 4  | 1  | 2  | 1  | 6  | 7  | -1  |
| Los Canales | 4   | 4  | 1  | 1  | 2  | 4  | 7  | -3  |

|  | Clasificado a la Etapa final. |

| Resultados         | Resultados         | Resultados         | Resultados         | Resultados         | Resultados         |
| Local              | Resultado          | Visitante          | Local              | Resultado          | Visitante          |
| ------------------ | ------------------ | ------------------ | ------------------ | ------------------ | ------------------ |
| Fecha 1            | Fecha 1            | Fecha 1            | Fecha 2            | Fecha 2            | Fecha 2            |
| Maronese           | 3 - 1              | Los Canales        | Dina Huapi         | 2 - 2              | Maronese           |
| Libre: Dina Huapi  | Libre: Dina Huapi  | Libre: Dina Huapi  | Libre: Los Canales | Libre: Los Canales | Libre: Los Canales |
| Fecha 3            | Fecha 3            | Fecha 3            | Fecha 4            | Fecha 4            | Fecha 4            |
| Los Canales        | 2 - 0              | Dina Huapi         | Los Canales        | 1 - 1              | Maronese           |
| Libre: Maronese    | Libre: Maronese    | Libre: Maronese    | Libre: Dina Huapi  | Libre: Dina Huapi  | Libre: Dina Huapi  |
| Fecha 5            | Fecha 5            | Fecha 5            | Fecha 6            | Fecha 6            | Fecha 6            |
| Maronese           | 0 - 3              | Dina Huapi         | Dina Huapi         | 3 - 0              | Los Canales        |
| Libre: Los Canales | Libre: Los Canales | Libre: Los Canales | Libre: Maronese    | Libre: Maronese    | Libre: Maronese    |

Zona 8
| Equipo             | Pts | PJ | PG | PE | PP | GF | GC | Dif |
| ------------------ | --- | -- | -- | -- | -- | -- | -- | --- |
| Deportivo Rincón   | 10  | 4  | 3  | 1  | 0  | 7  | 0  | 7   |
| Centenario         | 6   | 4  | 2  | 0  | 2  | 12 | 9  | 3   |
| Torino (El Bolsón) | 1   | 4  | 0  | 1  | 3  | 6  | 16 | -10 |

|  | Clasificado a la Etapa final. |

| Resultados              | Resultados              | Resultados              | Resultados              | Resultados              | Resultados              |
| Local                   | Resultado               | Visitante               | Local                   | Resultado               | Visitante               |
| ----------------------- | ----------------------- | ----------------------- | ----------------------- | ----------------------- | ----------------------- |
| Fecha 1                 | Fecha 1                 | Fecha 1                 | Fecha 2                 | Fecha 2                 | Fecha 2                 |
| Centenario              | 0 - 1                   | Deportivo Rincón        | Torino (EB)             | 3 - 5                   | Centenario              |
| Libre: Torino (EB)      | Libre: Torino (EB)      | Libre: Torino (EB)      | Libre: Deportivo Rincón | Libre: Deportivo Rincón | Libre: Deportivo Rincón |
| Fecha 3                 | Fecha 3                 | Fecha 3                 | Fecha 4                 | Fecha 4                 | Fecha 4                 |
| Deportivo Rincón        | 4 - 0                   | Torino (EB)             | Deportivo Rincón        | 2 - 0                   | Centenario              |
| Libre: Centenario       | Libre: Centenario       | Libre: Centenario       | Libre: Torino (EB)      | Libre: Torino (EB)      | Libre: Torino (EB)      |
| Fecha 5                 | Fecha 5                 | Fecha 5                 | Fecha 6                 | Fecha 6                 | Fecha 6                 |
| Centenario              | 7 - 3                   | Torino (EB)             | Torino (EB)             | 0 - 0                   | Deportivo Rincón        |
| Libre: Deportivo Rincón | Libre: Deportivo Rincón | Libre: Deportivo Rincón | Libre: Centenario       | Libre: Centenario       | Libre: Centenario       |

Zona 9
| Equipo                   | Pts | PJ | PG | PE | PP | GF | GC | Dif |
| ------------------------ | --- | -- | -- | -- | -- | -- | -- | --- |
| All Boys (Santa Rosa)    | 16  | 6  | 5  | 1  | 0  | 26 | 3  | 23  |
| Huracán (Carlos Tejedor) | 8   | 6  | 2  | 2  | 2  | 6  | 11 | -5  |
| Atlético Santa Rosa      | 8   | 6  | 2  | 2  | 2  | 7  | 6  | 1   |
| Huracán (Pellegrini)     | 1   | 6  | 0  | 1  | 5  | 1  | 20 | -19 |

|  | Clasificado a la Etapa final. |

| Resultados    | Resultados | Resultados          | Resultados          | Resultados | Resultados    |
| Local         | Resultado  | Visitante           | Local               | Resultado  | Visitante     |
| ------------- | ---------- | ------------------- | ------------------- | ---------- | ------------- |
| Fecha 1       | Fecha 1    | Fecha 1             | Fecha 2             | Fecha 2    | Fecha 2       |
| All Boys (SR) | 1 - 1      | Atlético Santa Rosa | Huracán (CT)        | 0 - 5      | All Boys (SR) |
| Huracán (P)   | 0 - 0      | Huracán (CT)        | Atlético Santa Rosa | 1 - 0      | Huracán (P)   |
| Fecha 3       | Fecha 3    | Fecha 3             | Fecha 4             | Fecha 4    | Fecha 4       |
| All Boys (SR) | 7 - 0      | Huracán (P)         | Atlético Santa Rosa | 1 - 3      | All Boys (SR) |
| Huracán (CT)  | 2 - 1      | Atlético Santa Rosa | Huracán (CT)        | 3 - 1      | Huracán (P)   |
| Fecha 5       | Fecha 5    | Fecha 5             | Fecha 6             | Fecha 6    | Fecha 6       |
| All Boys (SR) | 4 - 1      | Huracán (CT)        | Huracán (P)         | 0 - 6      | All Boys (SR) |
| Huracán (P)   | 0 - 3      | Atlético Santa Rosa | Atlético Santa Rosa | 0 - 0      | Huracán (CT)  |

Zona 10
| Equipo                    | Pts | PJ | PG | PE | PP | GF | GC | Dif |
| ------------------------- | --- | -- | -- | -- | -- | -- | -- | --- |
| Huracán (Ingeniero White) | 12  | 6  | 4  | 0  | 2  | 9  | 7  | 2   |
| Estudiantes (Olavarría)   | 10  | 6  | 3  | 1  | 2  | 14 | 10 | 4   |
| El Fortín (Olavarría)     | 10  | 6  | 3  | 1  | 2  | 12 | 9  | 3   |
| Jorge Newbery (Laprida)   | 2   | 6  | 0  | 2  | 4  | 9  | 18 | -9  |

|  | Clasificado a la Etapa final. |

| Resultados        | Resultados | Resultados      | Resultados      | Resultados | Resultados        |
| Local             | Resultado  | Visitante       | Local           | Resultado  | Visitante         |
| ----------------- | ---------- | --------------- | --------------- | ---------- | ----------------- |
| Fecha 1           | Fecha 1    | Fecha 1         | Fecha 2         | Fecha 2    | Fecha 2           |
| Jorge Newbery (L) | 0 - 1      | Huracán (IW)    | Estudiantes (O) | 4 - 4      | Jorge Newbery (L) |
| El Fortín (O)     | 2 - 0      | Estudiantes (O) | Huracán (IW)    | 2 - 1      | El Fortín (O)     |
| Fecha 3           | Fecha 3    | Fecha 3         | Fecha 4         | Fecha 4    | Fecha 4           |
| Jorge Newbery (L) | 1 - 3      | El Fortín (O)   | Huracán (IW)    | 5 - 0      | Jorge Newbery (L) |
| Estudiantes (O)   | 3 - 0      | Huracán (IW)    | Estudiantes (O) | 4 - 1      | El Fortín (O)     |
| Fecha 5           | Fecha 5    | Fecha 5         | Fecha 6         | Fecha 6    | Fecha 6           |
| Jorge Newbery (L) | 2 - 3      | Estudiantes (O) | El Fortín (O)   | 2 - 2      | Jorge Newbery (L) |
| El Fortín (O)     | 3 - 0      | Huracán (IW)    | Huracán (IW)    | 1 - 0      | Estudiantes (O)   |

### Zonas 11 a 20
Zona 11
| Equipo                   | Pts | PJ | PG | PE | PP | GF | GC | Dif |
| ------------------------ | --- | -- | -- | -- | -- | -- | -- | --- |
| Alumni Azuleño           | 16  | 6  | 5  | 1  | 0  | 15 | 5  | 10  |
| Independiente (Tandil)   | 9   | 6  | 3  | 0  | 3  | 10 | 10 | 0   |
| Chacarita Juniors (Azul) | 5   | 6  | 1  | 2  | 3  | 7  | 11 | -4  |
| Grupo Universitario      | 4   | 6  | 1  | 1  | 4  | 7  | 13 | -6  |

|  | Clasificado a la Etapa final. |

| Resultados          | Resultados | Resultados            | Resultados            | Resultados | Resultados          |
| Local               | Resultado  | Visitante             | Local                 | Resultado  | Visitante           |
| ------------------- | ---------- | --------------------- | --------------------- | ---------- | ------------------- |
| Fecha 1             | Fecha 1    | Fecha 1               | Fecha 2               | Fecha 2    | Fecha 2             |
| Alumni Azuleño      | 2 - 1      | Chacarita Juniors (A) | Grupo Universitario   | 1 - 3      | Alumni Azuleño      |
| Independiente (T)   | 3 - 2      | Grupo Universitario   | Chacarita Juniors (A) | 0 - 3      | Independiente (T)   |
| Fecha 3             | Fecha 3    | Fecha 3               | Fecha 4               | Fecha 4    | Fecha 4             |
| Alumni Azuleño      | 2 - 0      | Independiente (T)     | Chacarita Juniors (A) | 1 - 1      | Alumni Azuleño      |
| Grupo Universitario | 0 - 2      | Chacarita Juniors (A) | Grupo Universitario   | 1 - 0      | Independiente (T)   |
| Fecha 5             | Fecha 5    | Fecha 5               | Fecha 6               | Fecha 6    | Fecha 6             |
| Alumni Azuleño      | 3 - 1      | Grupo Universitario   | Independiente (T)     | 1 - 4      | Alumni Azuleño      |
| Independiente (T)   | 3 - 1      | Chacarita Juniors (A) | Chacarita Juniors (A) | 2 - 2      | Grupo Universitario |

Zona 12
| Equipo                      | Pts | PJ | PG | PE | PP | GF | GC | Dif |
| --------------------------- | --- | -- | -- | -- | -- | -- | -- | --- |
| Colón (Chivilcoy)           | 10  | 4  | 3  | 1  | 0  | 10 | 4  | 6   |
| River Plate (Bragado)       | 7   | 4  | 2  | 1  | 1  | 12 | 5  | 7   |
| Nuevo Rivadavia (Chivilcoy) | 0   | 4  | 0  | 0  | 4  | 2  | 15 | -13 |

|  | Clasificado a la Etapa final. |

| Resultados                 | Resultados                 | Resultados                 | Resultados                 | Resultados                 | Resultados                 |
| Local                      | Resultado                  | Visitante                  | Local                      | Resultado                  | Visitante                  |
| -------------------------- | -------------------------- | -------------------------- | -------------------------- | -------------------------- | -------------------------- |
| Fecha 1                    | Fecha 1                    | Fecha 1                    | Fecha 2                    | Fecha 2                    | Fecha 2                    |
| Colón (C)                  | 1 - 0                      | Nuevo Rivadavia (C)        | River Plate (B)            | 1 - 1                      | Colón (C)                  |
| Libre: River Plate (B)     | Libre: River Plate (B)     | Libre: River Plate (B)     | Libre: Nuevo Rivadavia (C) | Libre: Nuevo Rivadavia (C) | Libre: Nuevo Rivadavia (C) |
| Fecha 3                    | Fecha 3                    | Fecha 3                    | Fecha 4                    | Fecha 4                    | Fecha 4                    |
| Nuevo Rivadavia (C)        | 0 - 4                      | River Plate (B)            | Nuevo Rivadavia (C)        | 2 - 4                      | Colón (C)                  |
| Libre: Colón (C)           | Libre: Colón (C)           | Libre: Colón (C)           | Libre: River Plate (B)     | Libre: River Plate (B)     | Libre: River Plate (B)     |
| Fecha 5                    | Fecha 5                    | Fecha 5                    | Fecha 6                    | Fecha 6                    | Fecha 6                    |
| Colón (C)                  | 4 - 1                      | River Plate (B)            | River Plate (B)            | 6 - 0                      | Nuevo Rivadavia (C)        |
| Libre: Nuevo Rivadavia (C) | Libre: Nuevo Rivadavia (C) | Libre: Nuevo Rivadavia (C) | Libre: Colón (C)           | Libre: Colón (C)           | Libre: Colón (C)           |

Zona 13
| Equipo                      | Pts | PJ | PG | PE | PP | GF | GC | Dif |
| --------------------------- | --- | -- | -- | -- | -- | -- | -- | --- |
| Atlético Pilar              | 16  | 6  | 5  | 1  | 0  | 15 | 4  | 11  |
| Fernando Cáceres FC         | 10  | 6  | 3  | 1  | 2  | 8  | 7  | 1   |
| Deportivo Presidente Derqui | 8   | 6  | 2  | 2  | 2  | 5  | 5  | 0   |
| Mutual UTA                  | 0   | 6  | 0  | 0  | 6  | 3  | 15 | -12 |

|  | Clasificado a la Etapa final. |

| Resultados                  | Resultados | Resultados          | Resultados          | Resultados | Resultados                  |
| Local                       | Resultado  | Visitante           | Local               | Resultado  | Visitante                   |
| --------------------------- | ---------- | ------------------- | ------------------- | ---------- | --------------------------- |
| Fecha 1                     | Fecha 1    | Fecha 1             | Fecha 2             | Fecha 2    | Fecha 2                     |
| Deportivo Presidente Derqui | 0 - 2      | Atlético Pilar      | Mutual UTA          | 0 - 1      | Deportivo Presidente Derqui |
| Fernando Cáceres FC         | 3 - 2      | Mutual UTA          | Atlético Pilar      | 1 - 0      | Fernando Cáceres FC         |
| Fecha 3                     | Fecha 3    | Fecha 3             | Fecha 4             | Fecha 4    | Fecha 4                     |
| Deportivo Presidente Derqui | 0 - 1      | Fernando Cáceres FC | Atlético Pilar      | 2 - 2      | Deportivo Presidente Derqui |
| Mutual UTA                  | 0 - 4      | Atlético Pilar      | Mutual UTA          | 1 - 2      | Fernando Cáceres FC         |
| Fecha 5                     | Fecha 5    | Fecha 5             | Fecha 6             | Fecha 6    | Fecha 6                     |
| Deportivo Presidente Derqui | 2 - 0      | Mutual UTA          | Fernando Cáceres FC | 0 - 0      | Deportivo Presidente Derqui |
| Fernando Cáceres FC         | 2 - 3      | Atlético Pilar      | Atlético Pilar      | 3 - 0      | Mutual UTA                  |

Zona 14
| Equipo                    | Pts | PJ | PG | PE | PP | GF | GC | Dif |
| ------------------------- | --- | -- | -- | -- | -- | -- | -- | --- |
| Sports Salto              | 13  | 6  | 4  | 1  | 1  | 14 | 7  | 7   |
| Sportivo Barracas (Colón) | 12  | 6  | 4  | 0  | 2  | 8  | 6  | 2   |
| Buenos Aires al Pacífico  | 7   | 6  | 2  | 1  | 3  | 7  | 8  | -1  |
| Rivadavia (Junín)         | 2   | 6  | 0  | 2  | 4  | 6  | 14 | -8  |

|  | Clasificado a la Etapa final. |

| Resultados               | Resultados | Resultados            | Resultados            | Resultados | Resultados               |
| Local                    | Resultado  | Visitante             | Local                 | Resultado  | Visitante                |
| ------------------------ | ---------- | --------------------- | --------------------- | ---------- | ------------------------ |
| Fecha 1                  | Fecha 1    | Fecha 1               | Fecha 2               | Fecha 2    | Fecha 2                  |
| Buenos Aires al Pacífico | 1 - 0      | Rivadavia (J)         | Sports Salto          | 1 - 2      | Buenos Aires al Pacífico |
| Sportivo Barracas (C)    | 1 - 3      | Sports Salto          | Rivadavia (J)         | 1 - 2      | Sportivo Barracas (C)    |
| Fecha 3                  | Fecha 3    | Fecha 3               | Fecha 4               | Fecha 4    | Fecha 4                  |
| Buenos Aires al Pacífico | 0 - 1      | Sportivo Barracas (C) | Rivadavia (J)         | 3 - 3      | Buenos Aires al Pacífico |
| Sports Salto             | 1 - 1      | Rivadavia (J)         | Sports Salto          | 2 - 1      | Sportivo Barracas (C)    |
| Fecha 5                  | Fecha 5    | Fecha 5               | Fecha 6               | Fecha 6    | Fecha 6                  |
| Buenos Aires al Pacífico | 1 - 2      | Sports Salto          | Sportivo Barracas (C) | 1 - 0      | Buenos Aires al Pacífico |
| Sportivo Barracas (C)    | 2 - 0      | Rivadavia (J)         | Rivadavia (J)         | 1 - 5      | Sports Salto             |

Zona 15
| Equipo                                       | Pts | PJ | PG | PE | PP | GF | GC | Dif |
| -------------------------------------------- | --- | -- | -- | -- | -- | -- | -- | --- |
| Círculo Deportivo                            | 18  | 6  | 6  | 0  | 0  | 19 | 5  | 14  |
| Juventud Unida (Comandante Nicanor Otamendi) | 9   | 6  | 3  | 0  | 3  | 11 | 14 | -3  |
| UNICEN                                       | 6   | 6  | 2  | 0  | 4  | 10 | 9  | 1   |
| Deportivo Santa Clara del Mar                | 3   | 6  | 1  | 0  | 5  | 4  | 16 | -12 |

|  | Clasificado a la Etapa final. |

| Resultados                    | Resultados | Resultados               | Resultados               | Resultados | Resultados                    |
| Local                         | Resultado  | Visitante                | Local                    | Resultado  | Visitante                     |
| ----------------------------- | ---------- | ------------------------ | ------------------------ | ---------- | ----------------------------- |
| Fecha 1                       | Fecha 1    | Fecha 1                  | Fecha 2                  | Fecha 2    | Fecha 2                       |
| Deportivo Santa Clara del Mar | 1 - 0      | UNICEN                   | Juventud Unida (CNO)     | 2 - 0      | Deportivo Santa Clara del Mar |
| Círculo Deportivo de CNO      | 2 - 1      | Juventud Unida (CNO)     | UNICEN                   | 0 - 3      | Círculo Deportivo de CNO      |
| Fecha 3                       | Fecha 3    | Fecha 3                  | Fecha 4                  | Fecha 4    | Fecha 4                       |
| Deportivo Santa Clara del Mar | 1 - 2      | Círculo Deportivo de CNO | UNICEN                   | 4 - 0      | Deportivo Santa Clara del Mar |
| Juventud Unida (CNO)          | 0 - 3      | UNICEN                   | Juventud Unida (CNO)     | 2 - 5      | Círculo Deportivo de CNO      |
| Fecha 5                       | Fecha 5    | Fecha 5                  | Fecha 6                  | Fecha 6    | Fecha 6                       |
| Deportivo Santa Clara del Mar | 2 - 3      | Juventud Unida (CNO)     | Círculo Deportivo de CNO | 5 - 0      | Deportivo Santa Clara del Mar |
| Círculo Deportivo de CNO      | 2 - 1      | UNICEN                   | UNICEN                   | 2 - 3      | Juventud Unida (CNO)          |

Zona 16
| Equipo                        | Pts | PJ | PG | PE | PP | GF | GC | Dif |
| ----------------------------- | --- | -- | -- | -- | -- | -- | -- | --- |
| Atlético Villa Gesell         | 13  | 6  | 4  | 1  | 1  | 16 | 8  | 8   |
| Defensores de Valeria del Mar | 9   | 6  | 2  | 3  | 1  | 14 | 10 | 4   |
| El León (General Madariaga)   | 7   | 6  | 1  | 4  | 1  | 13 | 7  | 6   |
| Popular Lavalle               | 2   | 6  | 0  | 2  | 4  | 6  | 24 | -18 |

|  | Clasificado a la Etapa final. |

| Resultados            | Resultados | Resultados                    | Resultados                    | Resultados | Resultados            |
| Local                 | Resultado  | Visitante                     | Local                         | Resultado  | Visitante             |
| --------------------- | ---------- | ----------------------------- | ----------------------------- | ---------- | --------------------- |
| Fecha 1               | Fecha 1    | Fecha 1                       | Fecha 2                       | Fecha 2    | Fecha 2               |
| Atlético Villa Gesell | 4 - 1      | Defensores de Valeria del Mar | El León (GM)                  | 0 - 1      | Atlético Villa Gesell |
| Popular Lavalle       | 2 - 2      | El León (GM)                  | Defensores de Valeria del Mar | 5 - 1      | Popular Lavalle       |
| Fecha 3               | Fecha 3    | Fecha 3                       | Fecha 4                       | Fecha 4    | Fecha 4               |
| Atlético Villa Gesell | 7 - 1      | Popular Lavalle               | Defensores de Valeria del Mar | 4 - 1      | Atlético Villa Gesell |
| El León (GM)          | 1 - 1      | Defensores de Valeria del Mar | El León (GM)                  | 7 - 0      | Popular Lavalle       |
| Fecha 5               | Fecha 5    | Fecha 5                       | Fecha 6                       | Fecha 6    | Fecha 6               |
| Atlético Villa Gesell | 1 - 1      | El León (GM)                  | Popular Lavalle               | 1 - 2      | Atlético Villa Gesell |
| Popular Lavalle       | 1 - 1      | Defensores de Valeria del Mar | Defensores de Valeria del Mar | 2 - 2      | El León (GM)          |

Zona 17
| Equipo                          | Pts | PJ | PG | PE | PP | GF | GC | Dif |
| ------------------------------- | --- | -- | -- | -- | -- | -- | -- | --- |
| Ferrocarril Roca (Las Flores)   | 9   | 4  | 3  | 0  | 1  | 6  | 4  | 2   |
| Defensores de Plaza España      | 6   | 4  | 2  | 0  | 2  | 8  | 4  | 4   |
| Empleados de Comercio (Bolivar) | 3   | 4  | 1  | 0  | 3  | 5  | 11 | -6  |

|  | Clasificado a la Etapa final. |

| Resultados                        | Resultados                        | Resultados                        | Resultados                        | Resultados                        | Resultados                        |
| Local                             | Resultado                         | Visitante                         | Local                             | Resultado                         | Visitante                         |
| --------------------------------- | --------------------------------- | --------------------------------- | --------------------------------- | --------------------------------- | --------------------------------- |
| Fecha 1                           | Fecha 1                           | Fecha 1                           | Fecha 2                           | Fecha 2                           | Fecha 2                           |
| Empleados de Comercio (B)         | 2 - 1                             | Defensores de Plaza España        | Ferro (LF)                        | 2 - 1                             | Empleados de Comercio (B)         |
| Libre: Ferro (LF)                 | Libre: Ferro (LF)                 | Libre: Ferro (LF)                 | Libre: Defensores de Plaza España | Libre: Defensores de Plaza España | Libre: Defensores de Plaza España |
| Fecha 3                           | Fecha 3                           | Fecha 3                           | Fecha 4                           | Fecha 4                           | Fecha 4                           |
| Defensores de Plaza España        | 2 - 0                             | Ferro (LF)                        | Defensores de Plaza España        | 5 - 1                             | Empleados de Comercio (B)         |
| Libre: Empleados de Comercio (B)  | Libre: Empleados de Comercio (B)  | Libre: Empleados de Comercio (B)  | Libre: Ferro (LF)                 | Libre: Ferro (LF)                 | Libre: Ferro (LF)                 |
| Fecha 5                           | Fecha 5                           | Fecha 5                           | Fecha 6                           | Fecha 6                           | Fecha 6                           |
| Empleados de Comercio (B)         | 1 - 3                             | Ferro (LF)                        | Ferro (LF)                        | 1 - 0                             | Defensores de Plaza España        |
| Libre: Defensores de Plaza España | Libre: Defensores de Plaza España | Libre: Defensores de Plaza España | Libre: Empleados de Comercio (B)  | Libre: Empleados de Comercio (B)  | Libre: Empleados de Comercio (B)  |

Zona 18
| Equipo                    | Pts | PJ | PG | PE | PP | GF | GC | Dif |
| ------------------------- | --- | -- | -- | -- | -- | -- | -- | --- |
| Del Acuerdo (San Nicolás) | 6   | 4  | 1  | 3  | 0  | 9  | 6  | 3   |
| Regatas San Nicolás       | 5   | 4  | 1  | 2  | 1  | 8  | 9  | -1  |
| Real Sprint FC            | 4   | 4  | 1  | 1  | 2  | 5  | 7  | -2  |

|  | Clasificado a la Etapa final. |

| Resultados              | Resultados              | Resultados              | Resultados              | Resultados              | Resultados              |
| Local                   | Resultado               | Visitante               | Local                   | Resultado               | Visitante               |
| ----------------------- | ----------------------- | ----------------------- | ----------------------- | ----------------------- | ----------------------- |
| Fecha 1                 | Fecha 1                 | Fecha 1                 | Fecha 2                 | Fecha 2                 | Fecha 2                 |
| Real Sprint FC          | 1 - 1                   | Del Acuerdo (SN)        | Regatas (SN)            | 2 - 1                   | Real Sprint FC          |
| Libre: Regatas (SN)     | Libre: Regatas (SN)     | Libre: Regatas (SN)     | Libre: Del Acuerdo (SN) | Libre: Del Acuerdo (SN) | Libre: Del Acuerdo (SN) |
| Fecha 3                 | Fecha 3                 | Fecha 3                 | Fecha 4                 | Fecha 4                 | Fecha 4                 |
| Del Acuerdo (SN)        | 1 - 1                   | Regatas (SN)            | Del Acuerdo (SN)        | 3 - 0                   | Real Sprint FC          |
| Libre: Real Sprint FC   | Libre: Real Sprint FC   | Libre: Real Sprint FC   | Libre: Regatas (SN)     | Libre: Regatas (SN)     | Libre: Regatas (SN)     |
| Fecha 5                 | Fecha 5                 | Fecha 5                 | Fecha 6                 | Fecha 6                 | Fecha 6                 |
| Real Sprint FC          | 3 - 1                   | Regatas (SN)            | Regatas (SN)            | 4 - 4                   | Del Acuerdo (SN)        |
| Libre: Del Acuerdo (SN) | Libre: Del Acuerdo (SN) | Libre: Del Acuerdo (SN) | Libre: Real Sprint FC   | Libre: Real Sprint FC   | Libre: Real Sprint FC   |

Zona 19
| Equipo                                          | Pts | PJ | PG | PE | PP | GF | GC | Dif |
| ----------------------------------------------- | --- | -- | -- | -- | -- | -- | -- | --- |
| Belgrano (Zárate)                               | 10  | 6  | 2  | 4  | 0  | 11 | 5  | 6   |
| Deportivo Malvinas (Ingeniero Adolfo Sourdeaux) | 9   | 6  | 2  | 3  | 1  | 15 | 12 | 3   |
| Social Obrero                                   | 7   | 6  | 1  | 4  | 1  | 6  | 9  | -3  |
| Sarmiento (Zárate)                              | 3   | 6  | 0  | 3  | 3  | 7  | 13 | -6  |

|  | Clasificado a la Etapa final. |

| Resultados               | Resultados | Resultados               | Resultados               | Resultados | Resultados               |
| Local                    | Resultado  | Visitante                | Local                    | Resultado  | Visitante                |
| ------------------------ | ---------- | ------------------------ | ------------------------ | ---------- | ------------------------ |
| Fecha 1                  | Fecha 1    | Fecha 1                  | Fecha 2                  | Fecha 2    | Fecha 2                  |
| Belgrano (Z)             | 0 - 0      | Sarmiento (Z)            | Social Obrero            | 0 - 0      | Belgrano (Z)             |
| Deportivo Malvinas (IAS) | 2 - 3      | Social Obrero            | Sarmiento (Z)            | 0 - 3      | Deportivo Malvinas (IAS) |
| Fecha 3                  | Fecha 3    | Fecha 3                  | Fecha 4                  | Fecha 4    | Fecha 4                  |
| Sarmiento (Z)            | 1 - 1      | Social Obrero            | Sarmiento (Z)            | 1 - 3      | Belgrano (Z)             |
| Belgrano (Z)             | 2 - 2      | Deportivo Malvinas (IAS) | Social Obrero            | 1 - 1      | Deportivo Malvinas (IAS) |
| Fecha 5                  | Fecha 5    | Fecha 5                  | Fecha 6                  | Fecha 6    | Fecha 6                  |
| Belgrano (Z)             | 4 - 0      | Social Obrero            | Social Obrero            | 1 - 1      | Sarmiento (Z)            |
| Deportivo Malvinas (IAS) | 5 - 4      | Sarmiento (Z)            | Deportivo Malvinas (IAS) | 2 - 2      | Belgrano (Z)             |

Zona 20
| Equipo                  | Pts | PJ | PG | PE | PP | GF | GC | Dif |
| ----------------------- | --- | -- | -- | -- | -- | -- | -- | --- |
| Racing (Balcarce)       | 12  | 4  | 4  | 0  | 0  | 22 | 7  | 15  |
| Unión (Maipú)           | 6   | 4  | 2  | 0  | 2  | 14 | 17 | -3  |
| Boca Juniors (Balcarce) | 0   | 4  | 0  | 0  | 4  | 8  | 20 | -12 |

|  | Clasificado a la Etapa final. |

| Resultados              | Resultados              | Resultados              | Resultados              | Resultados              | Resultados              |
| Local                   | Resultado               | Visitante               | Local                   | Resultado               | Visitante               |
| ----------------------- | ----------------------- | ----------------------- | ----------------------- | ----------------------- | ----------------------- |
| Fecha 1                 | Fecha 1                 | Fecha 1                 | Fecha 2                 | Fecha 2                 | Fecha 2                 |
| Racing (B)              | 7 - 2                   | Boca Juniors (B)        | Unión (M)               | 1 - 5                   | Racing (B)              |
| Libre: Unión (M)        | Libre: Unión (M)        | Libre: Unión (M)        | Libre: Boca Juniors (B) | Libre: Boca Juniors (B) | Libre: Boca Juniors (B) |
| Fecha 3                 | Fecha 3                 | Fecha 3                 | Fecha 4                 | Fecha 4                 | Fecha 4                 |
| Boca Juniors (B)        | 3 - 4                   | Unión (M)               | Boca Juniors (B)        | 1 - 3                   | Racing (B)              |
| Libre: Racing (B)       | Libre: Racing (B)       | Libre: Racing (B)       | Libre: Unión (M)        | Libre: Unión (M)        | Libre: Unión (M)        |
| Fecha 5                 | Fecha 5                 | Fecha 5                 | Fecha 6                 | Fecha 6                 | Fecha 6                 |
| Racing (B)              | 7 - 3                   | Unión (M)               | Unión (M)               | 6 - 2                   | Boca Juniors (B)        |
| Libre: Boca Juniors (B) | Libre: Boca Juniors (B) | Libre: Boca Juniors (B) | Libre: Racing (B)       | Libre: Racing (B)       | Libre: Racing (B)       |

### Zonas 21 a 30
Zona 21
| Equipo                      | Pts | PJ | PG | PE | PP | GF | GC | Dif |
| --------------------------- | --- | -- | -- | -- | -- | -- | -- | --- |
| Racing (General Mansilla)   | 12  | 6  | 3  | 3  | 0  | 9  | 5  | 4   |
| Ever Ready                  | 11  | 6  | 3  | 2  | 1  | 10 | 7  | 3   |
| Unión Deportiva (Chascomús) | 6   | 6  | 1  | 3  | 2  | 5  | 8  | -3  |
| Deportivo Chascomús         | 3   | 6  | 1  | 0  | 5  | 6  | 10 | -4  |

|  | Clasificado a la Etapa final. |

| Resultados          | Resultados | Resultados          | Resultados          | Resultados | Resultados          |
| Local               | Resultado  | Visitante           | Local               | Resultado  | Visitante           |
| ------------------- | ---------- | ------------------- | ------------------- | ---------- | ------------------- |
| Fecha 1             | Fecha 1    | Fecha 1             | Fecha 2             | Fecha 2    | Fecha 2             |
| Ever Ready          | 1 - 1      | Unión Deportiva (C) | Deportivo Chascomús | 1 - 2      | Ever Ready          |
| Racing (GM)         | 1 - 0      | Deportivo Chascomús | Unión Deportiva (C) | 2 - 2      | Racing (GM)         |
| Fecha 3             | Fecha 3    | Fecha 3             | Fecha 4             | Fecha 4    | Fecha 4             |
| Ever Ready          | 1 - 1      | Racing (GM)         | Unión Deportiva (C) | 0 - 1      | Ever Ready          |
| Deportivo Chascomús | 0 - 1      | Unión Deportiva (C) | Deportivo Chascomús | 0 - 2      | Racing (GM)         |
| Fecha 5             | Fecha 5    | Fecha 5             | Fecha 6             | Fecha 6    | Fecha 6             |
| Ever Ready          | 4 - 2      | Deportivo Chascomús | Racing (GM)         | 2 - 1      | Ever Ready          |
| Racing (GM)         | 1 - 1      | Unión Deportiva (C) | Unión Deportiva (C) | 0 - 3      | Deportivo Chascomús |

Zona 22
| Equipo                           | Pts | PJ | PG | PE | PP | GF | GC | Dif |
| -------------------------------- | --- | -- | -- | -- | -- | -- | -- | --- |
| El Frontón (San Andrés de Giles) | 12  | 6  | 3  | 3  | 0  | 5  | 1  | 4   |
| Deportivo Salgado                | 8   | 6  | 2  | 2  | 2  | 10 | 9  | 1   |
| San Miguel (Gral. Las Heras)     | 7   | 6  | 2  | 1  | 3  | 7  | 9  | -2  |
| Mercedes                         | 5   | 6  | 1  | 2  | 3  | 11 | 14 | -3  |

|  | Clasificado a la Etapa final. |

| Resultados        | Resultados | Resultados       | Resultados       | Resultados | Resultados        |
| Local             | Resultado  | Visitante        | Local            | Resultado  | Visitante         |
| ----------------- | ---------- | ---------------- | ---------------- | ---------- | ----------------- |
| Fecha 1           | Fecha 1    | Fecha 1          | Fecha 2          | Fecha 2    | Fecha 2           |
| Deportivo Salgado | 3 - 1      | San Miguel (LH)  | Mercedes         | 3 - 4      | Deportivo Salgado |
| El Frontón (SAG)  | 1 - 0      | Mercedes         | San Miguel (LH)  | 0 - 2      | El Frontón (SAG)  |
| Fecha 3           | Fecha 3    | Fecha 3          | Fecha 4          | Fecha 4    | Fecha 4           |
| Deportivo Salgado | 0 - 0      | El Frontón (SAG) | San Miguel (LH)  | 1 - 0      | Deportivo Salgado |
| Mercedes          | 2 - 4      | San Miguel (LH)  | Mercedes         | 1 - 1      | El Frontón (SAG)  |
| Fecha 5           | Fecha 5    | Fecha 5          | Fecha 6          | Fecha 6    | Fecha 6           |
| Deportivo Salgado | 3 - 3      | Mercedes         | El Frontón (SAG) | 1 - 0      | Deportivo Salgado |
| El Frontón (SAG)  | 0 - 0      | San Miguel (LH)  | San Miguel (LH)  | 1 - 2      | Mercedes          |

Zona 23
| Equipo                        | Pts | PJ | PG | PE | PP | GF | GC | Dif |
| ----------------------------- | --- | -- | -- | -- | -- | -- | -- | --- |
| Argentino (Pergamino)         | 15  | 6  | 6  | 0  | 0  | 20 | 4  | 16  |
| Sportsman                     | 12  | 6  | 4  | 0  | 2  | 14 | 8  | 6   |
| Deportivo Palermo (Arrecifes) | 9   | 6  | 3  | 0  | 3  | 9  | 13 | -4  |
| Villa Sanguinetti             | 0   | 6  | 0  | 0  | 6  | 5  | 23 | -18 |

|  | Clasificado a la Etapa final. |

| Resultados            | Resultados | Resultados        | Resultados        | Resultados | Resultados            |
| Local                 | Resultado  | Visitante         | Local             | Resultado  | Visitante             |
| --------------------- | ---------- | ----------------- | ----------------- | ---------- | --------------------- |
| Fecha 1               | Fecha 1    | Fecha 1           | Fecha 2           | Fecha 2    | Fecha 2               |
| Deportivo Palermo (A) | 3 - 1      | Villa Sanguinetti | Sportsman         | 1 - 0      | Deportivo Palermo (A) |
| Argentino (P)         | 3 - 2      | Sportsman         | Villa Sanguinetti | 0 - 5      | Argentino (P)         |
| Fecha 3               | Fecha 3    | Fecha 3           | Fecha 4           | Fecha 4    | Fecha 4               |
| Deportivo Palermo (A) | 0 - 2      | Argentino (P)     | Villa Sanguinetti | 2 - 3      | Deportivo Palermo (A) |
| Sportsman             | 3 - 1      | Villa Sanguinetti | Sportsman         | 2 - 0      | Argentino (P)         |
| Fecha 5               | Fecha 5    | Fecha 5           | Fecha 6           | Fecha 6    | Fecha 6               |
| Deportivo Palermo (A) | 3 - 2      | Sportsman         | Argentino (P)     | 5 - 0      | Deportivo Palermo (A) |
| Argentino (P)         | 5 - 0      | Villa Sanguinetti | Villa Sanguinetti | 1 - 4      | Sportsman             |

Zona 24
| Equipo                                 | Pts | PJ | PG | PE | PP | GF | GC | Dif |
| -------------------------------------- | --- | -- | -- | -- | -- | -- | -- | --- |
| Agrupación Deportiva Infantil Platense | 9   | 4  | 3  | 0  | 1  | 13 | 5  | 8   |
| Nueva Alianza (La Plata)               | 7   | 4  | 2  | 1  | 1  | 8  | 5  | 3   |
| Villa Montoro                          | 1   | 4  | 0  | 1  | 3  | 4  | 15 | -11 |

|  | Clasificado a la Etapa final. |

| Resultados                | Resultados                | Resultados                | Resultados                | Resultados                | Resultados                |
| Local                     | Resultado                 | Visitante                 | Local                     | Resultado                 | Visitante                 |
| ------------------------- | ------------------------- | ------------------------- | ------------------------- | ------------------------- | ------------------------- |
| Fecha 1                   | Fecha 1                   | Fecha 1                   | Fecha 2                   | Fecha 2                   | Fecha 2                   |
| ADIP                      | 3 - 1                     | Nueva Alianza (LP)        | Villa Montoro             | 2 - 6                     | ADIP                      |
| Libre: Villa Montoro      | Libre: Villa Montoro      | Libre: Villa Montoro      | Libre: Nueva Alianza (LP) | Libre: Nueva Alianza (LP) | Libre: Nueva Alianza (LP) |
| Fecha 3                   | Fecha 3                   | Fecha 3                   | Fecha 4                   | Fecha 4                   | Fecha 4                   |
| Nueva Alianza (LP)        | 1 - 1                     | Villa Montoro             | Nueva Alianza (LP)        | 2 - 0                     | ADIP                      |
| Libre: ADIP               | Libre: ADIP               | Libre: ADIP               | Libre: Villa Montoro      | Libre: Villa Montoro      | Libre: Villa Montoro      |
| Fecha 5                   | Fecha 5                   | Fecha 5                   | Fecha 6                   | Fecha 6                   | Fecha 6                   |
| ADIP                      | 4 - 0                     | Villa Montoro             | Villa Montoro             | 1 - 4                     | Nueva Alianza (LP)        |
| Libre: Nueva Alianza (LP) | Libre: Nueva Alianza (LP) | Libre: Nueva Alianza (LP) | Libre: ADIP               | Libre: ADIP               | Libre: ADIP               |

Zona 25
| Equipo               | Pts | PJ | PG | PE | PP | GF | GC | Dif |
| -------------------- | --- | -- | -- | -- | -- | -- | -- | --- |
| Boulevard Norte      | 10  | 6  | 3  | 1  | 2  | 5  | 4  | 1   |
| Unión Calchaquí      | 9   | 6  | 2  | 3  | 1  | 9  | 7  | 2   |
| Rivadavia (Cafayate) | 7   | 6  | 2  | 1  | 3  | 8  | 9  | -1  |
| Sportivo Animaná     | 7   | 6  | 2  | 1  | 3  | 7  | 9  | -2  |

|  | Clasificado a la Etapa final. |

| Resultados       | Resultados | Resultados       | Resultados       | Resultados | Resultados       |
| Local            | Resultado  | Visitante        | Local            | Resultado  | Visitante        |
| ---------------- | ---------- | ---------------- | ---------------- | ---------- | ---------------- |
| Fecha 1          | Fecha 1    | Fecha 1          | Fecha 2          | Fecha 2    | Fecha 2          |
| Boulevard Norte  | 0 - 0      | Unión Calchaquí  | Sportivo Animaná | 0 - 1      | Boulevard Norte  |
| Rivadavia (C)    | 2 - 0      | Sportivo Animaná | Unión Calchaquí  | 3 - 3      | Rivadavia (C)    |
| Fecha 3          | Fecha 3    | Fecha 3          | Fecha 4          | Fecha 4    | Fecha 4          |
| Boulevard Norte  | 1 - 0      | Rivadavia (C)    | Unión Calchaquí  | 0 - 1      | Boulevard Norte  |
| Sportivo Animaná | 3 - 3      | Unión Calchaquí  | Sportivo Animaná | 2 - 1      | Rivadavia (C)    |
| Fecha 5          | Fecha 5    | Fecha 5          | Fecha 6          | Fecha 6    | Fecha 6          |
| Boulevard Norte  | 1 - 2      | Sportivo Animaná | Rivadavia (C)    | 2 - 1      | Boulevard Norte  |
| Rivadavia (C)    | 0 - 2      | Unión Calchaquí  | Unión Calchaquí  | 2 - 1      | Sportivo Animaná |

Zona 26
| Equipo                  | Pts | PJ | PG | PE | PP | GF | GC | Dif |
| ----------------------- | --- | -- | -- | -- | -- | -- | -- | --- |
| Mamerto Esquiú (Saujil) | 13  | 6  | 4  | 1  | 1  | 11 | 3  | 8   |
| San Lorenzo (Andalgalá) | 11  | 6  | 3  | 2  | 1  | 10 | 5  | 5   |
| San Luis (Belén)        | 9   | 6  | 2  | 3  | 1  | 10 | 7  | 3   |
| Tinogasta Central       | 0   | 6  | 0  | 0  | 6  | 3  | 19 | -16 |

|  | Clasificado a la Etapa final. |

| Resultados         | Resultados | Resultados        | Resultados        | Resultados | Resultados         |
| Local              | Resultado  | Visitante         | Local             | Resultado  | Visitante          |
| ------------------ | ---------- | ----------------- | ----------------- | ---------- | ------------------ |
| Fecha 1            | Fecha 1    | Fecha 1           | Fecha 2           | Fecha 2    | Fecha 2            |
| Mamerto Esquiú (S) | 1 - 0      | San Lorenzo (A)   | Tinogasta Central | 0 - 1      | Mamerto Esquiú (S) |
| San Luis (B)       | 4 - 0      | Tinogasta Central | San Lorenzo (A)   | 0 - 0      | San Luis (B)       |
| Fecha 3            | Fecha 3    | Fecha 3           | Fecha 4           | Fecha 4    | Fecha 4            |
| Mamerto Esquiú (S) | 2 - 2      | San Luis (B)      | San Lorenzo (A)   | 1 - 0      | Mamerto Esquiú (S) |
| Tinogasta Central  | 1 - 2      | San Lorenzo (A)   | Tinogasta Central | 1 - 2      | San Luis (B)       |
| Fecha 5            | Fecha 5    | Fecha 5           | Fecha 6           | Fecha 6    | Fecha 6            |
| Mamerto Esquiú (S) | 5 - 0      | Tinogasta Central | San Luis (B)      | 0 - 2      | Mamerto Esquiú (S) |
| San Luis (B)       | 2 - 2      | San Lorenzo (A)   | San Lorenzo (A)   | 5 - 1      | Tinogasta Central  |

Zona 27
| Equipo                        | Pts | PJ | PG | PE | PP | GF | GC | Dif |
| ----------------------------- | --- | -- | -- | -- | -- | -- | -- | --- |
| Defensores de Esquiú          | 14  | 6  | 4  | 2  | 0  | 13 | 7  | 6   |
| Independiente (San Antonio)   | 9   | 6  | 2  | 3  | 1  | 11 | 9  | 2   |
| Américo Tesorieri (Catamarca) | 6   | 6  | 1  | 3  | 2  | 6  | 8  | -2  |
| Estudiantes de La Tablada     | 2   | 6  | 0  | 2  | 4  | 5  | 11 | -6  |

|  | Clasificado a la Etapa final. |

| Resultados                | Resultados | Resultados                | Resultados                | Resultados | Resultados                |
| Local                     | Resultado  | Visitante                 | Local                     | Resultado  | Visitante                 |
| ------------------------- | ---------- | ------------------------- | ------------------------- | ---------- | ------------------------- |
| Fecha 1                   | Fecha 1    | Fecha 1                   | Fecha 2                   | Fecha 2    | Fecha 2                   |
| Independiente (SA)        | 3 - 4      | Defensores de Esquiú      | Américo Tesorieri (C)     | 2 - 2      | Independiente (SA)        |
| Estudiantes de La Tablada | 1 - 1      | Américo Tesorieri (C)     | Defensores de Esquiú      | 2 - 2      | Estudiantes de La Tablada |
| Fecha 3                   | Fecha 3    | Fecha 3                   | Fecha 4                   | Fecha 4    | Fecha 4                   |
| Independiente (SA)        | 1 - 0      | Estudiantes de La Tablada | Defensores de Esquiú      | 1 - 1      | Independiente (SA)        |
| Américo Tesorieri (C)     | 0 - 2      | Defensores de Esquiú      | Américo Tesorieri (C)     | 2 - 0      | Estudiantes de La Tablada |
| Fecha 5                   | Fecha 5    | Fecha 5                   | Fecha 6                   | Fecha 6    | Fecha 6                   |
| Independiente (SA)        | 1 - 1      | Américo Tesorieri (C)     | Estudiantes de La Tablada | 1 - 3      | Independiente (SA)        |
| Estudiantes de La Tablada | 1 - 2      | Defensores de Esquiú      | Defensores de Esquiú      | 2 - 0      | Américo Tesorieri (C)     |

Zona 28
| Equipo                           | Pts | PJ | PG | PE | PP | GF | GC | Dif |
| -------------------------------- | --- | -- | -- | -- | -- | -- | -- | --- |
| Atlético Frías                   | 15  | 6  | 5  | 0  | 1  | 10 | 6  | 4   |
| Instituto Tráfico                | 13  | 6  | 4  | 1  | 1  | 21 | 5  | 16  |
| San Martín (Recreo)              | 5   | 6  | 1  | 2  | 3  | 4  | 10 | -6  |
| Central Norte Argentino (Recreo) | 1   | 6  | 0  | 1  | 5  | 5  | 19 | -14 |

|  | Clasificado a la Etapa final. |

| Resultados                  | Resultados | Resultados                  | Resultados                  | Resultados | Resultados                  |
| Local                       | Resultado  | Visitante                   | Local                       | Resultado  | Visitante                   |
| --------------------------- | ---------- | --------------------------- | --------------------------- | ---------- | --------------------------- |
| Fecha 1                     | Fecha 1    | Fecha 1                     | Fecha 2                     | Fecha 2    | Fecha 2                     |
| Atlético Frías              | 0 - 4      | Instituto Tráfico           | Central Norte Argentino (R) | 1 - 2      | Atlético Frías              |
| San Martín (R)              | 1 - 1      | Central Norte Argentino (R) | Instituto Tráfico           | 4 - 0      | San Martín (R)              |
| Fecha 3                     | Fecha 3    | Fecha 3                     | Fecha 4                     | Fecha 4    | Fecha 4                     |
| Atlético Frías              | 2 - 0      | San Martín (R)              | Instituto Tráfico           | 1 - 2      | Atlético Frías              |
| Central Norte Argentino (R) | 2 - 3      | Instituto Tráfico           | Central Norte Argentino (R) | 1 - 2      | San Martín (R)              |
| Fecha 5                     | Fecha 5    | Fecha 5                     | Fecha 6                     | Fecha 6    | Fecha 6                     |
| Atlético Frías              | 3 - 0      | Central Norte Argentino (R) | San Martín (R)              | 0 - 1      | Atlético Frías              |
| San Martín (R)              | 1 - 1      | Instituto Tráfico           | Instituto Tráfico           | 8 - 0      | Central Norte Argentino (R) |

Zona 29
| Equipo              | Pts | PJ | PG | PE | PP | GF | GC | Dif |
| ------------------- | --- | -- | -- | -- | -- | -- | -- | --- |
| Atlético Concepción | 5   | 4  | 1  | 2  | 1  | 4  | 4  | 0   |
| Ñuñorco             | 5   | 4  | 1  | 2  | 1  | 4  | 4  | 0   |
| Deportivo Aguilares | 4   | 4  | 0  | 4  | 0  | 4  | 4  | 0   |

|  | Clasificado a la Etapa final. |

| Resultados                 | Resultados                 | Resultados                 | Resultados                 | Resultados                 | Resultados                 |
| Local                      | Resultado                  | Visitante                  | Local                      | Resultado                  | Visitante                  |
| -------------------------- | -------------------------- | -------------------------- | -------------------------- | -------------------------- | -------------------------- |
| Fecha 1                    | Fecha 1                    | Fecha 1                    | Fecha 2                    | Fecha 2                    | Fecha 2                    |
| Deportivo Aguilares        | 1 - 1                      | Atlético Concepción        | Ñuñorco                    | 2 - 2                      | Deportivo Aguilares        |
| Libre: Ñuñorco             | Libre: Ñuñorco             | Libre: Ñuñorco             | Libre: Atlético Concepción | Libre: Atlético Concepción | Libre: Atlético Concepción |
| Fecha 3                    | Fecha 3                    | Fecha 3                    | Fecha 4                    | Fecha 4                    | Fecha 4                    |
| Atlético Concepción        | 2 - 0                      | Ñuñorco                    | Atlético Concepción        | 1 - 1                      | Deportivo Aguilares        |
| Libre: Deportivo Aguilares | Libre: Deportivo Aguilares | Libre: Deportivo Aguilares | Libre: Ñuñorco             | Libre: Ñuñorco             | Libre: Ñuñorco             |
| Fecha 5                    | Fecha 5                    | Fecha 5                    | Fecha 6                    | Fecha 6                    | Fecha 6                    |
| Deportivo Aguilares        | 0 - 0                      | Ñuñorco                    | Ñuñorco                    | 2 - 0                      | Atlético Concepción        |
| Libre: Atlético Concepción | Libre: Atlético Concepción | Libre: Atlético Concepción | Libre: Deportivo Aguilares | Libre: Deportivo Aguilares | Libre: Deportivo Aguilares |

Zona 30
| Equipo                          | Pts | PJ | PG | PE | PP | GF | GC | Dif |
| ------------------------------- | --- | -- | -- | -- | -- | -- | -- | --- |
| Central Norte (Tucumán)         | 13  | 6  | 4  | 1  | 1  | 13 | 7  | 6   |
| San Antonio (Ranchillos)        | 11  | 6  | 3  | 2  | 1  | 16 | 9  | 7   |
| Atlético Normal Rosarino        | 10  | 6  | 3  | 1  | 2  | 9  | 5  | 4   |
| Güemes (Rosario de la Frontera) | 0   | 6  | 0  | 0  | 6  | 8  | 25 | -17 |

|  | Clasificado a la Etapa final. |

| Resultados               | Resultados | Resultados               | Resultados               | Resultados | Resultados               |
| Local                    | Resultado  | Visitante                | Local                    | Resultado  | Visitante                |
| ------------------------ | ---------- | ------------------------ | ------------------------ | ---------- | ------------------------ |
| Fecha 1                  | Fecha 1    | Fecha 1                  | Fecha 2                  | Fecha 2    | Fecha 2                  |
| Central Norte (T)        | 1 - 1      | San Antonio (R)          | Atlético Normal Rosarino | 3 - 0      | Central Norte (T)        |
| Güemes (RdlF)            | 0 - 2      | Atlético Normal Rosarino | San Antonio (R)          | 5 - 2      | Güemes (RdlF)            |
| Fecha 3                  | Fecha 3    | Fecha 3                  | Fecha 4                  | Fecha 4    | Fecha 4                  |
| Central Norte (T)        | 4 - 2      | Güemes (RdlF)            | San Antonio (R)          | 0 - 1      | Central Norte (T)        |
| Atlético Normal Rosarino | 0 - 0      | San Antonio (R)          | Atlético Normal Rosarino | 2 - 0      | Güemes (RdlF)            |
| Fecha 5                  | Fecha 5    | Fecha 5                  | Fecha 6                  | Fecha 6    | Fecha 6                  |
| Central Norte (T)        | 1 - 0      | Atlético Normal Rosarino | Güemes (RdlF)            | 1 - 6      | Central Norte (T)        |
| Güemes (RdlF)            | 3 - 6      | San Antonio (R)          | San Antonio (R)          | 4 - 2      | Atlético Normal Rosarino |

### Zonas 31 a 40
Zona 31
| Equipo                            | Pts | PJ | PG | PE | PP | GF | GC | Dif |
| --------------------------------- | --- | -- | -- | -- | -- | -- | -- | --- |
| Estudiantes (Santiago del Estero) | 12  | 6  | 3  | 3  | 0  | 14 | 7  | 7   |
| Villa Unión (La Banda)            | 9   | 6  | 2  | 3  | 1  | 10 | 7  | 3   |
| Los Dorados                       | 6   | 6  | 1  | 3  | 2  | 7  | 11 | -4  |
| Barrio Adela                      | 4   | 6  | 1  | 1  | 4  | 7  | 13 | -6  |

|  | Clasificado a la Etapa final. |

| Resultados        | Resultados | Resultados        | Resultados        | Resultados | Resultados        |
| Local             | Resultado  | Visitante         | Local             | Resultado  | Visitante         |
| ----------------- | ---------- | ----------------- | ----------------- | ---------- | ----------------- |
| Fecha 1           | Fecha 1    | Fecha 1           | Fecha 2           | Fecha 2    | Fecha 2           |
| Los Dorados       | 3 - 1      | Barrio Adela      | Villa Unión (LB)  | 4 - 1      | Los Dorados       |
| Estudiantes (SdE) | 1 - 1      | Villa Unión (LB)  | Barrio Adela      | 1 - 2      | Estudiantes (SdE) |
| Fecha 3           | Fecha 3    | Fecha 3           | Fecha 4           | Fecha 4    | Fecha 4           |
| Los Dorados       | 0 - 0      | Estudiantes (SdE) | Barrio Adela      | 1 - 1      | Los Dorados       |
| Villa Unión (LB)  | 3 - 1      | Barrio Adela      | Villa Unión (LB)  | 2 - 2      | Estudiantes (SdE) |
| Fecha 5           | Fecha 5    | Fecha 5           | Fecha 6           | Fecha 6    | Fecha 6           |
| Los Dorados       | 0 - 0      | Villa Unión (LB)  | Estudiantes (SdE) | 5 - 2      | Los Dorados       |
| Estudiantes (SdE) | 4 - 1      | Barrio Adela      | Barrio Adela      | 2 - 0      | Villa Unión (LB)  |

Zona 32
| Equipo                    | Pts | PJ | PG | PE | PP | GF | GC | Dif |
| ------------------------- | --- | -- | -- | -- | -- | -- | -- | --- |
| Talleres (Añatuya)        | 7   | 4  | 2  | 1  | 1  | 5  | 4  | 1   |
| Ferro DHO (San Cristóbal) | 6   | 4  | 2  | 0  | 2  | 5  | 4  | 1   |
| Platense (Añatuya)        | 4   | 4  | 1  | 1  | 2  | 2  | 4  | -2  |

|  | Clasificado a la Etapa final. |

| Resultados            | Resultados            | Resultados            | Resultados            | Resultados            | Resultados            |
| Local                 | Resultado             | Visitante             | Local                 | Resultado             | Visitante             |
| --------------------- | --------------------- | --------------------- | --------------------- | --------------------- | --------------------- |
| Fecha 1               | Fecha 1               | Fecha 1               | Fecha 2               | Fecha 2               | Fecha 2               |
| Platense (A)          | 0 - 1                 | Talleres (A)          | Ferro DHO (SC)        | 2 - 0                 | Platense (A)          |
| Libre: Ferro DHO (SC) | Libre: Ferro DHO (SC) | Libre: Ferro DHO (SC) | Libre: Talleres (A)   | Libre: Talleres (A)   | Libre: Talleres (A)   |
| Fecha 3               | Fecha 3               | Fecha 3               | Fecha 4               | Fecha 4               | Fecha 4               |
| Talleres (A)          | 2 - 0                 | Ferro DHO (SC)        | Talleres (A)          | 1 - 1                 | Platense (A)          |
| Libre: Platense (A)   | Libre: Platense (A)   | Libre: Platense (A)   | Libre: Ferro DHO (SC) | Libre: Ferro DHO (SC) | Libre: Ferro DHO (SC) |
| Fecha 5               | Fecha 5               | Fecha 5               | Fecha 6               | Fecha 6               | Fecha 6               |
| Platense (A)          | 1 - 0                 | Ferro DHO (SC)        | Ferro DHO (SC)        | 3 - 1                 | Talleres (A)          |
| Libre: Talleres (A)   | Libre: Talleres (A)   | Libre: Talleres (A)   | Libre: Platense (A)   | Libre: Platense (A)   | Libre: Platense (A)   |

Zona 33
| Equipo                    | Pts | PJ | PG | PE | PP | GF | GC | Dif |
| ------------------------- | --- | -- | -- | -- | -- | -- | -- | --- |
| Sanidad                   | 7   | 4  | 2  | 1  | 1  | 6  | 6  | 0   |
| Villa San Antonio (Salta) | 7   | 4  | 2  | 1  | 1  | 5  | 4  | 1   |
| Libertad (Campo Santo)    | 3   | 4  | 1  | 0  | 3  | 6  | 7  | -1  |

|  | Clasificado a la Etapa final. |

| Resultados                   | Resultados                   | Resultados                   | Resultados                   | Resultados                   | Resultados                   |
| Local                        | Resultado                    | Visitante                    | Local                        | Resultado                    | Visitante                    |
| ---------------------------- | ---------------------------- | ---------------------------- | ---------------------------- | ---------------------------- | ---------------------------- |
| Fecha 1                      | Fecha 1                      | Fecha 1                      | Fecha 2                      | Fecha 2                      | Fecha 2                      |
| Sanidad                      | 2 - 0                        | Villa San Antonio (S)        | Libertad (CS)                | 4 - 1                        | Sanidad                      |
| Libre: Libertad (CS)         | Libre: Libertad (CS)         | Libre: Libertad (CS)         | Libre: Villa San Antonio (S) | Libre: Villa San Antonio (S) | Libre: Villa San Antonio (S) |
| Fecha 3                      | Fecha 3                      | Fecha 3                      | Fecha 4                      | Fecha 4                      | Fecha 4                      |
| Villa San Antonio (S)        | 2 - 0                        | Libertad (CS)                | Villa San Antonio (S)        | 1 - 1                        | Sanidad                      |
| Libre: Sanidad               | Libre: Sanidad               | Libre: Sanidad               | Libre: Libertad (CS)         | Libre: Libertad (CS)         | Libre: Libertad (CS)         |
| Fecha 5                      | Fecha 5                      | Fecha 5                      | Fecha 6                      | Fecha 6                      | Fecha 6                      |
| Sanidad                      | 2 - 1                        | Libertad (CS)                | Libertad (CS)                | 1 - 2                        | Villa San Antonio (S)        |
| Libre: Villa San Antonio (S) | Libre: Villa San Antonio (S) | Libre: Villa San Antonio (S) | Libre: Sanidad               | Libre: Sanidad               | Libre: Sanidad               |

Zona 34
| Equipo                              | Pts | PJ | PG | PE | PP | GF | GC | Dif |
| ----------------------------------- | --- | -- | -- | -- | -- | -- | -- | --- |
| Barrio Obrero (Joaquín V. González) | 7   | 4  | 2  | 1  | 1  | 7  | 3  | 4   |
| San Martín (Monte Quemado)          | 6   | 4  | 2  | 0  | 2  | 6  | 6  | 0   |
| Mallorca (Monte Quemado)            | 4   | 4  | 1  | 1  | 2  | 5  | 9  | -4  |

|  | Clasificado a la Etapa final. |

| Resultados                 | Resultados                 | Resultados                 | Resultados                 | Resultados                 | Resultados                 |
| Local                      | Resultado                  | Visitante                  | Local                      | Resultado                  | Visitante                  |
| -------------------------- | -------------------------- | -------------------------- | -------------------------- | -------------------------- | -------------------------- |
| Fecha 1                    | Fecha 1                    | Fecha 1                    | Fecha 2                    | Fecha 2                    | Fecha 2                    |
| San Martín (MQ)            | 2 - 0                      | Mallorca (MQ)              | Barrio Obrero (JVG)        | 0 - 1                      | San Martín (MQ)            |
| Libre: Barrio Obrero (JVG) | Libre: Barrio Obrero (JVG) | Libre: Barrio Obrero (JVG) | Libre: Mallorca (MQ)       | Libre: Mallorca (MQ)       | Libre: Mallorca (MQ)       |
| Fecha 3                    | Fecha 3                    | Fecha 3                    | Fecha 4                    | Fecha 4                    | Fecha 4                    |
| Mallorca (MQ)              | 1 - 1                      | Barrio Obrero (JVG)        | Mallorca (MQ)              | 4 - 2                      | San Martín (MQ)            |
| Libre: San Martín (MQ)     | Libre: San Martín (MQ)     | Libre: San Martín (MQ)     | Libre: Barrio Obrero (JVG) | Libre: Barrio Obrero (JVG) | Libre: Barrio Obrero (JVG) |
| Fecha 5                    | Fecha 5                    | Fecha 5                    | Fecha 6                    | Fecha 6                    | Fecha 6                    |
| San Martín (MQ)            | 1 - 2                      | Barrio Obrero (JVG)        | Barrio Obrero (JVG)        | 4 - 0                      | Mallorca (MQ)              |
| Libre: Mallorca (MQ)       | Libre: Mallorca (MQ)       | Libre: Mallorca (MQ)       | Libre: San Martín (MQ)     | Libre: San Martín (MQ)     | Libre: San Martín (MQ)     |

Zona 35
| Equipo                     | Pts | PJ | PG | PE | PP | GF | GC | Dif |
| -------------------------- | --- | -- | -- | -- | -- | -- | -- | --- |
| Atlético Cerrillos         | 9   | 4  | 3  | 0  | 1  | 11 | 5  | 6   |
| Atlético Chicoana          | 9   | 4  | 3  | 0  | 1  | 8  | 7  | 1   |
| Sportivo El Carril (Salta) | 0   | 4  | 0  | 0  | 4  | 4  | 11 | -7  |

|  | Clasificado a la Etapa final. |

| Resultados                    | Resultados                    | Resultados                    | Resultados                    | Resultados                    | Resultados                    |
| Local                         | Resultado                     | Visitante                     | Local                         | Resultado                     | Visitante                     |
| ----------------------------- | ----------------------------- | ----------------------------- | ----------------------------- | ----------------------------- | ----------------------------- |
| Fecha 1                       | Fecha 1                       | Fecha 1                       | Fecha 2                       | Fecha 2                       | Fecha 2                       |
| Atlético Chicoana             | 3 - 1                         | Sportivo El Carril (S)        | Atlético Cerrillos            | 0 - 1                         | Atlético Chicoana             |
| Libre: Atlético Cerrillos     | Libre: Atlético Cerrillos     | Libre: Atlético Cerrillos     | Libre: Sportivo El Carril (S) | Libre: Sportivo El Carril (S) | Libre: Sportivo El Carril (S) |
| Fecha 3                       | Fecha 3                       | Fecha 3                       | Fecha 4                       | Fecha 4                       | Fecha 4                       |
| Sportivo El Carril (S)        | 1 - 2                         | Atlético Cerrillos            | Sportivo El Carril (S)        | 1 - 2                         | Atlético Chicoana             |
| Libre: Atlético Chicoana      | Libre: Atlético Chicoana      | Libre: Atlético Chicoana      | Libre: Atlético Cerrillos     | Libre: Atlético Cerrillos     | Libre: Atlético Cerrillos     |
| Fecha 5                       | Fecha 5                       | Fecha 5                       | Fecha 6                       | Fecha 6                       | Fecha 6                       |
| Atlético Chicoana             | 2 - 5                         | Atlético Cerrillos            | Atlético Cerrillos            | 4 - 1                         | Sportivo El Carril (S)        |
| Libre: Sportivo El Carril (S) | Libre: Sportivo El Carril (S) | Libre: Sportivo El Carril (S) | Libre: Atlético Chicoana      | Libre: Atlético Chicoana      | Libre: Atlético Chicoana      |

Zona 36
| Equipo                 | Pts | PJ | PG | PE | PP | GF | GC | Dif |
| ---------------------- | --- | -- | -- | -- | -- | -- | -- | --- |
| Ferro (Santa Rosa)     | 11  | 6  | 3  | 2  | 1  | 10 | 6  | 4   |
| Gimnasia y Tiro (Orán) | 9   | 6  | 3  | 0  | 3  | 13 | 13 | 0   |
| Coronel Cornejo        | 8   | 6  | 2  | 2  | 2  | 6  | 4  | 2   |
| San José Santo         | 5   | 6  | 1  | 2  | 3  | 7  | 13 | -6  |

|  | Clasificado a la Etapa final. |

| Resultados          | Resultados | Resultados          | Resultados          | Resultados | Resultados          |
| Local               | Resultado  | Visitante           | Local               | Resultado  | Visitante           |
| ------------------- | ---------- | ------------------- | ------------------- | ---------- | ------------------- |
| Fecha 1             | Fecha 1    | Fecha 1             | Fecha 2             | Fecha 2    | Fecha 2             |
| San José Santo      | 2 - 1      | Coronel Cornejo     | Ferro (SR)          | 1 - 1      | San José Santo      |
| Gimnasia y Tiro (O) | 1 - 4      | Ferro (SR)          | Coronel Cornejo     | 3 - 1      | Gimnasia y Tiro (O) |
| Fecha 3             | Fecha 3    | Fecha 3             | Fecha 4             | Fecha 4    | Fecha 4             |
| San José Santo      | 1 - 2      | Gimnasia y Tiro (O) | Coronel Cornejo     | 0 - 0      | San José Santo      |
| Ferro (SR)          | 0 - 0      | Coronel Cornejo     | Ferro (SR)          | 3 - 1      | Gimnasia y Tiro (O) |
| Fecha 5             | Fecha 5    | Fecha 5             | Fecha 6             | Fecha 6    | Fecha 6             |
| San José Santo      | 1 - 2      | Ferro (SR)          | Gimnasia y Tiro (O) | 7 - 2      | San José Santo      |
| Gimnasia y Tiro (O) | 1 - 0      | Coronel Cornejo     | Coronel Cornejo     | 2 - 0      | Ferro (SR)          |

Zona 37
| Equipo                         | Pts | PJ | PG | PE | PP | GF | GC | Dif |
| ------------------------------ | --- | -- | -- | -- | -- | -- | -- | --- |
| Racing Ojo de Agua             | 8   | 4  | 2  | 2  | 0  | 5  | 3  | 2   |
| Sportivo Gardelitos            | 6   | 4  | 1  | 3  | 0  | 5  | 4  | 1   |
| Atlético Inter (La Intermedia) | 1   | 4  | 0  | 1  | 3  | 3  | 6  | -3  |

|  | Clasificado a la Etapa final. |

| Resultados                 | Resultados                 | Resultados                 | Resultados                 | Resultados                 | Resultados                 |
| Local                      | Resultado                  | Visitante                  | Local                      | Resultado                  | Visitante                  |
| -------------------------- | -------------------------- | -------------------------- | -------------------------- | -------------------------- | -------------------------- |
| Fecha 1                    | Fecha 1                    | Fecha 1                    | Fecha 2                    | Fecha 2                    | Fecha 2                    |
| Atlético Inter (LI)        | 1 - 1                      | Sportivo Gardelitos        | Racing Ojo de Agua         | 1 - 0                      | Atlético Inter (LI)        |
| Libre: Racing Ojo de Agua  | Libre: Racing Ojo de Agua  | Libre: Racing Ojo de Agua  | Libre: Sportivo Gardelitos | Libre: Sportivo Gardelitos | Libre: Sportivo Gardelitos |
| Fecha 3                    | Fecha 3                    | Fecha 3                    | Fecha 4                    | Fecha 4                    | Fecha 4                    |
| Sportivo Gardelitos        | 1 - 1                      | Racing Ojo de Agua         | Sportivo Gardelitos        | 2 - 1                      | Atlético Inter (LI)        |
| Libre: Atlético Inter (LI) | Libre: Atlético Inter (LI) | Libre: Atlético Inter (LI) | Libre: Racing Ojo de Agua  | Libre: Racing Ojo de Agua  | Libre: Racing Ojo de Agua  |
| Fecha 5                    | Fecha 5                    | Fecha 5                    | Fecha 6                    | Fecha 6                    | Fecha 6                    |
| Atlético Inter (LI)        | 1 - 2                      | Racing Ojo de Agua         | Racing Ojo de Agua         | 1 - 1                      | Sportivo Gardelitos        |
| Libre: Sportivo Gardelitos | Libre: Sportivo Gardelitos | Libre: Sportivo Gardelitos | Libre: Atlético Inter (LI) | Libre: Atlético Inter (LI) | Libre: Atlético Inter (LI) |

Zona 38
| Equipo                             | Pts | PJ | PG | PE | PP | GF | GC | Dif |
| ---------------------------------- | --- | -- | -- | -- | -- | -- | -- | --- |
| Defensores de La Boca (La Rioja)   | 12  | 6  | 4  | 0  | 2  | 6  | 5  | 1   |
| Sportivo San Francisco (Aimogasta) | 9   | 6  | 3  | 0  | 3  | 10 | 7  | 3   |
| Chacarita Juniors (Aimogasta)      | 7   | 6  | 2  | 1  | 3  | 3  | 4  | -1  |
| Alas Argentinas                    | 7   | 6  | 2  | 1  | 3  | 7  | 10 | -3  |

|  | Clasificado a la Etapa final. |

| Resultados                 | Resultados | Resultados                 | Resultados                 | Resultados | Resultados                 |
| Local                      | Resultado  | Visitante                  | Local                      | Resultado  | Visitante                  |
| -------------------------- | ---------- | -------------------------- | -------------------------- | ---------- | -------------------------- |
| Fecha 1                    | Fecha 1    | Fecha 1                    | Fecha 2                    | Fecha 2    | Fecha 2                    |
| Alas Argentinas            | 0 - 1      | Defensores de La Boca (LR) | Chacarita Juniors (A)      | 1 - 1      | Alas Argentinas            |
| Sportivo San Francisco (A) | 1 - 0      | Chacarita Juniors (A)      | Defensores de La Boca (LR) | 1 - 0      | Sportivo San Francisco (A) |
| Fecha 3                    | Fecha 3    | Fecha 3                    | Fecha 4                    | Fecha 4    | Fecha 4                    |
| Alas Argentinas            | 2 - 5      | Sportivo San Francisco (A) | Defensores de La Boca (LR) | 1 - 2      | Alas Argentinas            |
| Chacarita Juniors (A)      | 0 - 1      | Defensores de La Boca (LR) | Chacarita Juniors (A)      | 1 - 0      | Sportivo San Francisco (A) |
| Fecha 5                    | Fecha 5    | Fecha 5                    | Fecha 6                    | Fecha 6    | Fecha 6                    |
| Alas Argentinas            | 0 - 1      | Chacarita Juniors (A)      | Sportivo San Francisco (A) | 1 - 2      | Alas Argentinas            |
| Sportivo San Francisco (A) | 3 - 1      | Defensores de La Boca (LR) | Defensores de La Boca (LR) | 1 - 0      | Chacarita Juniors (A)      |

Zona 39
| Equipo                  | Pts | PJ | PG | PE | PP | GF | GC | Dif |
| ----------------------- | --- | -- | -- | -- | -- | -- | -- | --- |
| San José (Metán)        | 14  | 6  | 4  | 2  | 0  | 11 | 5  | 6   |
| Deportivo El Galpón     | 8   | 6  | 2  | 2  | 2  | 7  | 7  | 0   |
| Deportivo YPF           | 8   | 6  | 2  | 2  | 2  | 5  | 5  | 0   |
| Deportivo El Quebrachal | 2   | 6  | 0  | 2  | 4  | 7  | 13 | -6  |

|  | Clasificado a la Etapa final. |

| Resultados              | Resultados | Resultados              | Resultados              | Resultados | Resultados              |
| Local                   | Resultado  | Visitante               | Local                   | Resultado  | Visitante               |
| ----------------------- | ---------- | ----------------------- | ----------------------- | ---------- | ----------------------- |
| Fecha 1                 | Fecha 1    | Fecha 1                 | Fecha 2                 | Fecha 2    | Fecha 2                 |
| San José (M)            | 1 - 0      | Deportivo El Galpón     | Deportivo YPF           | 0 - 3      | San José (M)            |
| Deportivo El Quebrachal | 0 - 2      | Deportivo YPF           | Deportivo El Galpón     | 2 - 1      | Deportivo El Quebrachal |
| Fecha 3                 | Fecha 3    | Fecha 3                 | Fecha 4                 | Fecha 4    | Fecha 4                 |
| San José (M)            | 2 - 1      | Deportivo El Quebrachal | Deportivo El Galpón     | 1 - 2      | San José (M)            |
| Deportivo YPF           | 0 - 0      | Deportivo El Galpón     | Deportivo YPF           | 2 - 0      | Deportivo El Quebrachal |
| Fecha 5                 | Fecha 5    | Fecha 5                 | Fecha 6                 | Fecha 6    | Fecha 6                 |
| San José (M)            | 1 - 1      | Deportivo YPF           | Deportivo El Quebrachal | 2 - 2      | San José (M)            |
| Deportivo El Quebrachal | 3 - 3      | Deportivo El Galpón     | Deportivo El Galpón     | 1 - 0      | Deportivo YPF           |

Zona 40
| Equipo                       | Pts | PJ | PG | PE | PP | GF | GC | Dif |
| ---------------------------- | --- | -- | -- | -- | -- | -- | -- | --- |
| Sportivo Alberdi             | 13  | 6  | 4  | 1  | 1  | 13 | 5  | 8   |
| Defensores de Fraile Pintado | 13  | 6  | 4  | 1  | 1  | 12 | 5  | 7   |
| Atlético El Polo             | 6   | 6  | 2  | 0  | 4  | 7  | 10 | -3  |
| Monterrico San Vicente       | 3   | 6  | 1  | 0  | 5  | 3  | 15 | -12 |

|  | Clasificado a la Etapa final. |

| Resultados                   | Resultados | Resultados             | Resultados             | Resultados | Resultados                   |
| Local                        | Resultado  | Visitante              | Local                  | Resultado  | Visitante                    |
| ---------------------------- | ---------- | ---------------------- | ---------------------- | ---------- | ---------------------------- |
| Fecha 1                      | Fecha 1    | Fecha 1                | Fecha 2                | Fecha 2    | Fecha 2                      |
| Defensores de Fraile Pintado | 1 - 2      | Sportivo Alberdi       | Atlético El Polo       | 0 - 1      | Defensores de Fraile Pintado |
| Monterrico San Vicente       | 0 - 1      | Atlético El Polo       | Sportivo Alberdi       | 0 - 1      | Monterrico San Vicente       |
| Fecha 3                      | Fecha 3    | Fecha 3                | Fecha 4                | Fecha 4    | Fecha 4                      |
| Defensores de Fraile Pintado | 3 - 1      | Monterrico San Vicente | Sportivo Alberdi       | 1 - 1      | Defensores de Fraile Pintado |
| Atlético El Polo             | 1 - 2      | Sportivo Alberdi       | Atlético El Polo       | 3 - 1      | Monterrico San Vicente       |
| Fecha 5                      | Fecha 5    | Fecha 5                | Fecha 6                | Fecha 6    | Fecha 6                      |
| Defensores de Fraile Pintado | 2 - 1      | Atlético El Polo       | Monterrico San Vicente | 0 - 4      | Defensores de Fraile Pintado |
| Monterrico San Vicente       | 0 - 4      | Sportivo Alberdi       | Sportivo Alberdi       | 4 - 1      | Atlético El Polo             |

### Zonas 41 a 50
Zona 41
| Equipo                   | Pts | PJ | PG | PE | PP | GF | GC | Dif |
| ------------------------ | --- | -- | -- | -- | -- | -- | -- | --- |
| Deportivo El Chañi       | 13  | 6  | 4  | 1  | 1  | 9  | 6  | 3   |
| Defensores de Monterrico | 11  | 6  | 3  | 2  | 1  | 12 | 10 | 2   |
| Atlético Palpalá         | 6   | 6  | 2  | 0  | 4  | 12 | 14 | -2  |
| Atlético El Carmen       | 4   | 6  | 1  | 1  | 4  | 11 | 14 | -3  |

|  | Clasificado a la Etapa final. |

| Resultados               | Resultados | Resultados               | Resultados               | Resultados | Resultados               |
| Local                    | Resultado  | Visitante                | Local                    | Resultado  | Visitante                |
| ------------------------ | ---------- | ------------------------ | ------------------------ | ---------- | ------------------------ |
| Fecha 1                  | Fecha 1    | Fecha 1                  | Fecha 2                  | Fecha 2    | Fecha 2                  |
| Deportivo El Chañi       | 2 - 0      | Atlético Palpalá         | Defensores de Monterrico | 0 - 1      | Deportivo El Chañi       |
| Atlético El Carmen       | 1 - 2      | Defensores de Monterrico | Atlético Palpalá         | 2 - 3      | Atlético El Carmen       |
| Fecha 3                  | Fecha 3    | Fecha 3                  | Fecha 4                  | Fecha 4    | Fecha 4                  |
| Deportivo El Chañi       | 1 - 0      | Atlético El Carmen       | Atlético Palpalá         | 3 - 1      | Deportivo El Chañi       |
| Defensores de Monterrico | 3 - 2      | Atlético Palpalá         | Defensores de Monterrico | 3 - 3      | Atlético El Carmen       |
| Fecha 5                  | Fecha 5    | Fecha 5                  | Fecha 6                  | Fecha 6    | Fecha 6                  |
| Deportivo El Chañi       | 2 - 2      | Defensores de Monterrico | Atlético El Carmen       | 1 - 2      | Deportivo El Chañi       |
| Atlético El Carmen       | 3 - 4      | Atlético Palpalá         | Atlético Palpalá         | 1 - 2      | Defensores de Monterrico |

Zona 42
| Equipo            | Pts | PJ | PG | PE | PP | GF | GC | Dif |
| ----------------- | --- | -- | -- | -- | -- | -- | -- | --- |
| Árbol Verde       | 12  | 6  | 4  | 0  | 2  | 9  | 8  | 1   |
| Sportivo Del Bono | 11  | 6  | 3  | 2  | 1  | 12 | 3  | 9   |
| Colón Juniors     | 11  | 6  | 3  | 2  | 1  | 11 | 8  | 3   |
| Atenas de Pocito  | 0   | 6  | 0  | 0  | 6  | 2  | 15 | -13 |

|  | Clasificado a la Etapa final. |

| Resultados        | Resultados | Resultados        | Resultados        | Resultados | Resultados        |
| Local             | Resultado  | Visitante         | Local             | Resultado  | Visitante         |
| ----------------- | ---------- | ----------------- | ----------------- | ---------- | ----------------- |
| Fecha 1           | Fecha 1    | Fecha 1           | Fecha 2           | Fecha 2    | Fecha 2           |
| Árbol Verde       | 2 - 0      | Atenas (P)        | Colón Juniors     | 3 - 2      | Árbol Verde       |
| Sportivo Del Bono | 1 - 1      | Colón Juniors     | Atenas (P)        | 0 - 2      | Sportivo Del Bono |
| Fecha 3           | Fecha 3    | Fecha 3           | Fecha 4           | Fecha 4    | Fecha 4           |
| Árbol Verde       | 1 - 0      | Sportivo Del Bono | Atenas (P)        | 0 - 2      | Árbol Verde       |
| Colón Juniors     | 1 - 0      | Atenas (P)        | Colón Juniors     | 1 - 1      | Sportivo Del Bono |
| Fecha 5           | Fecha 5    | Fecha 5           | Fecha 6           | Fecha 6    | Fecha 6           |
| Árbol Verde       | 2 - 1      | Colón Juniors     | Sportivo Del Bono | 4 - 0      | Árbol Verde       |
| Sportivo Del Bono | 4 - 0      | Atenas (P)        | Atenas (P)        | 2 - 4      | Colón Juniors     |

Zona 43
| Equipo                                 | Pts | PJ | PG | PE | PP | GF | GC | Dif |
| -------------------------------------- | --- | -- | -- | -- | -- | -- | -- | --- |
| Sportivo Huarpes                       | 15  | 6  | 5  | 0  | 1  | 17 | 8  | 9   |
| Defensores de Boca (Media Agua)        | 12  | 6  | 4  | 0  | 2  | 14 | 7  | 7   |
| Unión Deportiva La Chimbera            | 4   | 6  | 1  | 1  | 4  | 8  | 16 | -8  |
| Sportivo 25 de Mayo (Villa Santa Rosa) | 4   | 6  | 1  | 1  | 4  | 5  | 13 | -8  |

|  | Clasificado a la Etapa final. |

| Resultados                  | Resultados | Resultados                  | Resultados                  | Resultados | Resultados                  |
| Local                       | Resultado  | Visitante                   | Local                       | Resultado  | Visitante                   |
| --------------------------- | ---------- | --------------------------- | --------------------------- | ---------- | --------------------------- |
| Fecha 1                     | Fecha 1    | Fecha 1                     | Fecha 2                     | Fecha 2    | Fecha 2                     |
| Defensores de Boca (MA)     | 4 - 1      | Sportivo Huarpes            | Sportivo 25 de Mayo (VSR)   | 1 - 0      | Defensores de Boca (MA)     |
| Unión Deportiva La Chimbera | 2 - 1      | Sportivo 25 de Mayo (VSR)   | Sportivo Huarpes            | 5 - 2      | Unión Deportiva La Chimbera |
| Fecha 3                     | Fecha 3    | Fecha 3                     | Fecha 4                     | Fecha 4    | Fecha 4                     |
| Defensores de Boca (MA)     | 4 - 1      | Unión Deportiva La Chimbera | Sportivo Huarpes            | 2 - 0      | Defensores de Boca (MA)     |
| Sportivo 25 de Mayo (VSR)   | 1 - 2      | Sportivo Huarpes            | Sportivo 25 de Mayo (VSR)   | 1 - 1      | Unión Deportiva La Chimbera |
| Fecha 5                     | Fecha 5    | Fecha 5                     | Fecha 6                     | Fecha 6    | Fecha 6                     |
| Defensores de Boca (MA)     | 3 - 1      | Sportivo 25 de Mayo (VSR)   | Unión Deportiva La Chimbera | 1 - 3      | Defensores de Boca (MA)     |
| Unión Deportiva La Chimbera | 1 - 2      | Sportivo Huarpes            | Sportivo Huarpes            | 5 - 0      | Sportivo 25 de Mayo (VSR)   |

Zona 44
| Equipo              | Pts | PJ | PG | PE | PP | GF | GC | Dif |
| ------------------- | --- | -- | -- | -- | -- | -- | -- | --- |
| Peñaflor            | 7   | 4  | 2  | 1  | 1  | 5  | 5  | 0   |
| Los Andes (Tudcum)  | 6   | 4  | 2  | 0  | 2  | 6  | 7  | -1  |
| Sportivo Del Carril | 4   | 4  | 1  | 1  | 2  | 5  | 4  | 1   |

|  | Clasificado a la Etapa final. |

| Resultados                 | Resultados                 | Resultados                 | Resultados                 | Resultados                 | Resultados                 |
| Local                      | Resultado                  | Visitante                  | Local                      | Resultado                  | Visitante                  |
| -------------------------- | -------------------------- | -------------------------- | -------------------------- | -------------------------- | -------------------------- |
| Fecha 1                    | Fecha 1                    | Fecha 1                    | Fecha 2                    | Fecha 2                    | Fecha 2                    |
| Peñaflor                   | 1 - 1                      | Sportivo Del Carril        | Los Andes (T)              | 3 - 1                      | Peñaflor                   |
| Libre: Los Andes (T)       | Libre: Los Andes (T)       | Libre: Los Andes (T)       | Libre: Sportivo Del Carril | Libre: Sportivo Del Carril | Libre: Sportivo Del Carril |
| Fecha 3                    | Fecha 3                    | Fecha 3                    | Fecha 4                    | Fecha 4                    | Fecha 4                    |
| Sportivo Del Carril        | 4 - 0                      | Los Andes (T)              | Sportivo Del Carril        | 0 - 1                      | Peñaflor                   |
| Libre: Peñaflor            | Libre: Peñaflor            | Libre: Peñaflor            | Libre: Los Andes (T)       | Libre: Los Andes (T)       | Libre: Los Andes (T)       |
| Fecha 5                    | Fecha 5                    | Fecha 5                    | Fecha 6                    | Fecha 6                    | Fecha 6                    |
| Peñaflor                   | 2 - 1                      | Los Andes (T)              | Los Andes (T)              | 2 - 0                      | Sportivo Del Carril        |
| Libre: Sportivo Del Carril | Libre: Sportivo Del Carril | Libre: Sportivo Del Carril | Libre: Peñaflor            | Libre: Peñaflor            | Libre: Peñaflor            |

Zona 45
| Equipo                    | Pts | PJ | PG | PE | PP | GF | GC | Dif |
| ------------------------- | --- | -- | -- | -- | -- | -- | -- | --- |
| Deportivo Rodeo del Medio | 11  | 6  | 3  | 2  | 1  | 11 | 7  | 4   |
| Deportivo Guaymallén      | 10  | 6  | 3  | 1  | 2  | 8  | 8  | 0   |
| Andes Talleres            | 8   | 6  | 2  | 2  | 2  | 11 | 10 | 1   |
| Fray Luis Beltrán         | 3   | 6  | 0  | 3  | 3  | 8  | 13 | -5  |

|  | Clasificado a la Etapa final. |

| Resultados                | Resultados | Resultados                | Resultados                | Resultados | Resultados                |
| Local                     | Resultado  | Visitante                 | Local                     | Resultado  | Visitante                 |
| ------------------------- | ---------- | ------------------------- | ------------------------- | ---------- | ------------------------- |
| Fecha 1                   | Fecha 1    | Fecha 1                   | Fecha 2                   | Fecha 2    | Fecha 2                   |
| Fray Luis Beltrán         | 1 - 1      | Andes Talleres            | Deportivo Rodeo del Medio | 3 - 1      | Fray Luis Beltrán         |
| Deportivo Guaymallén      | 0 - 2      | Deportivo Rodeo del Medio | Andes Talleres            | 2 - 3      | Deportivo Guaymallén      |
| Fecha 3                   | Fecha 3    | Fecha 3                   | Fecha 4                   | Fecha 4    | Fecha 4                   |
| Fray Luis Beltrán         | 0 - 1      | Deportivo Guaymallén      | Andes Talleres            | 3 - 3      | Fray Luis Beltrán         |
| Deportivo Rodeo del Medio | 1 - 2      | Andes Talleres            | Deportivo Rodeo del Medio | 1 - 1      | Deportivo Guaymallén      |
| Fecha 5                   | Fecha 5    | Fecha 5                   | Fecha 6                   | Fecha 6    | Fecha 6                   |
| Fray Luis Beltrán         | 3 - 3      | Deportivo Rodeo del Medio | Deportivo Guaymallén      | 2 - 0      | Fray Luis Beltrán         |
| Deportivo Guaymallén      | 1 - 3      | Andes Talleres            | Andes Talleres            | 0 - 1      | Deportivo Rodeo del Medio |

Zona 46
| Equipo      | Pts | PJ | PG | PE | PP | GF | GC | Dif |
| ----------- | --- | -- | -- | -- | -- | -- | -- | --- |
| La Libertad | 9   | 4  | 3  | 0  | 1  | 8  | 6  | 2   |
| El Zampal   | 7   | 4  | 2  | 1  | 1  | 6  | 5  | 1   |
| La Amistad  | 1   | 4  | 0  | 1  | 3  | 3  | 6  | -3  |

|  | Clasificado a la Etapa final. |

| Resultados         | Resultados         | Resultados         | Resultados         | Resultados         | Resultados         |
| Local              | Resultado          | Visitante          | Local              | Resultado          | Visitante          |
| ------------------ | ------------------ | ------------------ | ------------------ | ------------------ | ------------------ |
| Fecha 1            | Fecha 1            | Fecha 1            | Fecha 2            | Fecha 2            | Fecha 2            |
| La Amistad         | 0 - 1              | La Libertad        | El Zampal          | 1 - 0              | La Amistad         |
| Libre: El Zampal   | Libre: El Zampal   | Libre: El Zampal   | Libre: La Libertad | Libre: La Libertad | Libre: La Libertad |
| Fecha 3            | Fecha 3            | Fecha 3            | Fecha 4            | Fecha 4            | Fecha 4            |
| La Libertad        | 4 - 0              | El Zampal          | La Libertad        | 3 - 2              | La Amistad         |
| Libre: La Amistad  | Libre: La Amistad  | Libre: La Amistad  | Libre: El Zampal   | Libre: El Zampal   | Libre: El Zampal   |
| Fecha 5            | Fecha 5            | Fecha 5            | Fecha 6            | Fecha 6            | Fecha 6            |
| La Amistad         | 1 - 1              | El Zampal          | El Zampal          | 4 - 0              | La Libertad        |
| Libre: La Libertad | Libre: La Libertad | Libre: La Libertad | Libre: La Amistad  | Libre: La Amistad  | Libre: La Amistad  |

Zona 47
| Equipo               | Pts | PJ | PG | PE | PP | GF | GC | Dif |
| -------------------- | --- | -- | -- | -- | -- | -- | -- | --- |
| Tunuyán SC           | 9   | 4  | 3  | 0  | 1  | 10 | 3  | 7   |
| Unión (Vista Flores) | 4   | 4  | 1  | 1  | 2  | 5  | 10 | -5  |
| Social Tupungato     | 4   | 4  | 1  | 1  | 2  | 5  | 7  | -2  |

|  | Clasificado a la Etapa final. |

| Resultados              | Resultados              | Resultados              | Resultados              | Resultados              | Resultados              |
| Local                   | Resultado               | Visitante               | Local                   | Resultado               | Visitante               |
| ----------------------- | ----------------------- | ----------------------- | ----------------------- | ----------------------- | ----------------------- |
| Fecha 1                 | Fecha 1                 | Fecha 1                 | Fecha 2                 | Fecha 2                 | Fecha 2                 |
| Unión (VF)              | 1 - 3                   | Tunuyán SC              | Social Tupungato        | 2 - 2                   | Unión (VF)              |
| Libre: Social Tupungato | Libre: Social Tupungato | Libre: Social Tupungato | Libre: Tunuyán SC       | Libre: Tunuyán SC       | Libre: Tunuyán SC       |
| Fecha 3                 | Fecha 3                 | Fecha 3                 | Fecha 4                 | Fecha 4                 | Fecha 4                 |
| Tunuyán SC              | 2 - 0                   | Social Tupungato        | Tunuyán SC              | 4 - 0                   | Unión (VF)              |
| Libre: Unión (VF)       | Libre: Unión (VF)       | Libre: Unión (VF)       | Libre: Social Tupungato | Libre: Social Tupungato | Libre: Social Tupungato |
| Fecha 5                 | Fecha 5                 | Fecha 5                 | Fecha 6                 | Fecha 6                 | Fecha 6                 |
| Unión (VF)              | 2 - 1                   | Social Tupungato        | Social Tupungato        | 2 - 1                   | Tunuyán SC              |
| Libre: Tunuyán SC       | Libre: Tunuyán SC       | Libre: Tunuyán SC       | Libre: Unión (VF)       | Libre: Unión (VF)       | Libre: Unión (VF)       |

Zona 47 bis
| Equipo                 | Pts | PJ | PG | PE | PP | GF | GC | Dif |
| ---------------------- | --- | -- | -- | -- | -- | -- | -- | --- |
| Ferro (General Alvear) | 7   | 4  | 2  | 1  | 1  | 9  | 3  | 6   |
| Deportivo El Fuerte    | 5   | 4  | 1  | 2  | 1  | 4  | 5  | -1  |
| SC San Carlos          | 4   | 4  | 1  | 1  | 2  | 4  | 9  | -5  |

|  | Clasificado a la Etapa final. |

| Resultados                    | Resultados                    | Resultados                    | Resultados                    | Resultados                    | Resultados                    |
| Local                         | Resultado                     | Visitante                     | Local                         | Resultado                     | Visitante                     |
| ----------------------------- | ----------------------------- | ----------------------------- | ----------------------------- | ----------------------------- | ----------------------------- |
| Fecha 1                       | Fecha 1                       | Fecha 1                       | Fecha 2                       | Fecha 2                       | Fecha 2                       |
| SC San Carlos                 | 2 - 2                         | Deportivo El Fuerte           | Ferro (General Alvear)        | 5 - 0                         | SC San Carlos                 |
| Libre: Ferro (General Alvear) | Libre: Ferro (General Alvear) | Libre: Ferro (General Alvear) | Libre: Deportivo El Fuerte    | Libre: Deportivo El Fuerte    | Libre: Deportivo El Fuerte    |
| Fecha 3                       | Fecha 3                       | Fecha 3                       | Fecha 4                       | Fecha 4                       | Fecha 4                       |
| Deportivo El Fuerte           | 1 - 1                         | Ferro (General Alvear)        | Deportivo El Fuerte           | 1 - 0                         | SC San Carlos                 |
| Libre: SC San Carlos          | Libre: SC San Carlos          | Libre: SC San Carlos          | Libre: Ferro (General Alvear) | Libre: Ferro (General Alvear) | Libre: Ferro (General Alvear) |
| Fecha 5                       | Fecha 5                       | Fecha 5                       | Fecha 6                       | Fecha 6                       | Fecha 6                       |
| SC San Carlos                 | 2 - 1                         | Ferro (General Alvear)        | Ferro (General Alvear)        | 2 - 0                         | Deportivo El Fuerte           |
| Libre: Deportivo El Fuerte    | Libre: Deportivo El Fuerte    | Libre: Deportivo El Fuerte    | Libre: SC San Carlos          | Libre: SC San Carlos          | Libre: SC San Carlos          |

Zona 48
| Equipo                   | Pts | PJ | PG | PE | PP | GF | GC | Dif |
| ------------------------ | --- | -- | -- | -- | -- | -- | -- | --- |
| Andes FBC                | 16  | 6  | 5  | 1  | 0  | 10 | 2  | 8   |
| San Martín (Monte Comán) | 8   | 6  | 2  | 2  | 2  | 5  | 4  | 1   |
| Real del Padre           | 8   | 6  | 2  | 2  | 2  | 7  | 5  | 2   |
| Villa Atuel              | 1   | 6  | 0  | 1  | 5  | 2  | 13 | -11 |

|  | Clasificado a la Etapa final. |

| Resultados      | Resultados | Resultados      | Resultados      | Resultados | Resultados      |
| Local           | Resultado  | Visitante       | Local           | Resultado  | Visitante       |
| --------------- | ---------- | --------------- | --------------- | ---------- | --------------- |
| Fecha 1         | Fecha 1    | Fecha 1         | Fecha 2         | Fecha 2    | Fecha 2         |
| Real del Padre  | 0 - 0      | Andes FBC       | San Martín (MC) | 3 - 1      | Real del Padre  |
| Villa Atuel     | 0 - 0      | San Martín (MC) | Andes FBC       | 4 - 1      | Villa Atuel     |
| Fecha 3         | Fecha 3    | Fecha 3         | Fecha 4         | Fecha 4    | Fecha 4         |
| Real del Padre  | 4 - 0      | Villa Atuel     | Andes FBC       | 2 - 1      | Real del Padre  |
| San Martín (MC) | 0 - 1      | Andes FBC       | San Martín (MC) | 2 - 1      | Villa Atuel     |
| Fecha 5         | Fecha 5    | Fecha 5         | Fecha 6         | Fecha 6    | Fecha 6         |
| Real del Padre  | 0 - 0      | San Martín (MC) | Villa Atuel     | 0 - 1      | Real del Padre  |
| Villa Atuel     | 0 - 2      | Andes FBC       | Andes FBC       | 1 - 0      | San Martín (MC) |

Zona 49
| Equipo                            | Pts | PJ | PG | PE | PP | GF | GC | Dif |
| --------------------------------- | --- | -- | -- | -- | -- | -- | -- | --- |
| Obreros Unidos (Corzuela)         | 12  | 6  | 3  | 3  | 0  | 10 | 4  | 6   |
| Libertad (Charata)                | 9   | 6  | 2  | 3  | 1  | 10 | 6  | 4   |
| Cooperativa Textil (Villa Ángela) | 6   | 6  | 1  | 3  | 2  | 6  | 9  | -3  |
| Unión Villa Dora                  | 3   | 6  | 0  | 3  | 3  | 3  | 10 | -7  |

|  | Clasificado a la Etapa final. |

| Resultados              | Resultados | Resultados              | Resultados              | Resultados | Resultados              |
| Local                   | Resultado  | Visitante               | Local                   | Resultado  | Visitante               |
| ----------------------- | ---------- | ----------------------- | ----------------------- | ---------- | ----------------------- |
| Fecha 1                 | Fecha 1    | Fecha 1                 | Fecha 2                 | Fecha 2    | Fecha 2                 |
| Obreros Unidos (C)      | 1 - 0      | Libertad (C)            | Cooperativa Textil (VA) | 0 - 1      | Obreros Unidos (C)      |
| Unión Villa Dora        | 0 - 2      | Cooperativa Textil (VA) | Libertad (C)            | 1 - 0      | Unión Villa Dora        |
| Fecha 3                 | Fecha 3    | Fecha 3                 | Fecha 4                 | Fecha 4    | Fecha 4                 |
| Obreros Unidos (C)      | 4 - 0      | Unión Villa Dora        | Libertad (C)            | 2 - 2      | Obreros Unidos (C)      |
| Cooperativa Textil (VA) | 2 - 2      | Libertad (C)            | Cooperativa Textil (VA) | 1 - 1      | Unión Villa Dora        |
| Fecha 5                 | Fecha 5    | Fecha 5                 | Fecha 6                 | Fecha 6    | Fecha 6                 |
| Obreros Unidos (C)      | 0 - 0      | Cooperativa Textil (VA) | Unión Villa Dora        | 2 - 2      | Obreros Unidos (C)      |
| Unión Villa Dora        | 0 - 0      | Libertad (C)            | Libertad (C)            | 5 - 1      | Cooperativa Textil (VA) |

Zona 50
| Equipo                                  | Pts | PJ | PG | PE | PP | GF | GC | Dif |
| --------------------------------------- | --- | -- | -- | -- | -- | -- | -- | --- |
| Sportivo (Presidencia Roque Sáenz Peña) | 10  | 4  | 3  | 1  | 0  | 10 | 3  | 7   |
| Juventud Cooperativista                 | 5   | 4  | 1  | 2  | 1  | 6  | 6  | 0   |
| San Martín (Quitilipi)                  | 1   | 4  | 0  | 1  | 3  | 2  | 9  | -7  |

|  | Clasificado a la Etapa final. |

| Resultados                     | Resultados                     | Resultados                     | Resultados                     | Resultados                     | Resultados                     |
| Local                          | Resultado                      | Visitante                      | Local                          | Resultado                      | Visitante                      |
| ------------------------------ | ------------------------------ | ------------------------------ | ------------------------------ | ------------------------------ | ------------------------------ |
| Fecha 1                        | Fecha 1                        | Fecha 1                        | Fecha 2                        | Fecha 2                        | Fecha 2                        |
| San Martín (Q)                 | 0 - 0                          | Juventud Cooperativista        | Sportivo (PRSP)                | 3 - 0                          | San Martín (Q)                 |
| Libre: Sportivo (PRSP)         | Libre: Sportivo (PRSP)         | Libre: Sportivo (PRSP)         | Libre: Juventud Cooperativista | Libre: Juventud Cooperativista | Libre: Juventud Cooperativista |
| Fecha 3                        | Fecha 3                        | Fecha 3                        | Fecha 4                        | Fecha 4                        | Fecha 4                        |
| Juventud Cooperativista        | 1 - 1                          | Sportivo (PRSP)                | Juventud Cooperativista        | 3 - 2                          | San Martín (Q)                 |
| Libre: San Martín (Q)          | Libre: San Martín (Q)          | Libre: San Martín (Q)          | Libre: Sportivo (PRSP)         | Libre: Sportivo (PRSP)         | Libre: Sportivo (PRSP)         |
| Fecha 5                        | Fecha 5                        | Fecha 5                        | Fecha 6                        | Fecha 6                        | Fecha 6                        |
| San Martín (Q)                 | 0 - 3                          | Sportivo (PRSP)                | Sportivo (PRSP)                | 3 - 2                          | Juventud Cooperativista (Q)    |
| Libre: Juventud Cooperativista | Libre: Juventud Cooperativista | Libre: Juventud Cooperativista | Libre: San Martín (Q)          | Libre: San Martín (Q)          | Libre: San Martín (Q)          |

### Zonas 51 a 60
Zona 51
| Equipo                   | Pts | PJ | PG | PE | PP | GF | GC | Dif |
| ------------------------ | --- | -- | -- | -- | -- | -- | -- | --- |
| Unión Talleres Fábrica   | 10  | 4  | 3  | 1  | 0  | 10 | 6  | 4   |
| Juventud Unida (Charata) | 7   | 4  | 2  | 1  | 1  | 6  | 3  | 3   |
| San Martín (Quimilí)     | 0   | 4  | 0  | 0  | 4  | 4  | 11 | -7  |

|  | Clasificado a la Etapa final. |

| Resultados                    | Resultados                    | Resultados                    | Resultados                    | Resultados                    | Resultados                    |
| Local                         | Resultado                     | Visitante                     | Local                         | Resultado                     | Visitante                     |
| ----------------------------- | ----------------------------- | ----------------------------- | ----------------------------- | ----------------------------- | ----------------------------- |
| Fecha 1                       | Fecha 1                       | Fecha 1                       | Fecha 2                       | Fecha 2                       | Fecha 2                       |
| Unión Talleres Fábrica        | 2 - 1                         | San Martín (Q)                | Juventud Unida (C)            | 1 - 2                         | Unión Talleres Fábrica        |
| Libre: Juventud Unida (C)     | Libre: Juventud Unida (C)     | Libre: Juventud Unida (C)     | Libre: San Martín (Q)         | Libre: San Martín (Q)         | Libre: San Martín (Q)         |
| Fecha 3                       | Fecha 3                       | Fecha 3                       | Fecha 4                       | Fecha 4                       | Fecha 4                       |
| San Martín (Q)                | 0 - 2                         | Juventud Unida (C)            | San Martín (Q)                | 3 - 5                         | Unión Talleres Fábrica        |
| Libre: Unión Talleres Fábrica | Libre: Unión Talleres Fábrica | Libre: Unión Talleres Fábrica | Libre: Juventud Unida (C)     | Libre: Juventud Unida (C)     | Libre: Juventud Unida (C)     |
| Fecha 5                       | Fecha 5                       | Fecha 5                       | Fecha 6                       | Fecha 6                       | Fecha 6                       |
| Unión Talleres Fábrica        | 1 - 1                         | Juventud Unida (C)            | Juventud Unida (C)            | 2 - 0                         | San Martín (Q)                |
| Libre: San Martín (Q)         | Libre: San Martín (Q)         | Libre: San Martín (Q)         | Libre: Unión Talleres Fábrica | Libre: Unión Talleres Fábrica | Libre: Unión Talleres Fábrica |

Zona 52
| Equipo                                     | Pts | PJ | PG | PE | PP | GF | GC | Dif |
| ------------------------------------------ | --- | -- | -- | -- | -- | -- | -- | --- |
| Sportivo Pampa                             | 12  | 6  | 3  | 3  | 0  | 6  | 2  | 4   |
| San Lorenzo (Presidencia Roque Sáenz Peña) | 8   | 6  | 1  | 5  | 0  | 6  | 5  | 1   |
| Deportivo Fortín (Machagai)                | 5   | 6  | 0  | 5  | 1  | 2  | 3  | -1  |
| Sportivo Plaza                             | 3   | 6  | 0  | 3  | 3  | 1  | 5  | -4  |

|  | Clasificado a la Etapa final. |

| Resultados           | Resultados | Resultados         | Resultados         | Resultados | Resultados           |
| Local                | Resultado  | Visitante          | Local              | Resultado  | Visitante            |
| -------------------- | ---------- | ------------------ | ------------------ | ---------- | -------------------- |
| Fecha 1              | Fecha 1    | Fecha 1            | Fecha 2            | Fecha 2    | Fecha 2              |
| Deportivo Fortín (M) | 0 - 0      | Sportivo Plaza     | San Lorenzo (PRSP) | 0 - 0      | Deportivo Fortín (M) |
| Sportivo Pampa       | 2 - 2      | San Lorenzo (PRSP) | Sportivo Plaza     | 0 - 1      | Sportivo Pampa       |
| Fecha 3              | Fecha 3    | Fecha 3            | Fecha 4            | Fecha 4    | Fecha 4              |
| Deportivo Fortín (M) | 0 - 1      | Sportivo Pampa     | Sportivo Plaza     | 0 - 0      | Deportivo Fortín (M) |
| San Lorenzo (PRSP)   | 2 - 1      | Sportivo Plaza     | San Lorenzo (PRSP) | 0 - 0      | Sportivo Pampa       |
| Fecha 5              | Fecha 5    | Fecha 5            | Fecha 6            | Fecha 6    | Fecha 6              |
| Deportivo Fortín (M) | 2 - 2      | San Lorenzo (PRSP) | Sportivo Pampa     | 0 - 0      | Deportivo Fortín (M) |
| Sportivo Pampa       | 2 - 0      | Sportivo Plaza     | Sportivo Plaza     | 0 - 0      | San Lorenzo (PRSP)   |

Zona 53
| Equipo                               | Pts | PJ | PG | PE | PP | GF | GC | Dif |
| ------------------------------------ | --- | -- | -- | -- | -- | -- | -- | --- |
| San Carlos (La Escondida)            | 7   | 4  | 2  | 1  | 1  | 6  | 3  | 3   |
| América (General José de San Martín) | 5   | 4  | 1  | 2  | 1  | 5  | 5  | 0   |
| Falucho                              | 4   | 4  | 1  | 1  | 2  | 5  | 8  | -3  |

|  | Clasificado a la Etapa final. |

| Resultados             | Resultados             | Resultados             | Resultados             | Resultados             | Resultados             |
| Local                  | Resultado              | Visitante              | Local                  | Resultado              | Visitante              |
| ---------------------- | ---------------------- | ---------------------- | ---------------------- | ---------------------- | ---------------------- |
| Fecha 1                | Fecha 1                | Fecha 1                | Fecha 2                | Fecha 2                | Fecha 2                |
| América (GJdSM)        | 2 - 2                  | Falucho                | San Carlos (LE)        | 0 - 0                  | América (GJdSM)        |
| Libre: San Carlos (LE) | Libre: San Carlos (LE) | Libre: San Carlos (LE) | Libre: Falucho         | Libre: Falucho         | Libre: Falucho         |
| Fecha 3                | Fecha 3                | Fecha 3                | Fecha 4                | Fecha 4                | Fecha 4                |
| Falucho                | 2 - 1                  | San Carlos (LE)        | Falucho                | 1 - 2                  | América (GJdSM)        |
| Libre: América (GJdSM) | Libre: América (GJdSM) | Libre: América (GJdSM) | Libre: San Carlos (LE) | Libre: San Carlos (LE) | Libre: San Carlos (LE) |
| Fecha 5                | Fecha 5                | Fecha 5                | Fecha 6                | Fecha 6                | Fecha 6                |
| América (GJdSM)        | 1 - 2                  | San Carlos (LE)        | San Carlos (LE)        | 3 - 0                  | Falucho                |
| Libre: Falucho         | Libre: Falucho         | Libre: Falucho         | Libre: América (GJdSM) | Libre: América (GJdSM) | Libre: América (GJdSM) |

Zona 54
| Equipo       | Pts | PJ | PG | PE | PP | GF | GC | Dif |
| ------------ | --- | -- | -- | -- | -- | -- | -- | --- |
| Villa Alvear | 10  | 4  | 3  | 1  | 0  | 7  | 2  | 5   |
| Don Orione   | 4   | 4  | 1  | 1  | 2  | 5  | 7  | -2  |
| Sameep       | 2   | 4  | 0  | 2  | 2  | 4  | 7  | -3  |

|  | Clasificado a la Etapa final. |

| Resultados          | Resultados          | Resultados          | Resultados          | Resultados          | Resultados          |
| Local               | Resultado           | Visitante           | Local               | Resultado           | Visitante           |
| ------------------- | ------------------- | ------------------- | ------------------- | ------------------- | ------------------- |
| Fecha 1             | Fecha 1             | Fecha 1             | Fecha 2             | Fecha 2             | Fecha 2             |
| Villa Alvear        | 3 - 1               | Don Orione          | Sameep              | 0 - 0               | Villa Alvear        |
| Libre: Sameep       | Libre: Sameep       | Libre: Sameep       | Libre: Don Orione   | Libre: Don Orione   | Libre: Don Orione   |
| Fecha 3             | Fecha 3             | Fecha 3             | Fecha 4             | Fecha 4             | Fecha 4             |
| Don Orione          | 0 - 0               | Sameep              | Don Orione          | 0 - 1               | Villa Alvear        |
| Libre: Villa Alvear | Libre: Villa Alvear | Libre: Villa Alvear | Libre: Sameep       | Libre: Sameep       | Libre: Sameep       |
| Fecha 5             | Fecha 5             | Fecha 5             | Fecha 6             | Fecha 6             | Fecha 6             |
| Villa Alvear        | 3 - 1               | Sameep              | Sameep              | 3 - 4               | Don Orione          |
| Libre: Don Orione   | Libre: Don Orione   | Libre: Don Orione   | Libre: Villa Alvear | Libre: Villa Alvear | Libre: Villa Alvear |

Zona 55
| Equipo                  | Pts | PJ | PG | PE | PP | GF | GC | Dif |
| ----------------------- | --- | -- | -- | -- | -- | -- | -- | --- |
| Deportivo Mandiyú       | 5   | 4  | 1  | 2  | 1  | 4  | 2  | 2   |
| Juventud (Puerto Tirol) | 5   | 4  | 1  | 2  | 1  | 4  | 4  | 0   |
| Quilmes (Corrientes)    | 5   | 4  | 1  | 2  | 1  | 3  | 5  | -2  |

|  | Clasificado a la Etapa final. |

| Resultados               | Resultados               | Resultados               | Resultados               | Resultados               | Resultados               |
| Local                    | Resultado                | Visitante                | Local                    | Resultado                | Visitante                |
| ------------------------ | ------------------------ | ------------------------ | ------------------------ | ------------------------ | ------------------------ |
| Fecha 1                  | Fecha 1                  | Fecha 1                  | Fecha 2                  | Fecha 2                  | Fecha 2                  |
| Quilmes (C)              | 0 - 0                    | Deportivo Mandiyú        | Juventud (PT)            | 1 - 2                    | Quilmes (C)              |
| Libre: Juventud (PT)     | Libre: Juventud (PT)     | Libre: Juventud (PT)     | Libre: Deportivo Mandiyú | Libre: Deportivo Mandiyú | Libre: Deportivo Mandiyú |
| Fecha 3                  | Fecha 3                  | Fecha 3                  | Fecha 4                  | Fecha 4                  | Fecha 4                  |
| Deportivo Mandiyú        | 1 - 2                    | Juventud (PT)            | Deportivo Mandiyú        | 3 - 0                    | Quilmes (C)              |
| Libre: Quilmes (C)       | Libre: Quilmes (C)       | Libre: Quilmes (C)       | Libre: Juventud (PT)     | Libre: Juventud (PT)     | Libre: Juventud (PT)     |
| Fecha 5                  | Fecha 5                  | Fecha 5                  | Fecha 6                  | Fecha 6                  | Fecha 6                  |
| Quilmes (C)              | 1 - 1                    | Juventud (PT)            | Juventud (PT)            | 0 - 0                    | Deportivo Mandiyú        |
| Libre: Deportivo Mandiyú | Libre: Deportivo Mandiyú | Libre: Deportivo Mandiyú | Libre: Quilmes (C)       | Libre: Quilmes (C)       | Libre: Quilmes (C)       |

Zona 56
| Equipo                | Pts | PJ | PG | PE | PP | GF | GC | Dif |
| --------------------- | --- | -- | -- | -- | -- | -- | -- | --- |
| 8 de Diciembre        | 13  | 6  | 4  | 1  | 1  | 9  | 5  | 4   |
| Inter (Formosa)       | 10  | 6  | 3  | 1  | 2  | 6  | 6  | 0   |
| Defensores de Formosa | 9   | 6  | 3  | 0  | 3  | 9  | 5  | 4   |
| 1.º de Mayo (Formosa) | 3   | 6  | 1  | 0  | 5  | 5  | 13 | -8  |

|  | Clasificado a la Etapa final. |

| Resultados     | Resultados | Resultados            | Resultados            | Resultados | Resultados      |
| Local          | Resultado  | Visitante             | Local                 | Resultado  | Visitante       |
| -------------- | ---------- | --------------------- | --------------------- | ---------- | --------------- |
| Fecha 1        | Fecha 1    | Fecha 1               | Fecha 2               | Fecha 2    | Fecha 2         |
| 8 de Diciembre | 1 - 0      | Defensores de Formosa | 1º de Mayo (F)        | 1 - 3      | 8 de Diciembre  |
| Inter (F)      | 2 - 0      | 1º de Mayo (F)        | Defensores de Formosa | 4 - 0      | Inter (F)       |
| Fecha 3        | Fecha 3    | Fecha 3               | Fecha 4               | Fecha 4    | Fecha 4         |
| 8 de Diciembre | 1 - 0      | Inter (F)             | Defensores de Formosa | 3 - 1      | 8 de Diciembre  |
| 1º de Mayo (F) | 2 - 1      | Defensores de Formosa | 1º de Mayo (F)        | 1 - 3      | Inter (F)       |
| Fecha 5        | Fecha 5    | Fecha 5               | Fecha 6               | Fecha 6    | Fecha 6         |
| 8 de Diciembre | 3 - 1      | 1º de Mayo (F)        | Inter (F)             | 0 - 0      | 8 de Diciembre  |
| Inter (F)      | 1 - 0      | Defensores de Formosa | Defensores de Formosa | 1 - 0      | 1.º de Mayo (F) |

Zona 57
| Equipo                          | Pts | PJ | PG | PE | PP | GF | GC | Dif |
| ------------------------------- | --- | -- | -- | -- | -- | -- | -- | --- |
| Atlético Laguna Blanca          | 10  | 6  | 3  | 1  | 2  | 15 | 13 | 2   |
| Argentinos del Norte (Clorinda) | 8   | 6  | 2  | 2  | 2  | 12 | 12 | 0   |
| Juventud (Clorinda)             | 8   | 6  | 2  | 2  | 2  | 15 | 13 | 2   |
| 29 de Septiembre                | 7   | 6  | 2  | 1  | 3  | 11 | 15 | -4  |

|  | Clasificado a la Etapa final. |

| Resultados               | Resultados | Resultados               | Resultados               | Resultados | Resultados               |
| Local                    | Resultado  | Visitante                | Local                    | Resultado  | Visitante                |
| ------------------------ | ---------- | ------------------------ | ------------------------ | ---------- | ------------------------ |
| Fecha 1                  | Fecha 1    | Fecha 1                  | Fecha 2                  | Fecha 2    | Fecha 2                  |
| Atlético Laguna Blanca   | 1 - 3      | 29 de Septiembre         | Juventud (C)             | 1 - 1      | Atlético Laguna Blanca   |
| Argentinos del Norte (C) | 2 - 2      | Juventud (C)             | 29 de Septiembre         | 1 - 1      | Argentinos del Norte (C) |
| Fecha 3                  | Fecha 3    | Fecha 3                  | Fecha 4                  | Fecha 4    | Fecha 4                  |
| Atlético Laguna Blanca   | 3 - 1      | Argentinos del Norte (C) | 29 de Septiembre         | 1 - 3      | Atlético Laguna Blanca   |
| Juventud (C)             | 2 - 0      | 29 de Septiembre         | Juventud (C)             | 1 - 2      | Argentinos del Norte (C) |
| Fecha 5                  | Fecha 5    | Fecha 5                  | Fecha 6                  | Fecha 6    | Fecha 6                  |
| Atlético Laguna Blanca   | 5 - 3      | Juventud (C)             | Argentinos del Norte (C) | 4 - 2      | Atlético Laguna Blanca   |
| Argentinos del Norte (C) | 2 - 3      | 29 de Septiembre         | 29 de Septiembre         | 3 - 6      | Juventud (C)             |

Zona 58
| Equipo            | Pts | PJ | PG | PE | PP | GF | GC | Dif |
| ----------------- | --- | -- | -- | -- | -- | -- | -- | --- |
| Unión San Vicente | 7   | 4  | 2  | 1  | 1  | 5  | 3  | 2   |
| Brown (Malagueño) | 6   | 4  | 2  | 0  | 2  | 4  | 4  | 0   |
| Atalaya           | 4   | 4  | 1  | 1  | 2  | 3  | 5  | -2  |

|  | Clasificado a la Etapa final. |

| Resultados               | Resultados               | Resultados               | Resultados               | Resultados               | Resultados               |
| Local                    | Resultado                | Visitante                | Local                    | Resultado                | Visitante                |
| ------------------------ | ------------------------ | ------------------------ | ------------------------ | ------------------------ | ------------------------ |
| Fecha 1                  | Fecha 1                  | Fecha 1                  | Fecha 2                  | Fecha 2                  | Fecha 2                  |
| Brown (M)                | 1 - 0                    | Atalaya                  | Unión San Vicente        | 2 - 1                    | Brown (M)                |
| Libre: Unión San Vicente | Libre: Unión San Vicente | Libre: Unión San Vicente | Libre: Atalaya           | Libre: Atalaya           | Libre: Atalaya           |
| Fecha 3                  | Fecha 3                  | Fecha 3                  | Fecha 4                  | Fecha 4                  | Fecha 4                  |
| Atalaya                  | 1 - 1                    | Unión San Vicente        | Atalaya                  | 2 - 1                    | Brown (M)                |
| Libre: Brown (M)         | Libre: Brown (M)         | Libre: Brown (M)         | Libre: Unión San Vicente | Libre: Unión San Vicente | Libre: Unión San Vicente |
| Fecha 5                  | Fecha 5                  | Fecha 5                  | Fecha 6                  | Fecha 6                  | Fecha 6                  |
| Brown (M)                | 1 - 0                    | Unión San Vicente        | Unión San Vicente        | 2 - 0                    | Atalaya                  |
| Libre: Atalaya           | Libre: Atalaya           | Libre: Atalaya           | Libre: Brown (M)         | Libre: Brown (M)         | Libre: Brown (M)         |

Zona 59
| Equipo                       | Pts | PJ | PG | PE | PP | GF | GC | Dif |
| ---------------------------- | --- | -- | -- | -- | -- | -- | -- | --- |
| Atenas (Río Cuarto)          | 14  | 6  | 4  | 2  | 0  | 10 | 3  | 7   |
| San Martín (Vicuña Mackenna) | 7   | 6  | 2  | 1  | 3  | 8  | 8  | 0   |
| Independiente (Río Tercero)  | 5   | 6  | 1  | 2  | 3  | 5  | 9  | -4  |
| Atlético Ascasubi            | 5   | 6  | 0  | 5  | 1  | 7  | 10 | -3  |

|  | Clasificado a la Etapa final. |

| Resultados        | Resultados | Resultados         | Resultados         | Resultados | Resultados        |
| Local             | Resultado  | Visitante          | Local              | Resultado  | Visitante         |
| ----------------- | ---------- | ------------------ | ------------------ | ---------- | ----------------- |
| Fecha 1           | Fecha 1    | Fecha 1            | Fecha 2            | Fecha 2    | Fecha 2           |
| Atlético Ascasubi | 1 - 1      | Independiente (RT) | San Martín (VM)    | 4 - 1      | Atlético Ascasubi |
| Atenas (RC)       | 1 - 0      | San Martín (VM)    | Independiente (RT) | 0 - 1      | Atenas (RC)       |
| Fecha 3           | Fecha 3    | Fecha 3            | Fecha 4            | Fecha 4    | Fecha 4           |
| Atlético Ascasubi | 2 - 2      | Atenas (RC)        | Independiente (RT) | 1 - 1      | Atlético Ascasubi |
| San Martín (VM)   | 2 - 1      | Independiente (RT) | San Martín (VM)    | 0 - 2      | Atenas (RC)       |
| Fecha 5           | Fecha 5    | Fecha 5            | Fecha 6            | Fecha 6    | Fecha 6           |
| Atlético Ascasubi | 1 - 1      | San Martín (VM)    | Atenas (RC)        | 1 - 1      | Atlético Ascasubi |
| Atenas (RC)       | 3 - 0      | Independiente (RT) | Independiente (RT) | 2 - 1      | San Martín (VM)   |

Zona 60
| Equipo                            | Pts | PJ | PG | PE | PP | GF | GC | Dif |
| --------------------------------- | --- | -- | -- | -- | -- | -- | -- | --- |
| EMFI                              | 9   | 4  | 3  | 0  | 1  | 13 | 9  | 4   |
| Casa Grande                       | 6   | 4  | 2  | 0  | 2  | 5  | 6  | -1  |
| Benjamín Matienzo (Villa de Soto) | 3   | 4  | 1  | 0  | 3  | 7  | 10 | -3  |

|  | Clasificado a la Etapa final. |

| Resultados                     | Resultados                     | Resultados                     | Resultados                     | Resultados                     | Resultados                     |
| Local                          | Resultado                      | Visitante                      | Local                          | Resultado                      | Visitante                      |
| ------------------------------ | ------------------------------ | ------------------------------ | ------------------------------ | ------------------------------ | ------------------------------ |
| Fecha 1                        | Fecha 1                        | Fecha 1                        | Fecha 2                        | Fecha 2                        | Fecha 2                        |
| Casa Grande                    | 0 - 2                          | EMFI                           | Benjamín Matienzo (VdS)        | 0 - 1                          | Casa Grande                    |
| Libre: Benjamín Matienzo (VdS) | Libre: Benjamín Matienzo (VdS) | Libre: Benjamín Matienzo (VdS) | Libre: EMFI                    | Libre: EMFI                    | Libre: EMFI                    |
| Fecha 3                        | Fecha 3                        | Fecha 3                        | Fecha 4                        | Fecha 4                        | Fecha 4                        |
| EMFI                           | 4 - 3                          | Benjamín Matienzo (VdS)        | EMFI                           | 4 - 2                          | Casa Grande                    |
| Libre: Casa Grande             | Libre: Casa Grande             | Libre: Casa Grande             | Libre: Benjamín Matienzo (VdS) | Libre: Benjamín Matienzo (VdS) | Libre: Benjamín Matienzo (VdS) |
| Fecha 5                        | Fecha 5                        | Fecha 5                        | Fecha 6                        | Fecha 6                        | Fecha 6                        |
| Casa Grande                    | 2 - 0                          | Benjamín Matienzo (VdS)        | Benjamín Matienzo (VdS)        | 4 - 3                          | EMFI                           |
| Libre: EMFI                    | Libre: EMFI                    | Libre: EMFI                    | Libre: Casa Grande             | Libre: Casa Grande             | Libre: Casa Grande             |

### Zonas 61 a 70
Zona 61
| Equipo                    | Pts | PJ | PG | PE | PP | GF | GC | Dif |
| ------------------------- | --- | -- | -- | -- | -- | -- | -- | --- |
| Colón (Colonia Caroya)    | 10  | 4  | 3  | 1  | 0  | 6  | 1  | 5   |
| General Paz Juniors       | 7   | 4  | 2  | 1  | 1  | 7  | 4  | 3   |
| Sportivo Colonia Tirolesa | 0   | 4  | 0  | 0  | 4  | 1  | 9  | -8  |

|  | Clasificado a la Etapa final. |

| Resultados                       | Resultados                       | Resultados                       | Resultados                       | Resultados                       | Resultados                       |
| Local                            | Resultado                        | Visitante                        | Local                            | Resultado                        | Visitante                        |
| -------------------------------- | -------------------------------- | -------------------------------- | -------------------------------- | -------------------------------- | -------------------------------- |
| Fecha 1                          | Fecha 1                          | Fecha 1                          | Fecha 2                          | Fecha 2                          | Fecha 2                          |
| Colón (CC)                       | 1 - 0                            | Sportivo Colonia Tirolesa        | General Paz Juniors              | 1- 1                             | Colón (CC)                       |
| Libre: General Paz Juniors       | Libre: General Paz Juniors       | Libre: General Paz Juniors       | Libre: Sportivo Colonia Tirolesa | Libre: Sportivo Colonia Tirolesa | Libre: Sportivo Colonia Tirolesa |
| Fecha 3                          | Fecha 3                          | Fecha 3                          | Fecha 4                          | Fecha 4                          | Fecha 4                          |
| Sportivo Colonia Tirolesa        | 1 - 3                            | General Paz Juniors              | Sportivo Colonia Tirolesa        | 0 - 2                            | Colón (CC)                       |
| Libre: Colón (CC)                | Libre: Colón (CC)                | Libre: Colón (CC)                | Libre: General Paz Juniors       | Libre: General Paz Juniors       | Libre: General Paz Juniors       |
| Fecha 5                          | Fecha 5                          | Fecha 5                          | Fecha 6                          | Fecha 6                          | Fecha 6                          |
| Colón (CC)                       | 2 - 0                            | General Paz Juniors              | General Paz Juniors              | 3 - 0                            | Sportivo Colonia Tirolesa        |
| Libre: Sportivo Colonia Tirolesa | Libre: Sportivo Colonia Tirolesa | Libre: Sportivo Colonia Tirolesa | Libre: Colón (CC)                | Libre: Colón (CC)                | Libre: Colón (CC)                |

Zona 62
| Equipo                      | Pts | PJ | PG | PE | PP | GF | GC | Dif |
| --------------------------- | --- | -- | -- | -- | -- | -- | -- | --- |
| Dr. Lautaro Roncedo         | 7   | 4  | 2  | 1  | 1  | 6  | 4  | 2   |
| Juventud Unida (Río Cuarto) | 7   | 4  | 2  | 1  | 1  | 8  | 7  | 1   |
| 9 de Julio (Río Tercero)    | 2   | 4  | 0  | 2  | 2  | 3  | 6  | -3  |

|  | Clasificado a la Etapa final. |

| Resultados                 | Resultados                 | Resultados                 | Resultados                 | Resultados                 | Resultados                 |
| Local                      | Resultado                  | Visitante                  | Local                      | Resultado                  | Visitante                  |
| -------------------------- | -------------------------- | -------------------------- | -------------------------- | -------------------------- | -------------------------- |
| Fecha 1                    | Fecha 1                    | Fecha 1                    | Fecha 2                    | Fecha 2                    | Fecha 2                    |
| Dr. Lautaro Roncedo        | 1 - 2                      | Juventud Unida (RC)        | 9 de Julio (RT)            | 0 - 0                      | Dr. Lautaro Roncedo        |
| Libre: 9 de Julio (RT)     | Libre: 9 de Julio (RT)     | Libre: 9 de Julio (RT)     | Libre: Juventud Unida (RC) | Libre: Juventud Unida (RC) | Libre: Juventud Unida (RC) |
| Fecha 3                    | Fecha 3                    | Fecha 3                    | Fecha 4                    | Fecha 4                    | Fecha 4                    |
| Juventud Unida (RC)        | 3 - 2                      | 9 de Julio (RT)            | Juventud Unida (RC)        | 2 - 3                      | Dr. Lautaro Roncedo        |
| Libre: Dr. Lautaro Roncedo | Libre: Dr. Lautaro Roncedo | Libre: Dr. Lautaro Roncedo | Libre: 9 de Julio (RT)     | Libre: 9 de Julio (RT)     | Libre: 9 de Julio (RT)     |
| Fecha 5                    | Fecha 5                    | Fecha 5                    | Fecha 6                    | Fecha 6                    | Fecha 6                    |
| Dr. Lautaro Roncedo        | 2 - 0                      | 9 de Julio (RT)            | 9 de Julio (RT)            | 1 - 1                      | Juventud Unida (RC)        |
| Libre: Juventud Unida (RC) | Libre: Juventud Unida (RC) | Libre: Juventud Unida (RC) | Libre: Dr. Lautaro Roncedo | Libre: Dr. Lautaro Roncedo | Libre: Dr. Lautaro Roncedo |

Zona 63
| Equipo                        | Pts | PJ | PG | PE | PP | GF | GC | Dif |
| ----------------------------- | --- | -- | -- | -- | -- | -- | -- | --- |
| Sporting Victoria (San Luis)  | 12  | 6  | 4  | 0  | 2  | 12 | 7  | 5   |
| Casino (Merlo)                | 9   | 6  | 2  | 3  | 1  | 9  | 6  | 3   |
| Deportivo Pringles (San Luis) | 9   | 6  | 2  | 3  | 1  | 5  | 6  | -1  |
| San Martín (Merlo)            | 2   | 6  | 0  | 2  | 4  | 6  | 13 | -7  |

|  | Clasificado a la Etapa final. |

| Resultados              | Resultados | Resultados              | Resultados              | Resultados | Resultados              |
| Local                   | Resultado  | Visitante               | Local                   | Resultado  | Visitante               |
| ----------------------- | ---------- | ----------------------- | ----------------------- | ---------- | ----------------------- |
| Fecha 1                 | Fecha 1    | Fecha 1                 | Fecha 2                 | Fecha 2    | Fecha 2                 |
| San Martín (M)          | 1 - 1      | Casino (M)              | Sp. Victoria (San Luis) | 3 - 0      | San Martín (M)          |
| Deportivo Pringles (SL) | 1 - 0      | Sp. Victoria (San Luis) | Casino (M)              | 0 - 0      | Deportivo Pringles (SL) |
| Fecha 3                 | Fecha 3    | Fecha 3                 | Fecha 4                 | Fecha 4    | Fecha 4                 |
| San Martín (M)          | 0 - 0      | Deportivo Pringles (SL) | Casino (M)              | 3 - 2      | San Martín (M)          |
| Sp. Victoria (San Luis) | 2 - 1      | Casino (M)              | Sp. Victoria (San Luis) | 4 - 0      | Deportivo Pringles (SL) |
| Fecha 5                 | Fecha 5    | Fecha 5                 | Fecha 6                 | Fecha 6    | Fecha 6                 |
| San Martín (M)          | 1 - 2      | Sp. Victoria (San Luis) | Deportivo Pringles (SL) | 4 - 2      | San Martín (M)          |
| Deportivo Pringles (SL) | 0 - 0      | Casino (M)              | Casino (M)              | 4 - 1      | Sp. Victoria (San Luis) |

Zona 64
| Equipo                      | Pts | PJ | PG | PE | PP | GF | GC | Dif |
| --------------------------- | --- | -- | -- | -- | -- | -- | -- | --- |
| Alianza (Villa Mercedes)    | 8   | 4  | 2  | 2  | 0  | 10 | 6  | 4   |
| Aviador Origone             | 6   | 4  | 2  | 0  | 2  | 4  | 6  | -2  |
| Colegiales (Villa Mercedes) | 2   | 4  | 0  | 2  | 2  | 6  | 8  | -2  |

|  | Clasificado a la Etapa final. |

| Resultados             | Resultados             | Resultados             | Resultados             | Resultados             | Resultados             |
| Local                  | Resultado              | Visitante              | Local                  | Resultado              | Visitante              |
| ---------------------- | ---------------------- | ---------------------- | ---------------------- | ---------------------- | ---------------------- |
| Fecha 1                | Fecha 1                | Fecha 1                | Fecha 2                | Fecha 2                | Fecha 2                |
| Colegiales (VM)        | 2 - 2                  | Alianza (VM)           | Aviador Origone        | 1 - 0                  | Colegiales (VM)        |
| Libre: Aviador Origone | Libre: Aviador Origone | Libre: Aviador Origone | Libre: Alianza (VM)    | Libre: Alianza (VM)    | Libre: Alianza (VM)    |
| Fecha 3                | Fecha 3                | Fecha 3                | Fecha 4                | Fecha 4                | Fecha 4                |
| Alianza (VM)           | 3 - 1                  | Aviador Origone        | Alianza (VM)           | 3 - 3                  | Colegiales (VM)        |
| Libre: Colegiales (VM) | Libre: Colegiales (VM) | Libre: Colegiales (VM) | Libre: Aviador Origone | Libre: Aviador Origone | Libre: Aviador Origone |
| Fecha 5                | Fecha 5                | Fecha 5                | Fecha 6                | Fecha 6                | Fecha 6                |
| Colegiales (VM)        | 1 - 2                  | Aviador Origone        | Aviador Origone        | 0 - 2                  | Alianza (VM)           |
| Libre: Alianza (VM)    | Libre: Alianza (VM)    | Libre: Alianza (VM)    | Libre: Colegiales (VM) | Libre: Colegiales (VM) | Libre: Colegiales (VM) |

Zona 65
| Equipo                        | Pts | PJ | PG | PE | PP | GF | GC | Dif |
| ----------------------------- | --- | -- | -- | -- | -- | -- | -- | --- |
| Juventud Pueyrredón           | 7   | 4  | 2  | 1  | 1  | 9  | 6  | 3   |
| Jorge Newbery (Venado Tuerto) | 7   | 4  | 2  | 1  | 1  | 8  | 8  | 0   |
| Riberas del Paraná            | 3   | 4  | 1  | 0  | 3  | 8  | 11 | -3  |

|  | Clasificado a la Etapa final. |

| Resultados                 | Resultados                 | Resultados                 | Resultados                 | Resultados                 | Resultados                 |
| Local                      | Resultado                  | Visitante                  | Local                      | Resultado                  | Visitante                  |
| -------------------------- | -------------------------- | -------------------------- | -------------------------- | -------------------------- | -------------------------- |
| Fecha 1                    | Fecha 1                    | Fecha 1                    | Fecha 2                    | Fecha 2                    | Fecha 2                    |
| Jorge Newbery (VT)         | 1 - 3                      | Juventud Pueyrredón        | Riberas del Paraná         | 1 - 2                      | Jorge Newbery (VT)         |
| Libre: Riberas del Paraná  | Libre: Riberas del Paraná  | Libre: Riberas del Paraná  | Libre: Juventud Pueyrredón | Libre: Juventud Pueyrredón | Libre: Juventud Pueyrredón |
| Fecha 3                    | Fecha 3                    | Fecha 3                    | Fecha 4                    | Fecha 4                    | Fecha 4                    |
| Juventud Pueyrredón        | 1 - 3                      | Riberas del Paraná         | Juventud Pueyrredón        | 1 - 1                      | Jorge Newbery (VT)         |
| Libre: Jorge Newbery (VT)  | Libre: Jorge Newbery (VT)  | Libre: Jorge Newbery (VT)  | Libre: Riberas del Paraná  | Libre: Riberas del Paraná  | Libre: Riberas del Paraná  |
| Fecha 5                    | Fecha 5                    | Fecha 5                    | Fecha 6                    | Fecha 6                    | Fecha 6                    |
| Jorge Newbery (VT)         | 4 - 3                      | Riberas del Paraná         | Riberas del Paraná         | 1 - 4                      | Juventud Pueyrredón        |
| Libre: Juventud Pueyrredón | Libre: Juventud Pueyrredón | Libre: Juventud Pueyrredón | Libre: Jorge Newbery (VT)  | Libre: Jorge Newbery (VT)  | Libre: Jorge Newbery (VT)  |

Zona 66
| Equipo                 | Pts | PJ | PG | PE | PP | GF | GC | Dif |
| ---------------------- | --- | -- | -- | -- | -- | -- | -- | --- |
| ADIUR                  | 12  | 6  | 3  | 3  | 0  | 20 | 8  | 12  |
| Náutico El Quillá      | 10  | 6  | 2  | 4  | 0  | 10 | 7  | 3   |
| Unión Agrarios Cerrito | 4   | 6  | 0  | 4  | 2  | 3  | 8  | -5  |
| Atlético María Grande  | 3   | 6  | 0  | 3  | 3  | 6  | 16 | -10 |

|  | Clasificado a la Etapa final. |

| Resultados            | Resultados | Resultados             | Resultados             | Resultados | Resultados            |
| Local                 | Resultado  | Visitante              | Local                  | Resultado  | Visitante             |
| --------------------- | ---------- | ---------------------- | ---------------------- | ---------- | --------------------- |
| Fecha 1               | Fecha 1    | Fecha 1                | Fecha 2                | Fecha 2    | Fecha 2               |
| Atlético María Grande | 1 - 1      | Unión Agrarios Cerrito | Náutico El Quillá      | 1 - 0      | Atlético María Grande |
| ADIUR                 | 2 - 2      | Náutico El Quillá      | Unión Agrarios Cerrito | 1 - 1      | ADIUR                 |
| Fecha 3               | Fecha 3    | Fecha 3                | Fecha 4                | Fecha 4    | Fecha 4               |
| Atlético María Grande | 2 - 3      | ADIUR                  | Unión Agrarios Cerrito | 0 - 0      | Atlético María Grande |
| Náutico El Quillá     | 1 - 1      | Unión Agrarios Cerrito | Náutico El Quillá      | 2 - 2      | ADIUR                 |
| Fecha 5               | Fecha 5    | Fecha 5                | Fecha 6                | Fecha 6    | Fecha 6               |
| Atlético María Grande | 2 - 2      | Náutico El Quillá      | ADIUR                  | 9 - 1      | Atlético María Grande |
| ADIUR                 | 3 - 0      | Unión Agrarios Cerrito | Unión Agrarios Cerrito | 0 - 2      | Náutico El Quillá     |

Zona 67
| Equipo                  | Pts | PJ | PG | PE | PP | GF | GC | Dif |
| ----------------------- | --- | -- | -- | -- | -- | -- | -- | --- |
| Argentino (Franck)      | 12  | 6  | 3  | 3  | 0  | 11 | 2  | 9   |
| Colón (San Justo)       | 9   | 6  | 2  | 3  | 1  | 8  | 4  | 4   |
| Sanjustino              | 8   | 6  | 2  | 2  | 2  | 2  | 6  | -4  |
| San Lorenzo (Esperanza) | 3   | 6  | 1  | 0  | 5  | 4  | 13 | -9  |

|  | Clasificado a la Etapa final. |

| Resultados      | Resultados | Resultados      | Resultados      | Resultados | Resultados      |
| Local           | Resultado  | Visitante       | Local           | Resultado  | Visitante       |
| --------------- | ---------- | --------------- | --------------- | ---------- | --------------- |
| Fecha 1         | Fecha 1    | Fecha 1         | Fecha 2         | Fecha 2    | Fecha 2         |
| Colón (SJ)      | 2 - 0      | Sanjustino      | San Lorenzo (E) | 2 - 1      | Colón (SJ)      |
| Argentino (F)   | 4 - 0      | San Lorenzo (E) | Sanjustino      | 0 - 0      | Argentino (F)   |
| Fecha 3         | Fecha 3    | Fecha 3         | Fecha 4         | Fecha 4    | Fecha 4         |
| Colón (SJ)      | 1 - 1      | Argentino (F)   | Sanjustino      | 0 - 0      | Colón (SJ)      |
| San Lorenzo (E) | 0 - 1      | Sanjustino      | San Lorenzo (E) | 1 - 2      | Argentino (F)   |
| Fecha 5         | Fecha 5    | Fecha 5         | Fecha 6         | Fecha 6    | Fecha 6         |
| Colón (SJ)      | 4 - 1      | San Lorenzo (E) | Argentino (F)   | 0 - 0      | Colón (SJ)      |
| Argentino (F)   | 4 - 0      | Sanjustino      | Sanjustino      | 1 - 0      | San Lorenzo (E) |

Zona 68
| Equipo             | Pts | PJ | PG | PE | PP | GF | GC | Dif |
| ------------------ | --- | -- | -- | -- | -- | -- | -- | --- |
| Deportivo Victoria | 12  | 4  | 4  | 0  | 0  | 8  | 3  | 5   |
| Garuhapé           | 6   | 4  | 2  | 0  | 2  | 12 | 9  | 3   |
| Alem (Misiones)    | 0   | 4  | 0  | 0  | 4  | 6  | 14 | -8  |

|  | Clasificado a la Etapa final. |

| Resultados                | Resultados                | Resultados                | Resultados                | Resultados                | Resultados                |
| Local                     | Resultado                 | Visitante                 | Local                     | Resultado                 | Visitante                 |
| ------------------------- | ------------------------- | ------------------------- | ------------------------- | ------------------------- | ------------------------- |
| Fecha 1                   | Fecha 1                   | Fecha 1                   | Fecha 2                   | Fecha 2                   | Fecha 2                   |
| Alem (M)                  | 2 - 4                     | Garuhapé                  | Deportivo Victoria        | 3 - 1                     | Alem (M)                  |
| Libre: Deportivo Victoria | Libre: Deportivo Victoria | Libre: Deportivo Victoria | Libre: Garuhapé           | Libre: Garuhapé           | Libre: Garuhapé           |
| Fecha 3                   | Fecha 3                   | Fecha 3                   | Fecha 4                   | Fecha 4                   | Fecha 4                   |
| Garuhapé                  | 1 - 2                     | Deportivo Victoria        | Garuhapé                  | 6 - 3                     | Alem (M)                  |
| Libre: Alem (M)           | Libre: Alem (M)           | Libre: Alem (M)           | Libre: Deportivo Victoria | Libre: Deportivo Victoria | Libre: Deportivo Victoria |
| Fecha 5                   | Fecha 5                   | Fecha 5                   | Fecha 6                   | Fecha 6                   | Fecha 6                   |
| Alem (M)                  | 0 - 1                     | Deportivo Victoria        | Deportivo Victoria        | 2 - 1                     | Garuhapé                  |
| Libre: Garuhapé           | Libre: Garuhapé           | Libre: Garuhapé           | Libre: Alem (M)           | Libre: Alem (M)           | Libre: Alem (M)           |

Zona 69
| Equipo                    | Pts | PJ | PG | PE | PP | GF | GC | Dif |
| ------------------------- | --- | -- | -- | -- | -- | -- | -- | --- |
| Bartolomé Mitre (Posadas) | 10  | 4  | 3  | 1  | 0  | 10 | 5  | 5   |
| Oberá                     | 7   | 4  | 3  | 1  | 0  | 10 | 6  | 4   |
| 25 de Mayo (Puerto Rico)  | 0   | 4  | 0  | 0  | 4  | 4  | 13 | -9  |

|  | Clasificado a la Etapa final. |

| Resultados                 | Resultados                 | Resultados                 | Resultados                 | Resultados                 | Resultados                 |
| Local                      | Resultado                  | Visitante                  | Local                      | Resultado                  | Visitante                  |
| -------------------------- | -------------------------- | -------------------------- | -------------------------- | -------------------------- | -------------------------- |
| Fecha 1                    | Fecha 1                    | Fecha 1                    | Fecha 2                    | Fecha 2                    | Fecha 2                    |
| 25 de Mayo (PR)            | 1 - 2                      | Oberá                      | Bartolomé Mitre (P)        | 2 - 0                      | 25 de Mayo (PR)            |
| Libre: Bartolomé Mitre (P) | Libre: Bartolomé Mitre (P) | Libre: Bartolomé Mitre (P) | Libre: Oberá               | Libre: Oberá               | Libre: Oberá               |
| Fecha 3                    | Fecha 3                    | Fecha 3                    | Fecha 4                    | Fecha 4                    | Fecha 4                    |
| Oberá                      | 1 - 2                      | Bartolomé Mitre (P)        | Oberá                      | 5 - 1                      | 25 de Mayo (PR)            |
| Libre: 25 de Mayo (PR)     | Libre: 25 de Mayo (PR)     | Libre: 25 de Mayo (PR)     | Libre: Bartolomé Mitre (P) | Libre: Bartolomé Mitre (P) | Libre: Bartolomé Mitre (P) |
| Fecha 5                    | Fecha 5                    | Fecha 5                    | Fecha 6                    | Fecha 6                    | Fecha 6                    |
| 25 de Mayo (PR)            | 2 - 4                      | Bartolomé Mitre (P)        | Bartolomé Mitre (P)        | 2 - 2                      | Oberá                      |
| Libre: Oberá               | Libre: Oberá               | Libre: Oberá               | Libre: 25 de Mayo (PR)     | Libre: 25 de Mayo (PR)     | Libre: 25 de Mayo (PR)     |

Zona 70
| Equipo                             | Pts | PJ | PG | PE | PP | GF | GC | Dif |
| ---------------------------------- | --- | -- | -- | -- | -- | -- | -- | --- |
| El Brete                           | 10  | 4  | 3  | 1  | 0  | 8  | 2  | 6   |
| Deportivo Madariaga                | 7   | 4  | 2  | 1  | 1  | 6  | 1  | 5   |
| Luz y Fuerza (Gobernador Virasoro) | 0   | 4  | 0  | 0  | 4  | 2  | 13 | -11 |

|  | Clasificado a la Etapa final. |

| Resultados                 | Resultados                 | Resultados                 | Resultados                 | Resultados                 | Resultados                 |
| Local                      | Resultado                  | Visitante                  | Local                      | Resultado                  | Visitante                  |
| -------------------------- | -------------------------- | -------------------------- | -------------------------- | -------------------------- | -------------------------- |
| Fecha 1                    | Fecha 1                    | Fecha 1                    | Fecha 2                    | Fecha 2                    | Fecha 2                    |
| El Brete                   | 0 - 0                      | Deportivo Madariaga        | Luz y Fuerza (GV)          | 1 - 2                      | El Brete                   |
| Libre: Luz y Fuerza (GV)   | Libre: Luz y Fuerza (GV)   | Libre: Luz y Fuerza (GV)   | Libre: Deportivo Madariaga | Libre: Deportivo Madariaga | Libre: Deportivo Madariaga |
| Fecha 3                    | Fecha 3                    | Fecha 3                    | Fecha 4                    | Fecha 4                    | Fecha 4                    |
| Deportivo Madariaga        | 1 - 0                      | Luz y Fuerza (GV)          | Deportivo Madariaga        | 0 - 1                      | El Brete                   |
| Libre: El Brete            | Libre: El Brete            | Libre: El Brete            | Libre: Luz y Fuerza (GV)   | Libre: Luz y Fuerza (GV)   | Libre: Luz y Fuerza (GV)   |
| Fecha 5                    | Fecha 5                    | Fecha 5                    | Fecha 6                    | Fecha 6                    | Fecha 6                    |
| El Brete                   | 5 - 1                      | Luz y Fuerza (GV)          | Luz y Fuerza (GV)          | 0 - 5                      | Deportivo Madariaga        |
| Libre: Deportivo Madariaga | Libre: Deportivo Madariaga | Libre: Deportivo Madariaga | Libre: El Brete            | Libre: El Brete            | Libre: El Brete            |

### Zonas 71 a 74
Zona 71
| Equipo                 | Pts | PJ | PG | PE | PP | GF | GC | Dif |
| ---------------------- | --- | -- | -- | -- | -- | -- | -- | --- |
| Universitario (Paraná) | 11  | 6  | 3  | 2  | 1  | 11 | 6  | 5   |
| Ciclón del Sur         | 10  | 6  | 3  | 1  | 2  | 8  | 3  | 5   |
| Unión de Crespo        | 10  | 6  | 3  | 1  | 2  | 10 | 10 | 0   |
| Atlético Diamantino    | 2   | 6  | 0  | 2  | 4  | 4  | 14 | -10 |

|  | Clasificado a la Etapa final. |

| Resultados          | Resultados | Resultados        | Resultados        | Resultados | Resultados          |
| Local               | Resultado  | Visitante         | Local             | Resultado  | Visitante           |
| ------------------- | ---------- | ----------------- | ----------------- | ---------- | ------------------- |
| Fecha 1             | Fecha 1    | Fecha 1           | Fecha 2           | Fecha 2    | Fecha 2             |
| Atlético Diamantino | 0 - 0      | Ciclón del Sur    | Unión (C)         | 2 - 1      | Atlético Diamantino |
| Universitario (P)   | 1 - 1      | Unión (C)         | Ciclón del Sur    | 1 - 0      | Universitario (P)   |
| Fecha 3             | Fecha 3    | Fecha 3           | Fecha 4           | Fecha 4    | Fecha 4             |
| Atlético Diamantino | 2 - 2      | Universitario (P) | Ciclón del Sur    | 3 - 0      | Atlético Diamantino |
| Unión (C)           | 1 - 0      | Ciclón del Sur    | Unión (C)         | 2 - 3      | Universitario (P)   |
| Fecha 5             | Fecha 5    | Fecha 5           | Fecha 6           | Fecha 6    | Fecha 6             |
| Atlético Diamantino | 1 - 4      | Unión (C)         | Universitario (P) | 3 - 0      | Atlético Diamantino |
| Universitario (P)   | 2 - 0      | Ciclón del Sur    | Ciclón del Sur    | 4 - 0      | Unión (C)           |

Zona 72
| Equipo                     | Pts | PJ | PG | PE | PP | GF | GC | Dif |
| -------------------------- | --- | -- | -- | -- | -- | -- | -- | --- |
| Salto Grande (Concordia)   | 11  | 6  | 3  | 2  | 1  | 9  | 8  | 1   |
| Santa María de Oro         | 11  | 6  | 3  | 2  | 1  | 8  | 5  | 3   |
| Comunicaciones (Concordia) | 6   | 6  | 1  | 3  | 2  | 10 | 10 | 0   |
| Estudiantes (Federación)   | 4   | 6  | 1  | 1  | 4  | 10 | 14 | -4  |

|  | Clasificado a la Etapa final. |

| Resultados         | Resultados | Resultados         | Resultados         | Resultados | Resultados         |
| Local              | Resultado  | Visitante          | Local              | Resultado  | Visitante          |
| ------------------ | ---------- | ------------------ | ------------------ | ---------- | ------------------ |
| Fecha 1            | Fecha 1    | Fecha 1            | Fecha 2            | Fecha 2    | Fecha 2            |
| Salto Grande (C)   | 0 - 3      | Comunicaciones (C) | Santa María de Oro | 0 - 1      | Salto Grande (C)   |
| Estudiantes (F)    | 1 - 3      | Santa María de Oro | Comunicaciones (C) | 1 - 1      | Estudiantes (F)    |
| Fecha 3            | Fecha 3    | Fecha 3            | Fecha 4            | Fecha 4    | Fecha 4            |
| Salto Grande (C)   | 3 - 2      | Estudiantes (F)    | Comunicaciones (C) | 2 - 2      | Salto Grande (C)   |
| Santa María de Oro | 2 - 1      | Comunicaciones (C) | Santa María de Oro | 2 - 1      | Estudiantes (F)    |
| Fecha 5            | Fecha 5    | Fecha 5            | Fecha 6            | Fecha 6    | Fecha 6            |
| Salto Grande (C)   | 0 - 0      | Santa María de Oro | Estudiantes (F)    | 1 - 3      | Salto Grande (C)   |
| Estudiantes (F)    | 4 - 2      | Comunicaciones (C) | Comunicaciones (C) | 1 - 1      | Santa María de Oro |

Zona 73
| Equipo                     | Pts | PJ | PG | PE | PP | GF | GC | Dif |
| -------------------------- | --- | -- | -- | -- | -- | -- | -- | --- |
| Colegiales (Concordia)     | 10  | 4  | 3  | 1  | 0  | 15 | 3  | 12  |
| Ferrocarril (San Salvador) | 6   | 4  | 2  | 0  | 2  | 5  | 8  | -3  |
| Barrio Sud                 | 1   | 4  | 0  | 1  | 3  | 2  | 11 | -9  |

|  | Clasificado a la Etapa final. |

| Resultados              | Resultados              | Resultados              | Resultados              | Resultados              | Resultados              |
| Local                   | Resultado               | Visitante               | Local                   | Resultado               | Visitante               |
| ----------------------- | ----------------------- | ----------------------- | ----------------------- | ----------------------- | ----------------------- |
| Fecha 1                 | Fecha 1                 | Fecha 1                 | Fecha 2                 | Fecha 2                 | Fecha 2                 |
| Ferrocarril (SS)        | 1 - 0                   | Barrio Sud              | Colegiales (C)          | 4 - 1                   | Ferrocarril (SS)        |
| Libre: Colegiales (C)   | Libre: Colegiales (C)   | Libre: Colegiales (C)   | Libre: Barrio Sud       | Libre: Barrio Sud       | Libre: Barrio Sud       |
| Fecha 3                 | Fecha 3                 | Fecha 3                 | Fecha 4                 | Fecha 4                 | Fecha 4                 |
| Barrio Sud              | 1 - 1                   | Colegiales (C)          | Barrio Sud              | 1 - 2                   | Ferrocarril (SS)        |
| Libre: Ferrocarril (SS) | Libre: Ferrocarril (SS) | Libre: Ferrocarril (SS) | Libre: Colegiales (C)   | Libre: Colegiales (C)   | Libre: Colegiales (C)   |
| Fecha 5                 | Fecha 5                 | Fecha 5                 | Fecha 6                 | Fecha 6                 | Fecha 6                 |
| Ferrocarril (SS)        | 1 - 3                   | Colegiales (C)          | Colegiales (C)          | 7 - 0                   | Barrio Sud              |
| Libre: Barrio Sud       | Libre: Barrio Sud       | Libre: Barrio Sud       | Libre: Ferrocarril (SS) | Libre: Ferrocarril (SS) | Libre: Ferrocarril (SS) |

Zona 74
| Equipo                             | Pts | PJ | PG | PE | PP | GF | GC | Dif |
| ---------------------------------- | --- | -- | -- | -- | -- | -- | -- | --- |
| Rivadavia (Concepción del Uruguay) | 10  | 6  | 3  | 1  | 2  | 11 | 8  | 3   |
| Juventud Urdinarrain               | 9   | 6  | 2  | 3  | 1  | 7  | 7  | 0   |
| Central Larroque                   | 6   | 6  | 1  | 3  | 2  | 6  | 8  | -2  |
| La China                           | 6   | 6  | 1  | 3  | 2  | 7  | 8  | -1  |

|  | Clasificado a la Etapa final. |

| Resultados           | Resultados | Resultados           | Resultados           | Resultados | Resultados           |
| Local                | Resultado  | Visitante            | Local                | Resultado  | Visitante            |
| -------------------- | ---------- | -------------------- | -------------------- | ---------- | -------------------- |
| Fecha 1              | Fecha 1    | Fecha 1              | Fecha 2              | Fecha 2    | Fecha 2              |
| Rivadavia (CdU)      | 2 - 2      | La China             | Juventud Urdinarrain | 1 - 0      | Rivadavia (CdU)      |
| Central Larroque     | 1 - 1      | Juventud Urdinarrain | La China             | 1 - 2      | Central Larroque     |
| Fecha 3              | Fecha 3    | Fecha 3              | Fecha 4              | Fecha 4    | Fecha 4              |
| Rivadavia (CdU)      | 2 - 1      | Central Larroque     | La China             | 3 - 2      | Rivadavia (CdU)      |
| Juventud Urdinarrain | 1 - 0      | La China             | Juventud Urdinarrain | 1 - 1      | Central Larroque     |
| Fecha 5              | Fecha 5    | Fecha 5              | Fecha 6              | Fecha 6    | Fecha 6              |
| Rivadavia (CdU)      | 3 - 1      | Juventud Urdinarrain | Central Larroque     | 0 - 2      | Rivadavia (CdU)      |
| Central Larroque     | 1 - 1      | La China             | La China             | 2 - 2      | Juventud Urdinarrain |

### Tabla de segundos
| Equipo                               | Pts | PJ | PG | PE | PP | GF | GC | Dif | Zona   |
| ------------------------------------ | --- | -- | -- | -- | -- | -- | -- | --- | ------ |
| Atlético Chicoana                    | 9   | 4  | 3  | 0  | 1  | 8  | 7  | 1   | 35     |
| River Plate (Bragado)                | 7   | 4  | 2  | 1  | 1  | 12 | 5  | 7   | 12     |
| Deportivo Madariaga                  | 7   | 4  | 2  | 1  | 1  | 6  | 1  | 5   | 70     |
| Oberá                                | 7   | 4  | 3  | 1  | 0  | 10 | 6  | 4   | 69     |
| Nueva Alianza (La Plata)             | 7   | 4  | 2  | 1  | 1  | 8  | 5  | 3   | 24     |
| General Paz Juniors                  | 7   | 4  | 2  | 1  | 1  | 7  | 4  | 3   | 61     |
| Juventud Unida (Charata)             | 7   | 4  | 2  | 1  | 1  | 6  | 3  | 3   | 51     |
| Juventud Unida (Río Cuarto)          | 7   | 4  | 2  | 1  | 1  | 8  | 7  | 1   | 62     |
| El Zampal                            | 7   | 4  | 2  | 1  | 1  | 6  | 5  | 1   | 46     |
| Villa San Antonio (Salta)            | 7   | 4  | 2  | 1  | 1  | 5  | 4  | 1   | 33     |
| Jorge Newbery (Venado Tuerto)        | 7   | 4  | 2  | 1  | 1  | 8  | 8  | 0   | 65     |
| Defensores de Plaza España           | 6   | 4  | 2  | 0  | 2  | 8  | 4  | 4   | 17     |
| Centenario                           | 6   | 4  | 2  | 0  | 2  | 12 | 9  | 3   | 8      |
| Garuhapé                             | 6   | 4  | 2  | 0  | 2  | 12 | 9  | 3   | 68     |
| Ferro DHO (San Cristóbal)            | 6   | 4  | 2  | 0  | 2  | 5  | 4  | 1   | 32     |
| Sportivo Gardelitos                  | 6   | 4  | 1  | 3  | 0  | 5  | 4  | 1   | 37     |
| Independiente Deportivo Esquel       | 6   | 4  | 2  | 0  | 2  | 6  | 6  | 0   | 5      |
| San Martín (Monte Quemado)           | 6   | 4  | 2  | 0  | 2  | 6  | 6  | 0   | 34     |
| Brown (Malagueño)                    | 6   | 4  | 2  | 0  | 2  | 4  | 4  | 0   | 58     |
| Los Andes (Tudcum)                   | 6   | 4  | 2  | 0  | 2  | 6  | 7  | -1  | 44     |
| Casa Grande                          | 6   | 4  | 2  | 0  | 2  | 5  | 6  | -1  | 60     |
| Atlético de la Educación Fueguina    | 6   | 4  | 2  | 0  | 2  | 8  | 10 | -2  | 1      |
| Aviador Origone                      | 6   | 4  | 2  | 0  | 2  | 4  | 6  | -2  | 64     |
| Ferrocarril (San Salvador)           | 6   | 4  | 2  | 0  | 2  | 5  | 8  | -3  | 73     |
| Unión (Maipú)                        | 6   | 4  | 2  | 0  | 2  | 13 | 17 | -4  | 20     |
| Juventud Cooperativista              | 5   | 4  | 1  | 2  | 1  | 6  | 6  | 0   | 50     |
| América (General José de San Martín) | 5   | 4  | 1  | 2  | 1  | 5  | 5  | 0   | 53     |
| Juventud (Puerto Tirol)              | 5   | 4  | 1  | 2  | 1  | 4  | 4  | 0   | 55     |
| Ñuñorco                              | 5   | 4  | 1  | 2  | 1  | 4  | 4  | 0   | 29     |
| Regatas San Nicolás                  | 5   | 4  | 1  | 2  | 1  | 8  | 9  | -1  | 18     |
| Maronese                             | 5   | 4  | 1  | 2  | 1  | 6  | 7  | -1  | 7      |
| Deportivo El Fuerte                  | 5   | 4  | 1  | 2  | 1  | 4  | 5  | -1  | 47 bis |
| Don Orione                           | 4   | 4  | 1  | 1  | 2  | 5  | 7  | -2  | 54     |
| Unión (Vista Flores)                 | 4   | 4  | 1  | 1  | 2  | 5  | 10 | -5  | 47     |

|  | Clasificado a la Etapa final. |

## Etapa final

### Primera fase
Los cruces se dieron a conocer el 3 de marzo. Los partidos de ida se disputaron entre el 11 y el 15 de ese mes, mientras que los de vuelta fueron entre el 18 y el 21.
| Local - Vuelta                           | Global         | Local - Ida                                     | Ida   | Vuelta |
| ---------------------------------------- | -------------- | ----------------------------------------------- | ----- | ------ |
| Racing Ojo de Agua                       | 5 - 7          | Gimnasia y Tiro (Orán)                          | 1 - 5 | 4 - 2  |
| Ferro (Santa Rosa)                       | 1 - 2          | Defensores de Fraile Pintado                    | 0 - 2 | 1 - 0  |
| Sportivo Alberdi                         | (3) 3 - 3 (2)  | Defensores de Monterrico                        | 3 - 2 | 0 - 1  |
| Deportivo El Chañi                       | 2 - 1          | Villa San Antonio (Salta)                       | 0 - 0 | 2 - 1  |
| Barrio Obrero (Joaquín V. González)      | 3 - 5          | Sanidad                                         | 1 - 3 | 2 - 2  |
| Atlético Cerrillos                       | 1 - 3          | Deportivo El Galpón                             | 0 - 1 | 1 - 2  |
| San José (Metán)                         | 2 - 4          | Atlético Chicoana                               | 1 - 1 | 1 - 3  |
| Central Norte (Tucumán)                  | 11 - 2         | Unión Calchaquí                                 | 4 - 2 | 7 - 0  |
| Boulevard Norte                          | 0 - 4          | San Antonio (Ranchillos)                        | 0 - 4 | 0 - 0  |
| Atlético Concepción                      | 4 - 2          | Villa Unión (La Banda)                          | 2 - 2 | 2 - 0  |
| Estudiantes (Santiago del Estero)        | 5 - 2          | Instituto Tráfico (Frías)                       | 2 - 1 | 3 - 1  |
| Atlético Frías                           | 2 - 6          | Talleres (Añatuya)                              | 0 - 3 | 2 - 3  |
| Mamerto Esquiú (Saujil)                  | (3) 4 - 4 (4)  | Independiente (San Antonio)                     | 1 - 4 | 3 - 0  |
| Defensores de Esquiú                     | 4 - 2          | San Lorenzo (Andalgalá)                         | 0 - 1 | 4 - 1  |
| Defensores de La Boca (La Rioja)         | (3) 2 - 2 (5)  | Sportivo Del Bono                               | 1 - 1 | 1 - 1  |
| Árbol Verde                              | 4 - 2          | Sportivo San Francisco (Aimogasta)              | 2 - 2 | 2 - 0  |
| Deportivo Victoria                       | 2 - 7          | Bartolomé Mitre (Posadas)                       | 1 - 3 | 1 - 4  |
| El Brete                                 | (4) 2 - 2 (2)  | Oberá                                           | 2 - 1 | 0 - 1  |
| 8 de Diciembre                           | 0 - 5          | Argentinos del Norte (Clorinda)                 | 0 - 2 | 0 - 3  |
| Atlético Laguna Blanca                   | 2 - 1          | Inter (Formosa)                                 | 1 - 1 | 1 - 0  |
| Sportivo (Presidencia Roque Sáenz Peña)  | (9) 3 - 3 (10) | Libertad (Charata)                              | 1 - 3 | 2 - 0  |
| Obreros Unidos (Corzuela)                | 1 - 2          | San Lorenzo (Presidencia Roque Sáenz Peña)      | 1 - 2 | 0 - 0  |
| Sportivo Pampa                           | (1) 2 - 2 (3)  | Juventud Unida (Charata)                        | 1 - 2 | 1 - 0  |
| Unión Talleres Fábrica                   | (2) 3 - 3 (4)  | San Carlos (La Escondida)                       | 0 - 2 | 3 - 1  |
| Villa Alvear                             | (5) 3 - 3 (3)  | Deportivo Mandiyú                               | 0 - 2 | 3 - 1  |
| Colegiales (Concordia)                   | 5 - 2          | Deportivo Madariaga                             | 1 - 2 | 4 - 0  |
| Universitario (Paraná)                   | 2 - 6          | Colón (San Justo)                               | 0 - 1 | 2 - 5  |
| Argentino (Franck)                       | (4) 3 - 3 (1)  | Ciclón del Sur                                  | 1 - 1 | 2 - 2  |
| Salto Grande (Concordia)                 | (4) 2 - 2 (3)  | Juventud Urdinarrain                            | 0 - 0 | 2 - 2  |
| Rivadavia (Concepción del Uruguay)       | 1 - 3          | Santa María de Oro                              | 0 - 2 | 1 - 1  |
| Juventud Pueyrredón                      | 1 - 3          | Náutico El Quillá                               | 1 - 2 | 0 - 1  |
| ADIUR                                    | 4 - 1          | Jorge Newbery (Venado Tuerto)                   | 1 - 1 | 3 - 0  |
| Ferro (General Alvear)                   | (4) 1 - 1 (3)  | San Martín (Monte Comán)                        | 1 - 1 | 0 - 0  |
| Andes FBC                                | 7 - 3          | Tunuyán SC                                      | 4 - 2 | 3 - 1  |
| Deportivo Rodeo del Medio                | 7 - 1          | Antonio Iriarte (El Zampal)                     | 1 - 0 | 6 - 1  |
| La Libertad                              | (4) 3 - 3 (3)  | Deportivo Guaymallén                            | 1 - 1 | 2 - 2  |
| Sporting Victoria (San Luis)             | (2) 2 - 2 (4)  | Defensores de Boca (Media Agua)                 | 1 - 1 | 1 - 1  |
| Peñaflor                                 | 2 - 1          | Sportivo Huarpes                                | 2 - 1 | 0 - 0  |
| Alianza (Villa Mercedes)                 | (6) 2 - 2 (7)  | Casino (Merlo)                                  | 1 - 1 | 1 - 1  |
| Atenas (Río Cuarto)                      | 2 - 1          | General Paz Juniors                             | 1 - 1 | 1 - 0  |
| EMFI                                     | 1 - 3          | Dr. Lautaro Roncedo                             | 0 - 2 | 1 - 1  |
| Colón (Colonia Caroya)                   | 2 - 6          | Juventud Unida (Río Cuarto)                     | 1 - 2 | 1 - 4  |
| Unión San Vicente                        | 4 - 1          | San Martín (Vicuña Mackenna)                    | 2 - 0 | 2 - 1  |
| Argentino (Pergamino)                    | 2 - 1          | Del Acuerdo (San Nicolás)                       | 0 - 1 | 2 - 0  |
| Sports Salto                             | (3) 2 - 2 (1)  | Deportivo Malvinas (Ingeniero Adolfo Sourdeaux) | 1 - 2 | 1 - 0  |
| Belgrano (Zárate)                        | (9) 2 - 2 (10) | Sportivo Barracas (Colón)                       | 0 - 1 | 2 - 1  |
| Atlético Pilar                           | (2) 3 - 3 (4)  | Sportsman (Carmen de Areco)                     | 3 - 1 | 0 - 2  |
| El Frontón (San Andrés de Giles)         | (5) 1 - 1 (4)  | Fernando Cáceres FC                             | 0 - 0 | 1 - 1  |
| Colón (Chivilcoy)                        | 4 - 1          | Defensores de Plaza España                      | 0 - 0 | 4 - 1  |
| Ferrocarril Roca (Las Flores)            | 6 - 4          | River Plate (Bragado)                           | 3 - 1 | 3 - 3  |
| Agrupación Deportiva Infantil Platense   | 6 - 1          | Deportivo Salgado                               | 3 - 1 | 3 - 0  |
| Racing (General Mansilla)                | 4 - 2          | Nueva Alianza (La Plata)                        | 1 - 2 | 3 - 0  |
| Racing (Balcarce)                        | 3 - 1          | Ever Ready                                      | 0 - 1 | 3 - 0  |
| Atlético Villa Gesell                    | 3 - 1          | Juventud Unida (CNO)                            | 1 - 0 | 2 - 1  |
| Círculo Deportivo                        | 8 - 1          | Defensores de Valeria del Mar                   | 4 - 0 | 4 - 1  |
| Alumni Azuleño                           | 2 - 5          | Estudiantes (Olavarría)                         | 2 - 3 | 0 - 2  |
| Huracán (Ingeniero White)                | 1 - 4          | Independiente (Tandil)                          | 0 - 2 | 1 - 2  |
| Deportivo Villalonga                     | 1 - 3          | Huracán (Carlos Tejedor)                        | 0 - 0 | 1 - 3  |
| All Boys (Santa Rosa)                    | 12 - 4         | Talleres (San Antonio Oeste)                    | 2 - 2 | 10 - 2 |
| Deportivo Rincón                         | 5 - 1          | Dina Huapi                                      | 1 - 1 | 4 - 0  |
| Florentino Ameghino (Comodoro Rivadavia) | 4 - 2          | Belgrano (Esquel)                               | 1 - 1 | 3 - 1  |
| Deportivo Las Heras                      | 1 - 7          | Jorge Newbery (Comodoro Rivadavia)              | 0 - 7 | 1 - 0  |
| Defensores del Carmen                    | (1) 5 - 5 (4)  | Estrella Norte                                  | 1 - 1 | 4 - 4  |
| Camioneros (Río Grande)                  | 4 - 3          | Ferrocarril YCF                                 | 2 - 1 | 2 - 2  |

### Segunda fase
Los partidos de ida se disputaron entre el 26 y el 29 de marzo, mientras que los de vuelta fueron entre el 1 y el 4 de abril.
| Local - Vuelta                             | Global          | Local - Ida                        | Ida   | Vuelta |
| ------------------------------------------ | --------------- | ---------------------------------- | ----- | ------ |
| Defensores de Fraile Pintado               | 2 - 0           | Gimnasia y Tiro (Orán)             | 1 - 0 | 1 - 0  |
| Sportivo Alberdi                           | 6 - 2           | Deportivo El Chañi                 | 3 - 1 | 3 - 1  |
| Sanidad                                    | 1 - 3           | Deportivo El Galpón                | 0 - 2 | 1 - 1  |
| Central Norte (Tucumán)                    | (18) 3 - 3 (19) | Atlético Chicoana                  | 1 - 1 | 2 - 2  |
| San Antonio (Ranchillos)                   | 7 - 3           | Atlético Concepción                | 2 - 1 | 5 - 2  |
| Estudiantes (Santiago del Estero)          | (6) 1 - 1 (7)   | Talleres (Añatuya)                 | 0 - 0 | 1 - 1  |
| Defensores de Esquiú                       | (5) 5 - 5 (4)   | Independiente (San Antonio)        | 3 - 2 | 2 - 3  |
| Sportivo Del Bono                          | -               | Árbol Verde                        | 2 - 3 | -      |
| Bartolomé Mitre (Posadas)                  | (5) 3 - 3 (4)   | El Brete                           | 1 - 3 | 2 - 0  |
| Argentinos del Norte (Clorinda)            | (5) 2 - 2 (4)   | Atlético Laguna Blanca             | 1 - 2 | 1 - 0  |
| San Lorenzo (Presidencia Roque Sáenz Peña) | 1 - 0           | Libertad (Charata)                 | 1 - 1 | 1 - 0  |
| Juventud Unida (Charata)                   | 4 - 3           | San Carlos (La Escondida)          | 2 - 2 | 2 - 1  |
| Colegiales (Concordia)                     | (3) 0 - 0 (2)   | Villa Alvear                       | 0 - 0 | 0 - 0  |
| Colón (San Justo)                          | 1 - 2           | Argentino (Franck)                 | 0 - 0 | 1 - 2  |
| Santa María de Oro                         | 5 - 3           | Salto Grande (Concordia)           | 2 - 2 | 3 - 1  |
| Náutico El Quillá                          | 0 - 4           | ADIUR                              | 0 - 2 | 0 - 2  |
| Ferro (General Alvear)                     | 2 - 1           | Andes FBC                          | 1 - 1 | 1 - 0  |
| La Libertad                                | 2 - 4           | Deportivo Rodeo del Medio          | 0 - 2 | 2 - 2  |
| Defensores de Boca (Media Agua)            | 3 - 1           | Peñaflor                           | 1 - 1 | 2 - 0  |
| Casino (Merlo)                             | 1 - 11          | Atenas (Río Cuarto)                | 0 - 6 | 1 - 5  |
| Juventud Unida (Río Cuarto)                | 7 - 4           | Dr. Lautaro Roncedo                | 3 - 1 | 4 - 3  |
| Unión San Vicente                          | (3) 1 - 1 (4)   | Argentino (Pergamino)              | 0 - 1 | 1 - 0  |
| Sportivo Barracas (Colón)                  | 3 - 2           | Sports Salto                       | 1 - 1 | 2 - 1  |
| El Frontón (San Andrés de Giles)           | 2 - 5           | Sportsman (Carmen de Areco)        | 2 - 4 | 0 - 1  |
| Colón (Chivilcoy)                          | 1 - 3           | Ferrocarril Roca (Las Flores)      | 0 - 0 | 1 - 3  |
| Agrupación Deportiva Infantil Platense     | (5) 2 - 2 (6)   | Racing (General Mansilla)          | 0 - 0 | 2 - 2  |
| Atlético Villa Gesell                      | 2 - 5           | Racing (Balcarce)                  | 0 - 1 | 2 - 4  |
| Círculo Deportivo                          | 2 - 0           | Estudiantes (Olavarría)            | 0 - 0 | 2 - 0  |
| Huracán (Carlos Tejedor)                   | (6) 3 - 3 (7)   | Independiente (Tandil)             | 2 - 1 | 1 - 2  |
| All Boys (Santa Rosa)                      | 4 - 3           | Deportivo Rincón                   | 0 - 3 | 4 - 0  |
| Florentino Ameghino (Comodoro Rivadavia)   | (2) 2 - 2 (3)   | Jorge Newbery (Comodoro Rivadavia) | 1 - 1 | 1 - 1  |
| Camioneros (Río Grande)                    | (3) 2 - 2 (1)   | Estrella Norte                     | 1 - 1 | 1 - 1  |

### Tercera fase
Los partidos de ida se disputaron el 10 de abril, mientras que los de la vuelta fueron entre el 16 y el 17.
| Local - Vuelta                     | Global        | Local - Ida                                | Ida   | Vuelta |
| ---------------------------------- | ------------- | ------------------------------------------ | ----- | ------ |
| Defensores de Fraile Pintado       | (4) 1 - 1 (2) | Sportivo Alberdi                           | 1 - 1 | 0 - 0  |
| Atlético Chicoana                  | (4) 3 - 3 (1) | Deportivo El Galpón                        | 0 - 3 | 3 - 0  |
| Talleres (Añatuya)                 | 1 - 4         | San Antonio (Ranchillos)                   | 0 - 4 | 1 - 0  |
| Defensores de Esquiú               | -             | -                                          | -     | -      |
| Argentinos del Norte (Clorinda)    | (3) 2 - 2 (4) | Bartolomé Mitre (Posadas)                  | 1 - 1 | 1 - 1  |
| Juventud Unida (Charata)           | 7 - 2         | San Lorenzo (Presidencia Roque Sáenz Peña) | 7 - 2 | 0 - 0  |
| Colegiales (Concordia)             | (6) 4 - 4 (7) | Argentino (Franck)                         | 1 - 2 | 3 - 2  |
| Santa María de Oro                 | 2 - 6         | ADIUR                                      | 0 - 3 | 2 - 3  |
| Deportivo Rodeo del Medio          | 5 - 2         | Ferro (General Alvear)                     | 2 - 0 | 3 - 2  |
| Defensores de Boca (Media Agua)    | 1 - 3         | Atenas (Río Cuarto)                        | 1 - 2 | 0 - 1  |
| Argentino (Pergamino)              | 0 - 3         | Juventud Unida (Río Cuarto)                | 0 - 2 | 0 - 1  |
| Sportivo Barracas (Colón)          | 2 - 0         | Sportsman (Carmen de Areco)                | 1 - 0 | 1 - 0  |
| Racing (General Mansilla)          | 3 - 2         | Ferrocarril Roca (Las Flores)              | 1 - 2 | 2 - 0  |
| Racing (Balcarce)                  | 1 - 3         | Círculo Deportivo                          | 1 - 3 | 0 - 0  |
| All Boys (Santa Rosa)              | (4) 3 - 3 (3) | Independiente (Tandil)                     | 1 - 1 | 2 - 2  |
| Jorge Newbery (Comodoro Rivadavia) | (4) 2 - 2 (3) | Camioneros (Río Grande)                    | 0 - 2 | 2 - 0  |

### Cuarta fase
Los partidos de ida se disputaron entre el 22 y el 24 de abril, mientras que los de la vuelta fueron entre el 30 de ese mes y el 2 de mayo.
| Local - Vuelta                     | Global        | Local - Ida               | Ida   | Vuelta |
| ---------------------------------- | ------------- | ------------------------- | ----- | ------ |
| Defensores de Fraile Pintado       | 6 - 3         | Atlético Chicoana         | 3 - 2 | 3 - 1  |
| Defensores de Esquiú               | (4) 1 - 1 (3) | San Antonio (Ranchillos)  | 0 - 0 | 1 - 1  |
| Bartolomé Mitre (Posadas)          | 2 - 6         | Juventud Unida (Charata)  | 1 - 4 | 1 - 2  |
| ADIUR                              | (4) 2 - 2 (2) | Argentino (Franck)        | 2 - 1 | 0 - 1  |
| Deportivo Rodeo del Medio          | 1 - 3         | Atenas (Río Cuarto)       | 1 - 1 | 0 - 2  |
| Juventud Unida (Río Cuarto)        | 7 - 1         | Sportivo Barracas (Colón) | 1 - 1 | 6 - 0  |
| Círculo Deportivo                  | 3 - 1         | Racing (General Mansilla) | 0 - 1 | 3 - 0  |
| Jorge Newbery (Comodoro Rivadavia) | (5) 2 - 2 (4) | All Boys (Santa Rosa)     | 1 - 1 | 1 - 1  |

### Quinta fase
Los partidos de ida se disputaron entre el 7 y el 8 de mayo, mientras que los de la vuelta fueron entre el 14 y el 15 de mayo. Los cuatro ganadores ascendieron al Torneo Federal B.
| Local - Vuelta                     | Global        | Local - Ida                  | Ida   | Vuelta |
| ---------------------------------- | ------------- | ---------------------------- | ----- | ------ |
| Defensores de Esquiú               | 3 - 2         | Defensores de Fraile Pintado | 1 - 1 | 2 - 1  |
| Juventud Unida (Charata)           | (7) 3 - 3 (8) | ADIUR                        | 1 - 3 | 2 - 0  |
| Atenas (Río Cuarto)                | 9 - 3         | Juventud Unida (Río Cuarto)  | 4 - 2 | 5 - 1  |
| Jorge Newbery (Comodoro Rivadavia) | (4) 2 - 2 (3) | Círculo Deportivo            | 0 - 1 | 2 - 1  |